# Schmalspurbahn

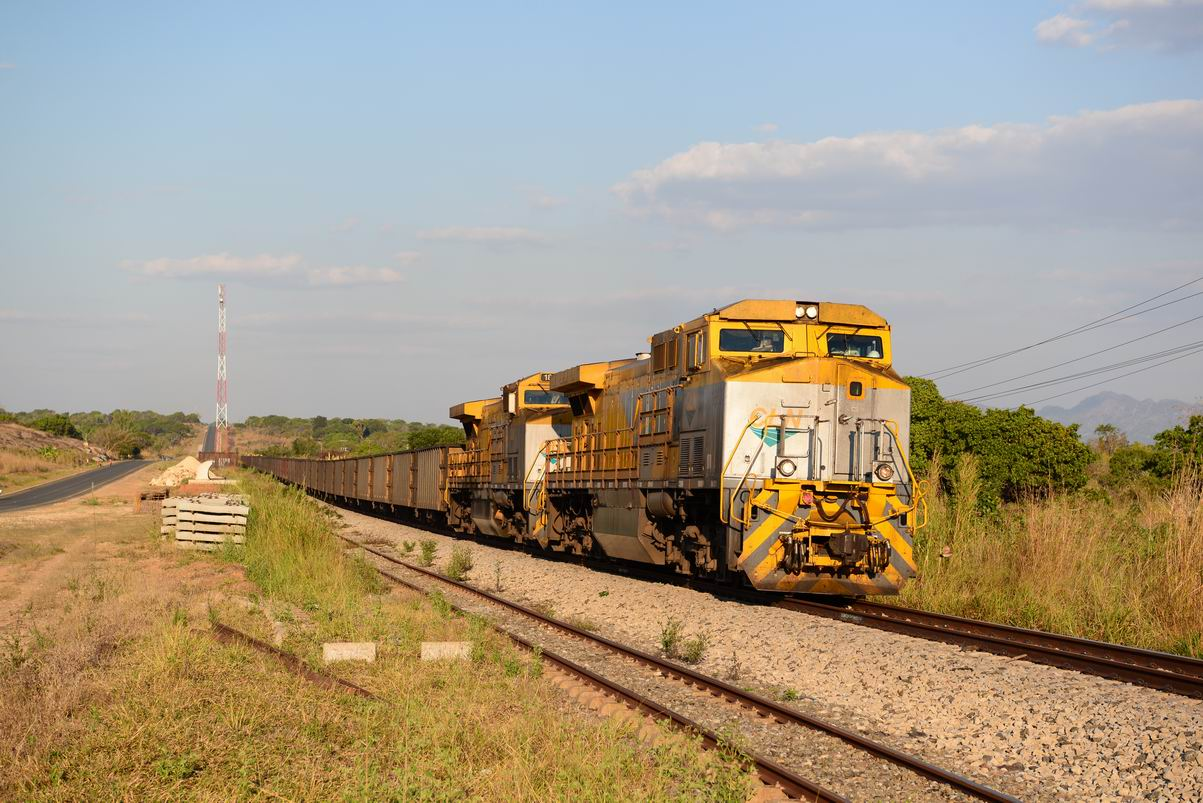
Güterzüge im südlichen Afrika auf Kapspur können ein Gesamtgewicht von mehreren tausend Tonnen erreichen. Hier ein Kohle-Leerzug auf der Bahnstrecke Nacala–Moatize in Mosambik mit vier Lokomotiven, zwei an der Zugspitze, zwei in der Zugmitte.

Als Schmalspurbahn wird eine Bahn bezeichnet, deren Spurweite kleiner als die der 1822 eingeführten Normalspur mit 1435 mm (4 Fuß 8,5 Zoll) ist. Dies gilt auch in Gebieten, wo die vorherrschende Spurweite schmaler als weltweit üblich ist, etwa in Südafrika. Das Gegenstück zur Schmalspurbahn ist die Breitspurbahn, die eine breitere Spurweite als die Normalspur hat.

## Allgemeines

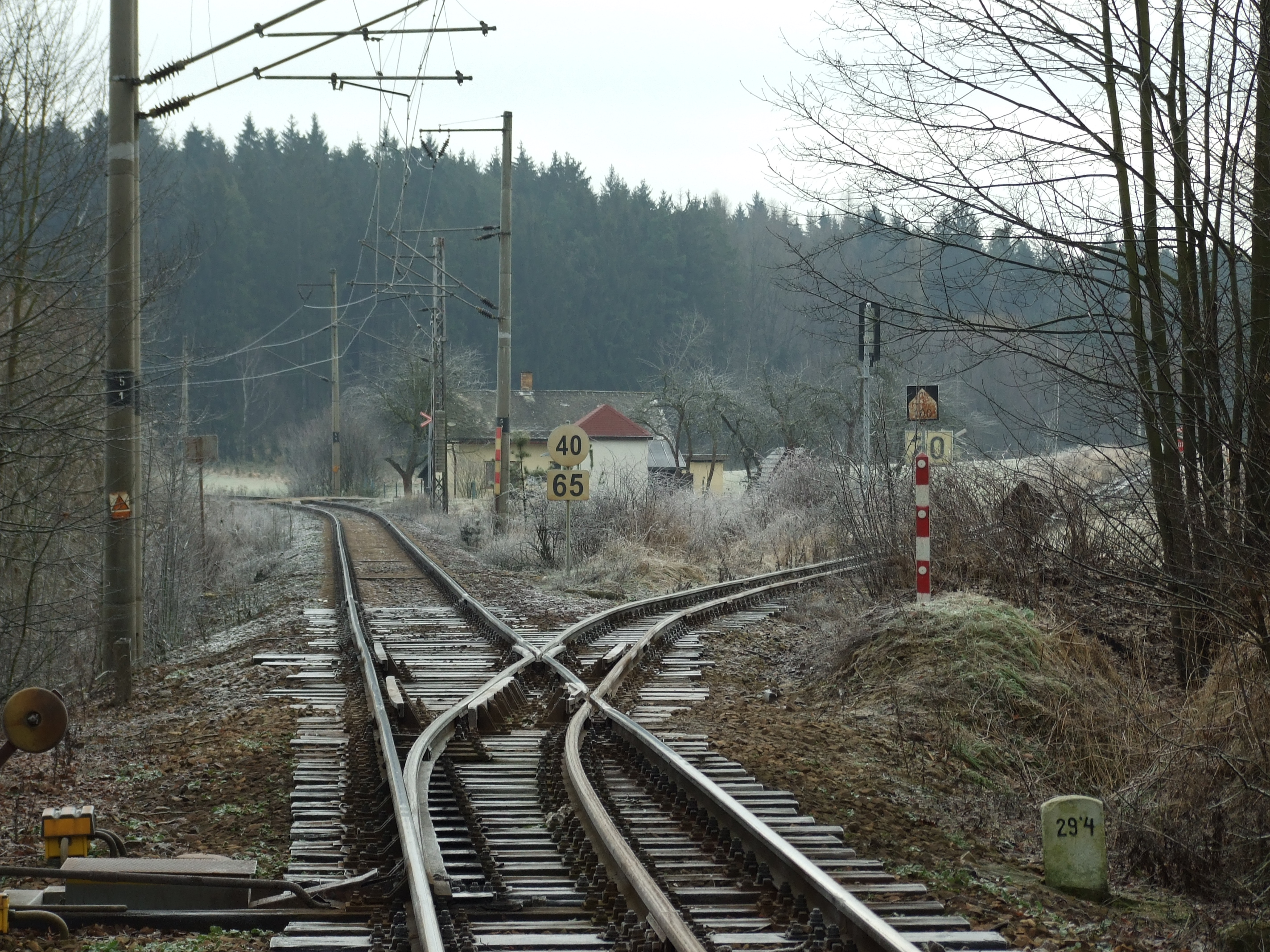
Systemvergleich bei Jindřichův Hradec in Tschechien, wo das 760-mm-Gleis der Schmalspurbahn Jindřichův Hradec–Nová Bystřice vom Normalspurgleis nach rechts abzweigt

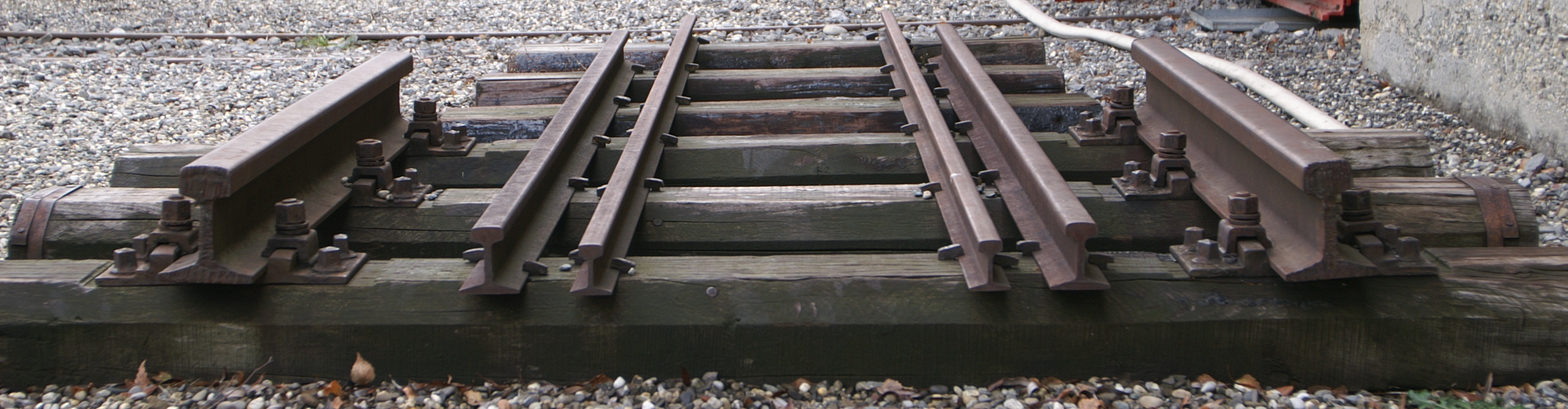
Normalspur- sowie 750-mm- und 500-mm-Gleis bei der Internationalen Rheinregulierung in Lustenau (Vorarlberg). Das Bild zeigt, dass bei schmaleren Spurweiten ein leichterer Oberbau verwendet wird.

Schmalspurige Bahnen sind einfacher und billiger zu bauen als Normalspurbahnen. Bei den kleineren Wagen ist der Radsatzstand gering, womit sie engere Bogenradien befahren können. Die kleineren und leichteren Fahrzeuge ermöglichen eine sparsamere Dimensionierung des Oberbaus.
Die beiden schmalspurigen Spurweiten mit der weltweit größten Verbreitung – in einigen Ländern teils auch als Hauptbahnen betrieben – sind:
- Meterspur mit 1000 mm Spurweite auf allen Kontinenten mit Ausnahme von Nordamerika und Ozeanien
- Kapspur mit 3,5 Fuß = 1067 mm Spurweite, verbreitet vor allem im südlichen Afrika, in Japan, Taiwan und Indonesien.

In Österreich und den anderen Nachfolgestaaten der Habsburger Monarchie sowie in einigen anderen Staaten Südosteuropas (etwa Bulgarien, Serbien) wird bei Schmalspurbahnen in der Regel die Bosnische Spurweite mit 760 Millimeter verwendet.

### Abgrenzung zur Kleinbahn
In Deutschland wird in der Umgangssprache der Ausdruck Schmalspurbahn fälschlicherweise oft mit der Bezeichnung Kleinbahn gleichgesetzt. Eine nach dem preußischen Kleinbahngesetz gebaute und betriebene Kleinbahn kann aber auch in Normalspurweite gebaut sein. Dagegen gibt es in mehreren Ländern schmalspurige Hauptbahnen, zum Beispiel in der Schweiz, in Indien, Thailand, Kenia oder Tunesien.

## Geschichte

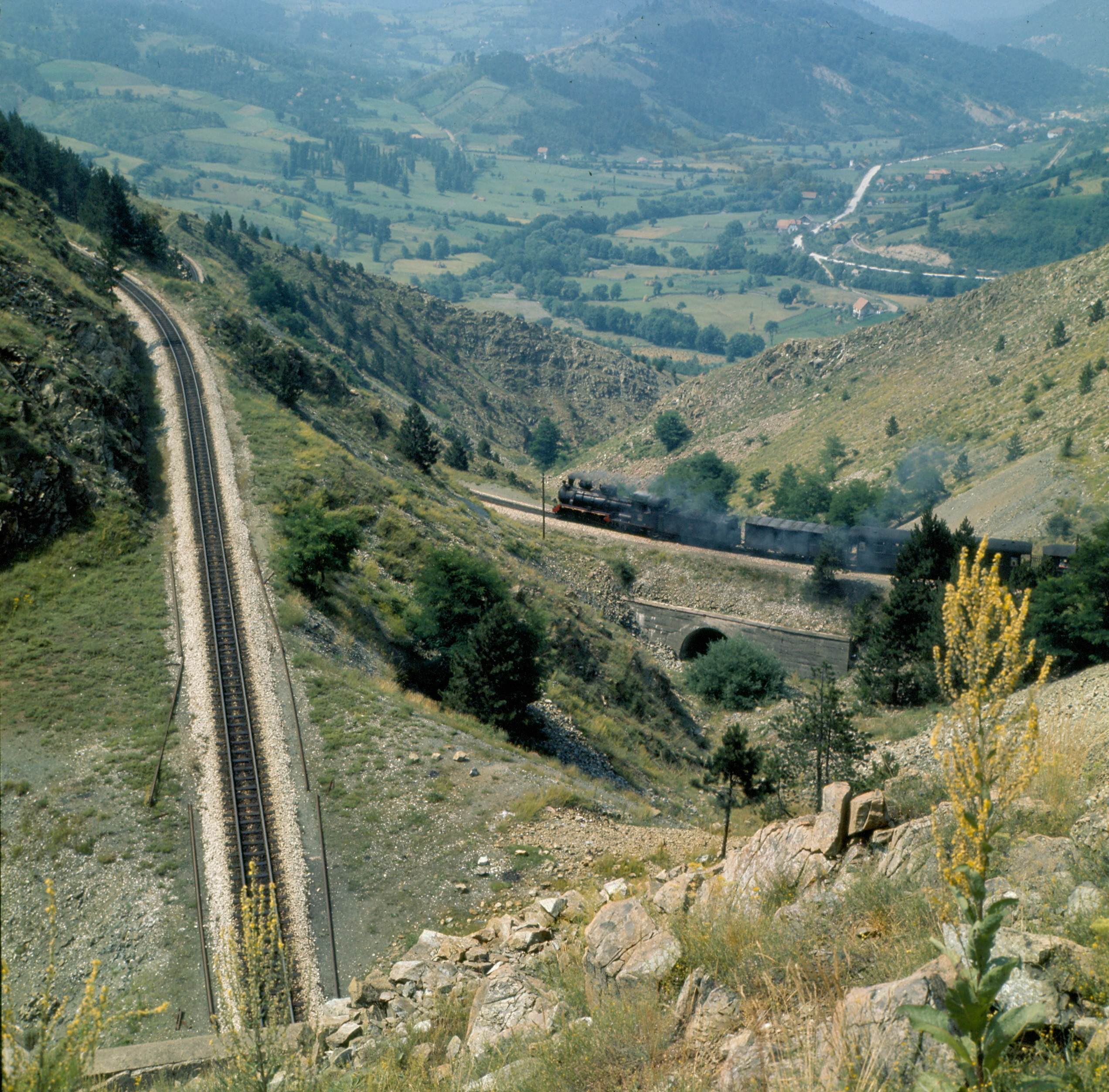
Personenzug auf der Šarganska osmica mit Bosnaspur

Ausschlaggebend für die Schmalspur waren zunächst keine technisch-topografischen Gründe, sondern ausschließlich die wesentlich niedrigeren Kosten für Bau und Betrieb. Nur dadurch konnte mit den Erträgen des Betriebes, die auch bei Normalspur mangels lokalem Aufkommen nicht größer gewesen wären, das Anlagekapital verzinst und somit wirtschaftlich gearbeitet werden. Die Baukosten für vergleichbare Normalspurstrecken waren für die Bahninteressenten und Betreiber nicht aufzubringen, auch der Betrieb wäre nicht finanzierbar gewesen. Hinzu kam, dass die Hersteller von Eisenbahnmaterial die Schmalspur preisgünstig anboten, um den seit Anfang der 1870er-Jahre überwiegend brachliegenden lokalen Bahnbau wieder in Schwung zu bringen. Der zusätzliche Vorteil, topografisch anspruchsvolle Gebiete durch die Schmalspur preisgünstig oder überhaupt sinnvoll erschließen zu können, kam erst als zweiter Schritt und Nebeneffekt dazu.
Zur Anfangszeit der Schmalspurbahnen wurde auf vergleichbaren Normalspurstrecken mit Nebenbahn-Status nicht schneller gefahren. Die Bosnisch-Herzegowinischen Staatsbahnen transportierte 1902 auf Bosnaspur die gleiche Gütermenge wie die Schweizerische Nordostbahn auf ihrem gleich großen Normalspurnetz. Da das Verhältnis von Fahrzeuggewicht zur Nutzlast oft günstiger als bei der Normalspur und das Verkehrsaufkommen anfangs nicht groß war, genügte die Schmalspur allen Anforderungen.

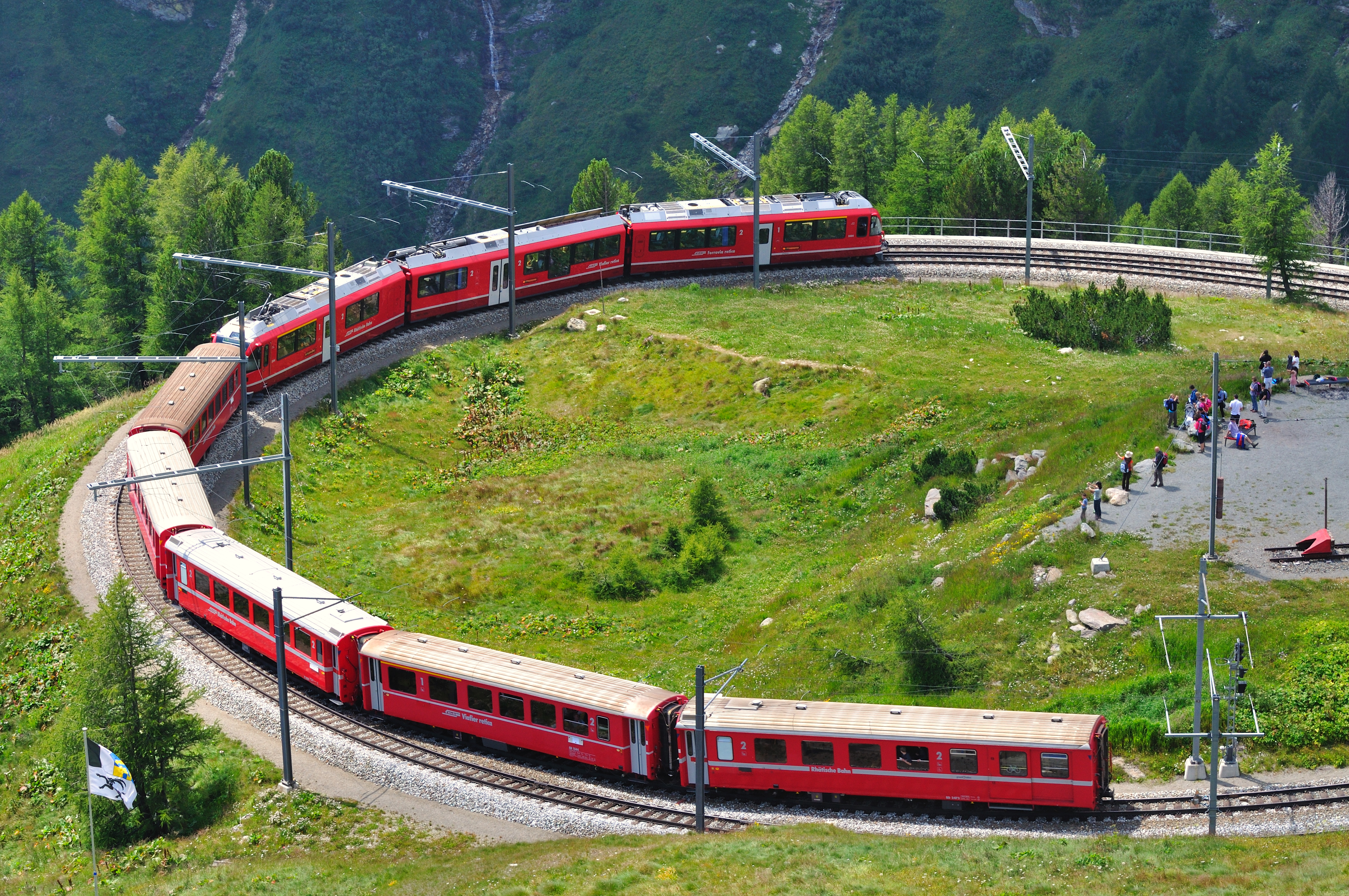
Dank enger Kurven passen sich Schmalspurbahnen gut dem Gelände an. Talwärts fahrender Zug der Berninabahn.

Spitzenreiter beim Bau von Schmalspurbahnen war Frankreich, wo in der Blütezeit der Schmalspurbahnen bis zu 17 000 Kilometer in Meterspur existierten. Das größte zusammenhängende Schmalspurnetz Europas lag in Jugoslawien mit Bosnischer Spurweite (760 mm). Dort fand der umfangreichste und hochwertigste Verkehr auf Schmalspur in Europa statt, mit Schnellzügen, Speise- und Schlafwagen. Die bosnischen Gebirgsabschnitte standen den schweizerischen an Anspruch und Kühnheit nicht nach. Ein kleiner als Museumsbahn betriebener Abschnitt, die Šarganska osmica, gibt heute wieder einen Eindruck davon.

## Vor- und Nachteile

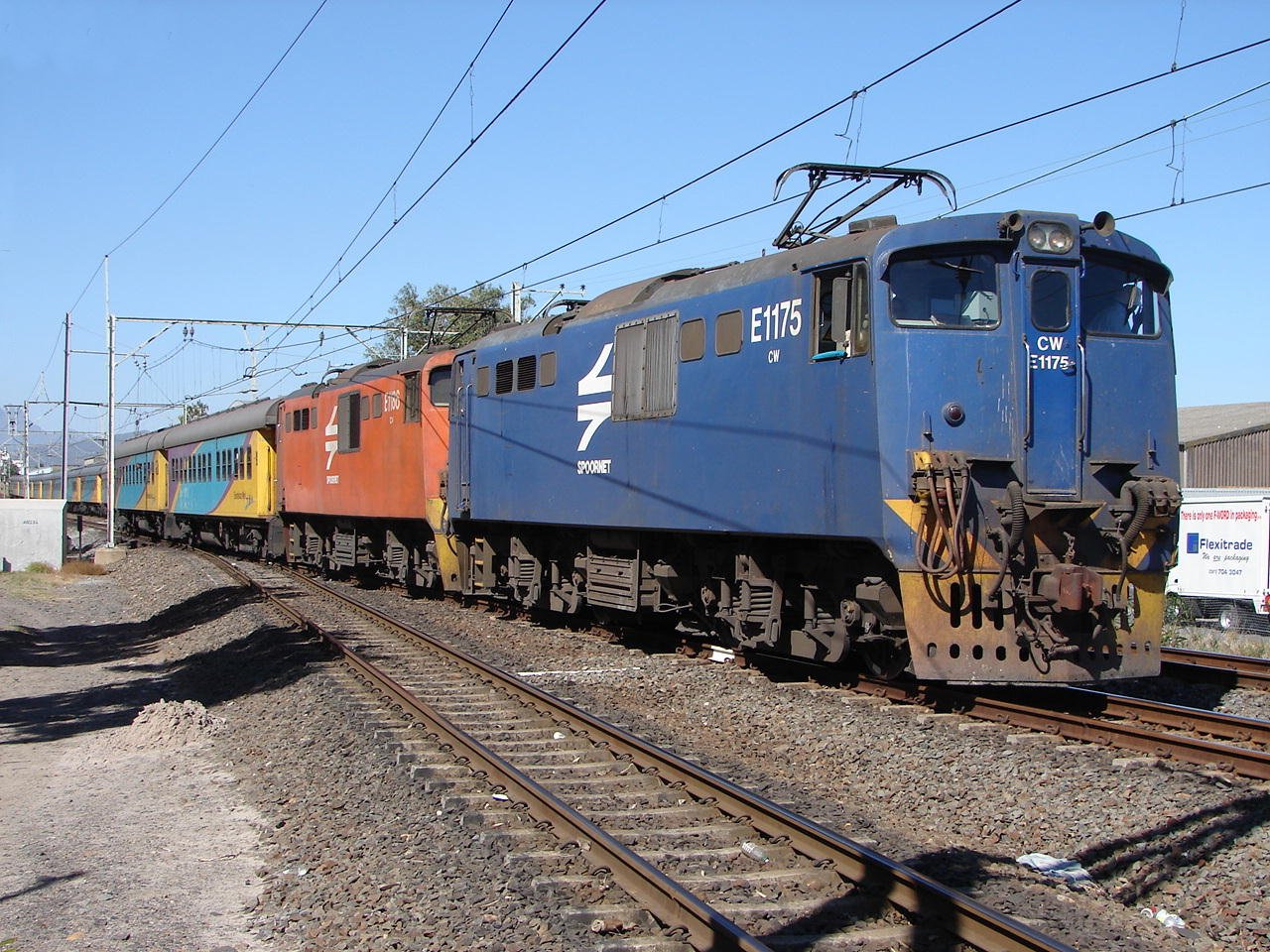
Südafrikas Bahnen verkehren auf Kapspur. Sie sind in ihrer Leistungsfähigkeit manchmal sogar den europäischen Normalspurbahnen überlegen. Schnellzug Shosholoza Meyl.

Wegen der engeren Bogenradien können sich schmalspurige Bahnen besser dem Gelände anpassen und haben kleinere Achslasten. Durch die geringere Spurweite ist der Rollwiderstand im Gleisbogen geringer. Sie sind deshalb einfacher und billiger zu erstellen als Normalspurbahnen. Schmalspurwagen stellen geringere Ansprüche an die Strukturfestigkeit ihrer Wagenkästen. Die Fahrzeuge können leichter gebaut werden, was insbesondere bei steigungsreichen Gebirgsbahnen von Vorteil ist. Diesen Vorteil machen sich Zahnradbahnen zu Nutze, die meistens auf Schmalspur verkehren. Erste schmalspurige Zahnradbahn der Welt war die 1876 eröffnete Zahnradbahn des Hüttenwerks Wasseralfingen.
Die kleineren und leichteren Fahrzeuge ermöglichen eine sparsamere Dimensionierung des Oberbaus. Dank des kostengünstigen Betriebs konnten viele Schmalspurbahnen trotz relativ bescheidenen Verkehrs überleben. Schmalspurbahnen betreiben in der Schweiz den Agglomerationsverkehr mit einem besseren Kostendeckungsgrad als solche mit Normalspur.
|                       | Schmalspur | Normalspur |
| --------------------- | ---------- | ---------- |
| Agglomerationsverkehr | 70,8 %     | 53,9 %     |
| Überland-/Bergverkehr | 40,0 %     | 36,6 %     |

### Leistungsfähigkeit
Viele Bahnen mit Kapspur in Japan und im südlichen Afrika erreichen Leistungen, die mit europäischen Normalspurbahnen vergleichbar sind oder sie sogar übertreffen. In Japan und Südafrika fahren Personenzüge auf Kapspur mit Geschwindigkeiten bis zu 160 km/h. In Südafrika verkehren Güterzüge mit bis 16 000 Tonnen Gewicht.
Auf europäischen Meterspurbahnen wird planmäßig bis zu 120 km/h gefahren, in Tunesien 130 km/h und Queensland mit Kapspur-Neigezügen QR Tilt Train 160 km/h. Ein solcher Zug stellte 1999 mit 210 km/h den australischen Geschwindigkeitsrekord auf. Im Güterverkehr erfüllen die Steiermarkbahn oder die Rhätische Bahn alle Anforderungen bis zum Transport von 20-Fuß-Containern. Auf 760 mm Spurweite erreichen die Mariazellerbahn, die Zillertalbahn und die Pinzgauer Lokalbahn in Österreich Geschwindigkeiten von bis zu 80 km/h.

### Nachteile

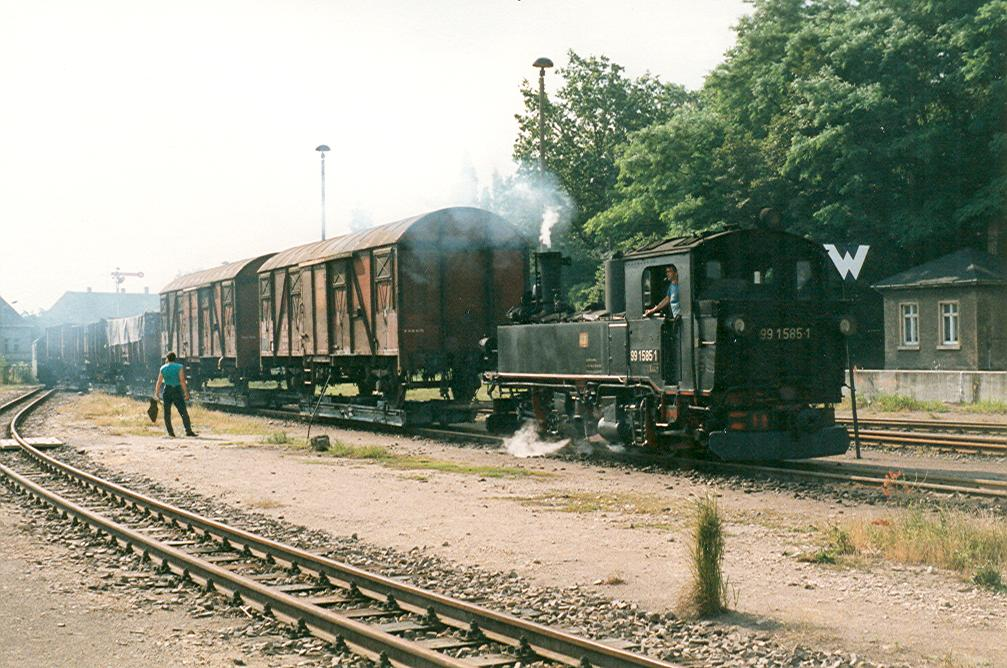
Mit Rollwagen lässt sich das Umladen von Gütern vermeiden. Güterzug im Bahnhof Oschatz.

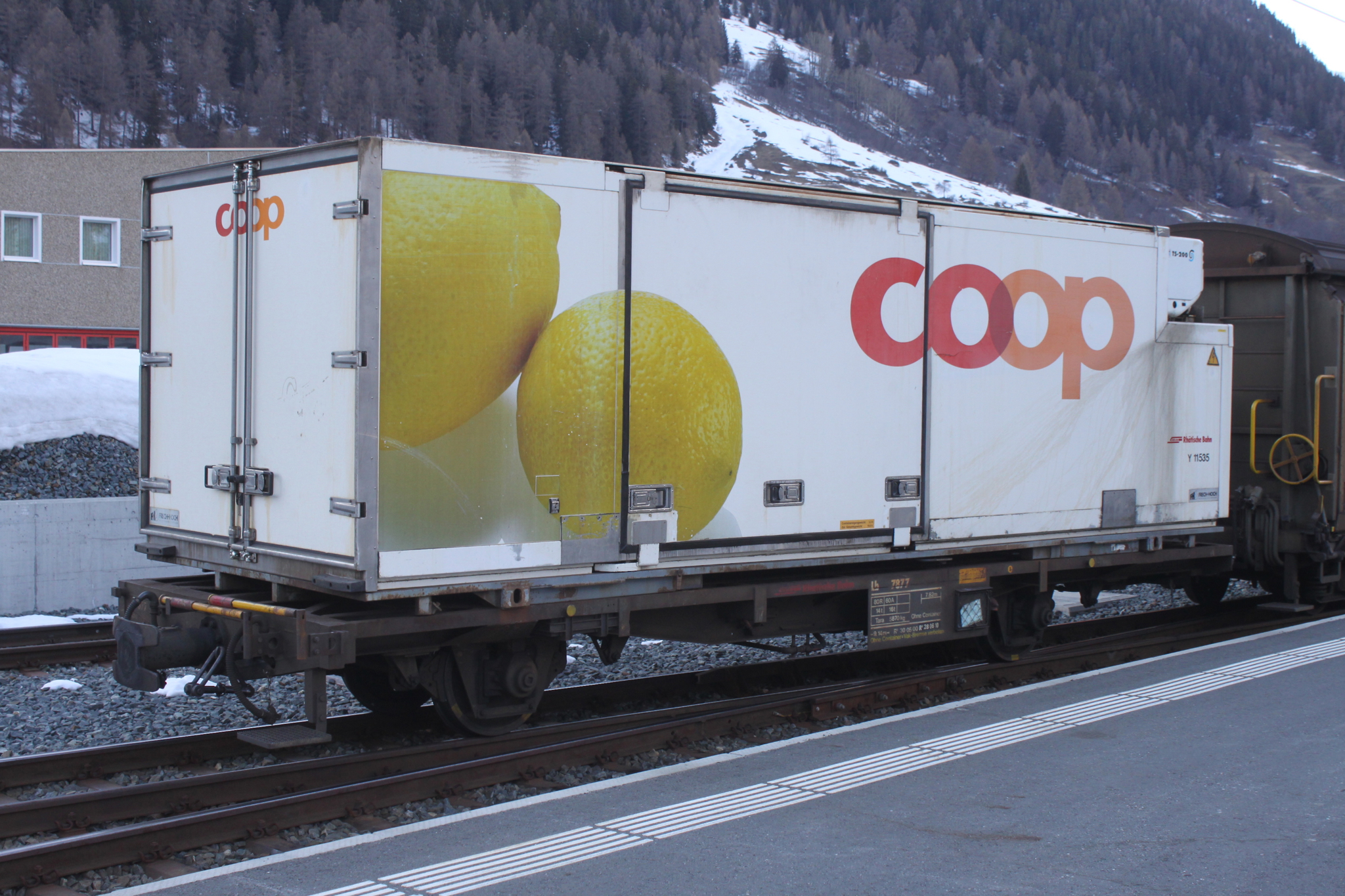
Container vereinfachen das Umladen von Normal- auf Schmalspur. Tragwagen der Rhätischen Bahn mit einem Wechselbehälter einer Detailhandelsunternehmung.

Am Übergang zum Normalspurnetz sind die Reisenden zum Umsteigen gezwungen, die Güter müssen umgeladen werden. Für die Schmalspurbahnen, die noch Güterverkehr betreiben, ist das mit Aufwand und entsprechenden Kosten verbunden. Zur Vermeidung des Umladens werden auf Strecken mit passendem Lichtraumprofil Normalspurwagen auf Rollwagen oder Rollböcke verladen, wobei jedoch das Schmalspurgleis der erforderlichen Achs- und Meterlast genügen muss.
Die kleinste Breite gedeckter Güterwagen ergab sich durch die Größe des zu transportierenden Großviehs. Bei der 760-mm-Spur wurden zunächst 1,8 Meter breite Wagen mit nur drei Sitzplätzen nebeneinander eingesetzt. Später kamen Fahrzeuge mit der gleichen Breite wie bei der Meterspur zum Einsatz. Bei der Meterspur wird teilweise die Fahrzeugbreite der Normalspur angewendet. Die größere Wagenbreite wird mit vermehrtem Wanken und einer geringeren Stabilität der Fahrzeuge gegen Kippen erkauft. Um dem breiten Wagenkasten einen ruhigen Lauf und genügend Standfestigkeit zu geben, ist ein kräftiger Oberbau mit genügend langen Schwellen und einem entsprechend breiten Unterbau nötig. Der Vorteil geringerer Baukosten von Schmalspurbahnen geht dadurch zu einem Teil verloren.

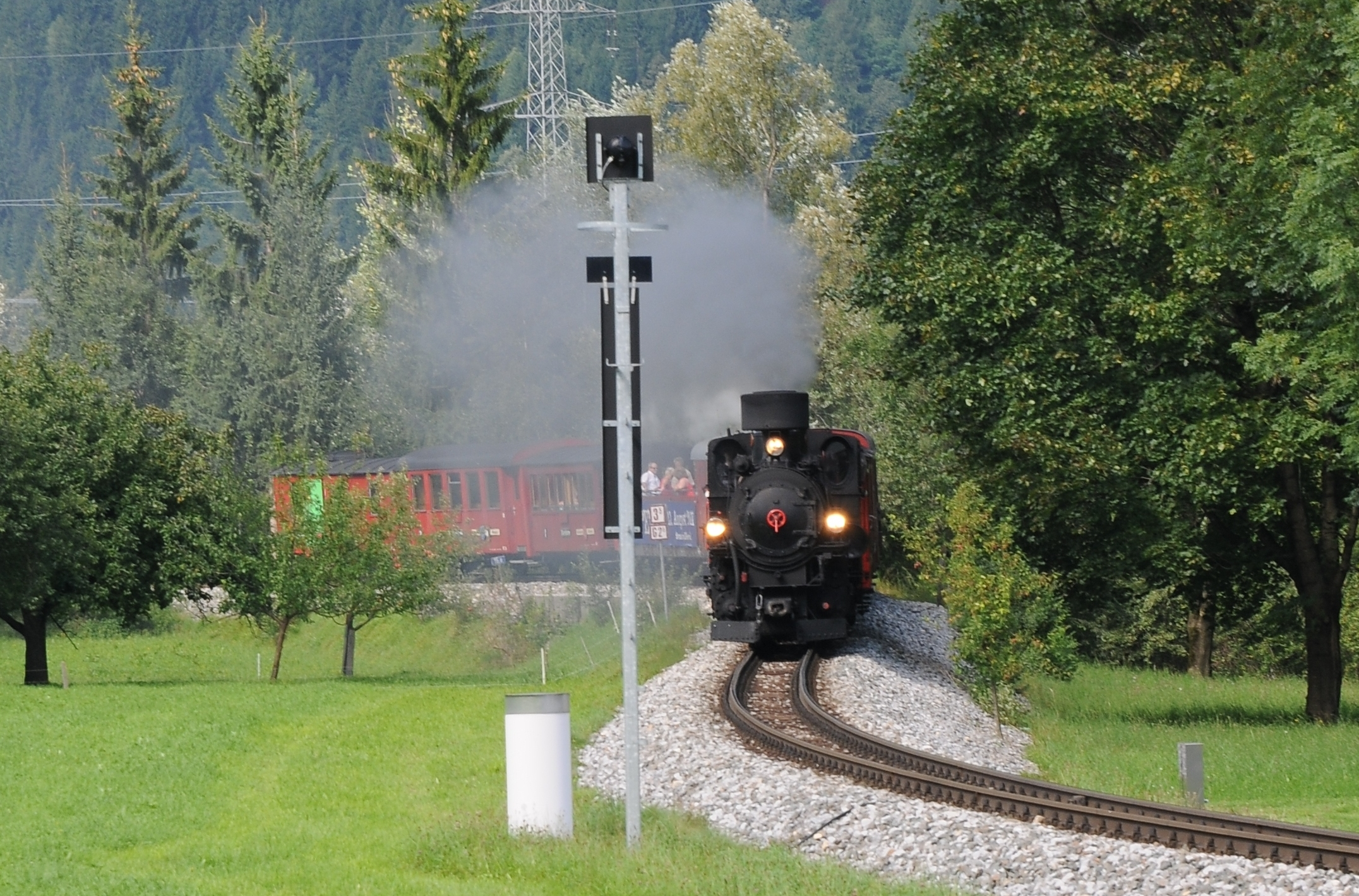
Die Lokomotive 4 der Zillertalbahn, vormals JDŽ 83-076, zeichnet sich durch eine gute Bogenläufigkeit aus. Die hintere Kuppelachse ist mit der nachfolgenden Laufachse in einem Krauss-Helmholtz-Gestell zusammengefasst.

Die Betriebskosten einer Bahn hängen nicht primär von ihrer Spurweite, sondern von ihren Bogenradien ab. Enge Bögen führen zu einem vermehrten Verschleiß von Schienen, Schwellen und Radreifen und zu einem erhöhten Verbrauch von Traktionsenergie. Für den Bau von schmalspurigen Dampflokomotiven mussten zur Gewährleistung der Bogenläufigkeit komplizierte Konstruktionen entwickelt werden, die teuer im Bau und im Unterhalt waren. Lokomotiven mit axial verschiebbaren Kuppelachsen setzen einen Oberbau mit einer guten seitlichen Steifigkeit voraus. Oder es wurden Stütztenderlokomotiven, Getriebelokomotiven und Lokomotiven mit Dampfdrehgestellen der Bauarten Mallet, Fairlie und Garratt eingesetzt. Kraftfressende Zahnradübersetzungen und bewegliche Dampfeinströmungen wurden in Kauf genommen. Bewährt hatten sich Lokomotiven mit Krauss-Helmholtz-Lenkgestellen. Auch bei den heute üblichen Drehgestelllokomotiven und Triebwagen sind die beengten Platzverhältnisse eine Herausforderung für die Ingenieure. Je schmaler die Spurweite ist, desto komplizierter ist der Einbau der Fahrmotoren und Getriebe in die Triebfahrzeuge.

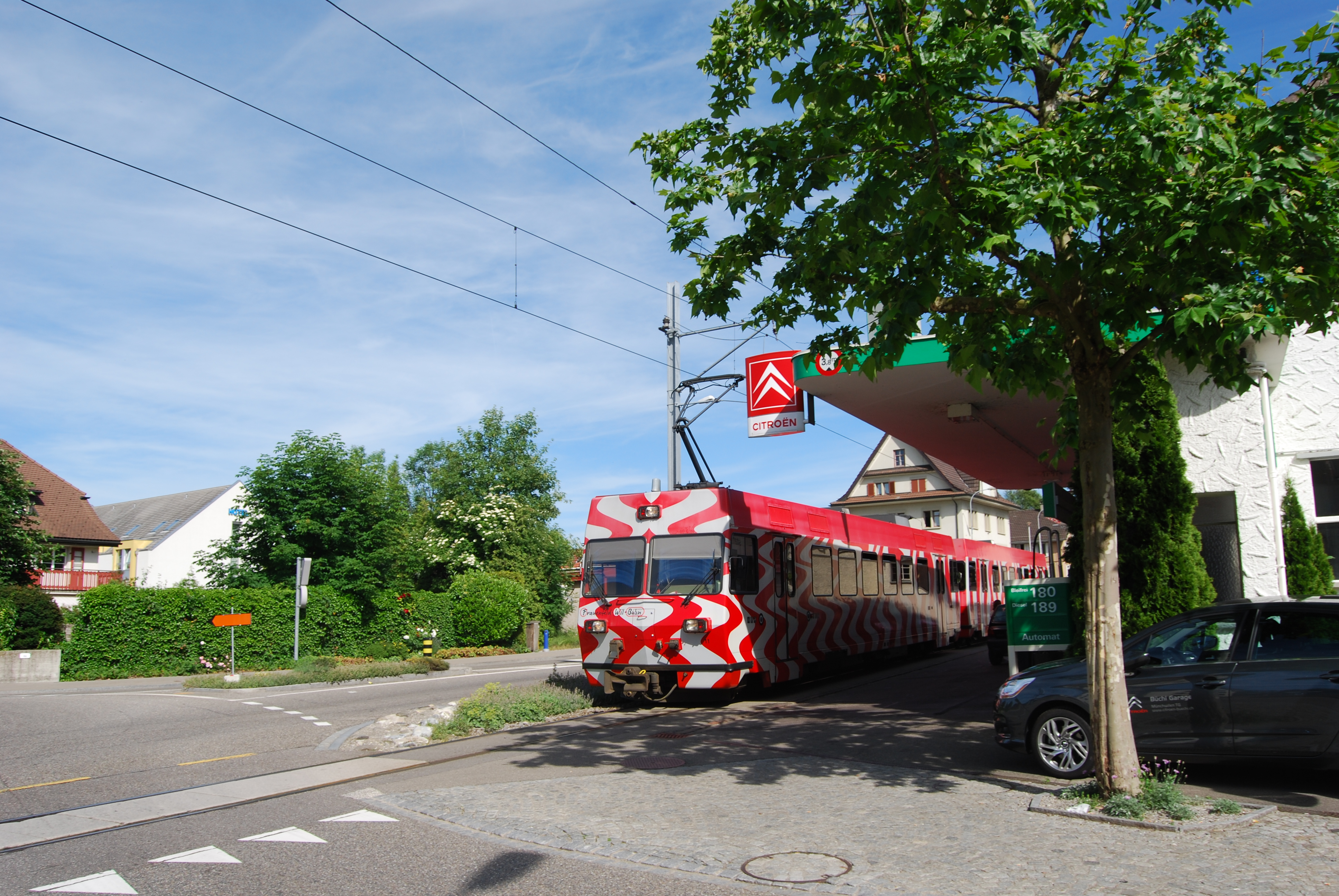
Ungesicherter Bahnübergang der Frauenfeld-Wil-Bahn im Kanton Thurgau 2011.

Auf Schmalspurstrecken ist kein Hochgeschwindigkeitsverkehr möglich. Auf dem japanischen Kapspurnetz konnten die Züge in den 1950er Jahren höchstens 100 km/h fahren. Um höhere Geschwindigkeiten zu erreichen, wurden die Shinkansen-Schnellfahrstrecken in Normalspur gebaut.
Weitere Nachteile von Schmalspurbahnen stehen nur in einem indirekten Zusammenhang mit der Spurweite: Viele Schmalspurbahnen bilden abgeschlossene Stichstrecken oder Inselnetze. Bei den Schweizer Schmalspurbahnen des öffentlichen Verkehrs kommen vier Spurweiten, rund ein halbes Dutzend Stromsysteme, zwei Bremssysteme und fünf Zugsicherungssysteme zum Einsatz. Bei den schmalspurigen Zahnradbahnen werden zudem vier verschiedene Zahnstangensysteme verwendet. Beim Bau einer Bahn wurde meistens die jeweils modernste Technologie ausgewählt. Eine Vereinheitlichung unterblieb weitgehend, wird aber längerfristig so weit wie möglich angestrebt. Diese Zersplitterung führt bei Fahrzeugbeschaffungen zu Kleinstserien mit entsprechend hohen Anschaffungspreisen.
Die kostengünstige Trassierung vieler Schmalspurbahnen führte dazu, dass viele Streckenabschnitte entlang von Straßen verlaufen. Die Seitenstraßen kreuzen das Bahngleis, was zu einer großen Zahl von Bahnübergängen führt. Mit der Zunahme des Motorfahrzeugverkehrs und oft auch des Bahnverkehrs sind die Kreuzungen zu einem Gefahrenschwerpunkt geworden. Die Sicherung dieser Bahnübergänge mit Warnlichtanlagen oder Schranken ist aufwendig und teuer.
Eine weite Verbreitung fanden schmale Spurweiten bei Straßenbahnen. Allerdings hatten die lange Zeit in Europa dominierenden zweiachsigen Straßenbahnwagen in der Regel Radstände, die auch bei Normalspur möglich waren. Die Schmalspur erschwert hier den Einbau von Fahrmotoren und Getrieben.

### Umspurungen von Schmalspurbahnen

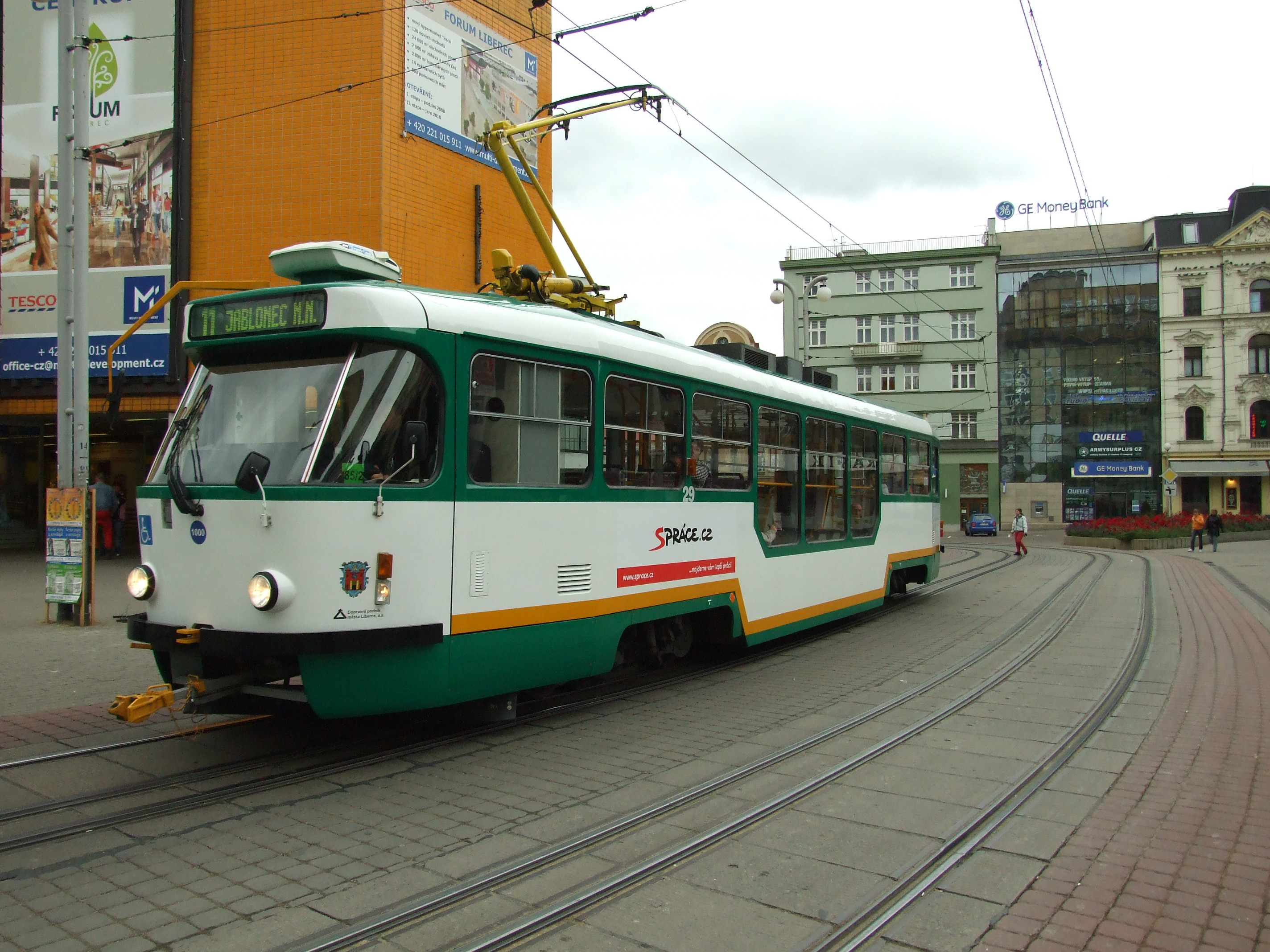
Die tschechische Stadt Liberec baute ihr Straßenbahnnetz von Meter- auf Normalspur um. Auf dem Dreischienengleis im Stadtzentrum fährt ein Meterspur-Triebwagen der Überlandlinie nach Jablonec.

Zur Vermeidung dieser Nachteile wurden viele Schmalspurbahnen auf Normalspur umgebaut. Durch Verkehrszunahmen waren viele dieser Bahnen zuvor an ihre Kapazitätsgrenzen gestoßen. Den Güterverkehr konnten sie nur im Bereich ihres eigenen Schmalspurnetzes ohne Umladen abwickeln. Abhilfe durch einen Rollwagen- oder Rollböckebetrieb war auf Dauer zu umständlich und zu kostenintensiv. Das in Europa bedeutendste Beispiel bezieht sich auf Bosnien-Herzegowina. Bis 1918 war das Eisenbahnnetz fast ausschließlich in bosnischer Spurweite (760 mm) errichtet und betrieben worden. In Jugoslawischer Zeit wurden alle Schmalspurstrecken ersetzt, umgespurt oder durch Neubaustrecken in Normalspur ersetzt.
Seltener ist der Umbau von Normalspurstrecken in Schmalspur. Kurz nach dem Zweiten Weltkrieg spurten die Chemins de fer du Jura in der Schweiz den Bahnstrecke Saignelégier–Glovelier um, die damit ein zusammenhängendes Meterspurnetz von 74 Kilometer Länge erhielten. Die Harzer Schmalspurbahnen (HSB) haben 2006 die vormalige Normalspurstrecke Gernrode–Quedlinburg auf Meterspur umgebaut, weil diese stilllegungsbedroht war und die HSB so in Gernrode den Anschluss an das (normalspurige) Eisenbahnnetz verloren hätte. Die Wynental- und Suhrentalbahn übernahm die Bahnstrecke Aarau–Suhr von den Schweizerischen Bundesbahnen (SBB) und baute sie auf Meterspur um, damit sie auf ihre alte Überlandstraßenbahn-Strecke verzichten konnte.

## Umspuranlagen

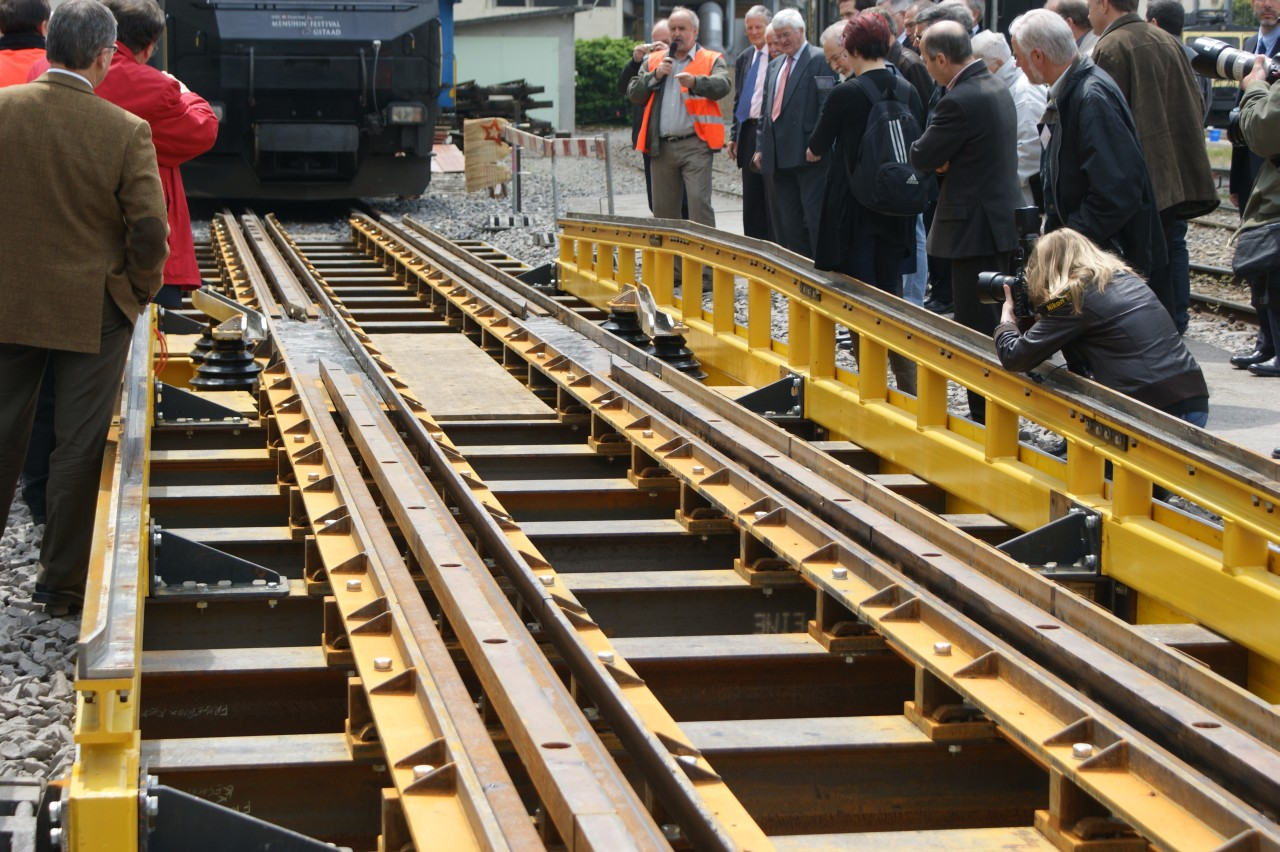
Umspuranlage, die für Versuchszwecke in Montreux installiert war.

Das Umspuren von Eisenbahnfahrzeugen von Normal- auf Meterspur scheiterte bis vor kurzem an der großen Spurweitendifferenz von 435 Millimetern. Beim Umspuren auf russische oder iberische Breitspur muss die Spurweite nur 85 bis 233 Millimeter verändert werden. In Japan wurde 1998 mit dem Kikan Kahen Densha ein erster Zug in Betrieb genommen, der von Normal- auf Kapspur wechselt. Bei der Montreux-Berner Oberland-Bahn wurde ein Spurwechseldrehgestell für Meterspur entwickelt. Wegen der geringeren Strukturfestigkeit von Schmalspurwagen können die umspurbaren Fahrzeuge nicht freizügig auf dem Normalspurnetz verkehren.

## Gebräuchliche Spurweiten
Neben der Kapspur (1067 mm, 3,5 Fuß) und der Meterspur (1000 mm) sind zahlreiche weitere Spurweiten gebräuchlich, wie etwa 750 mm, 760 mm (Bosnische Spurweite), 762 mm (2,5 Fuß), 900 mm, 914 mm (3 Fuß). Manche Spurweiten sind für bestimmte Länder typisch, etwa die 891 mm für Schweden oder die 950 mm für Italien. 600 mm und 610 mm (2 Fuß) waren einst typische Spurweiten für nicht öffentliche Eisenbahnen (Feldbahnen), es gab aber auch öffentliche Eisenbahnen in diesen Spurweiten, von denen einige wenige bis heute erhalten sind. Bei Parkeisenbahnen hat die Spurweite 381 mm (1,25 Fuß) große Verbreitung. Im Südosten Englands existiert mit der Romney, Hythe and Dymchurch Railway eine 22 km lange Strecke, die auch tatsächlich im alltäglichen Verkehr genutzt wird, in dieser Spurweite.

## Schmalspurbahnen nach Ländern

### Europa

#### Deutschland

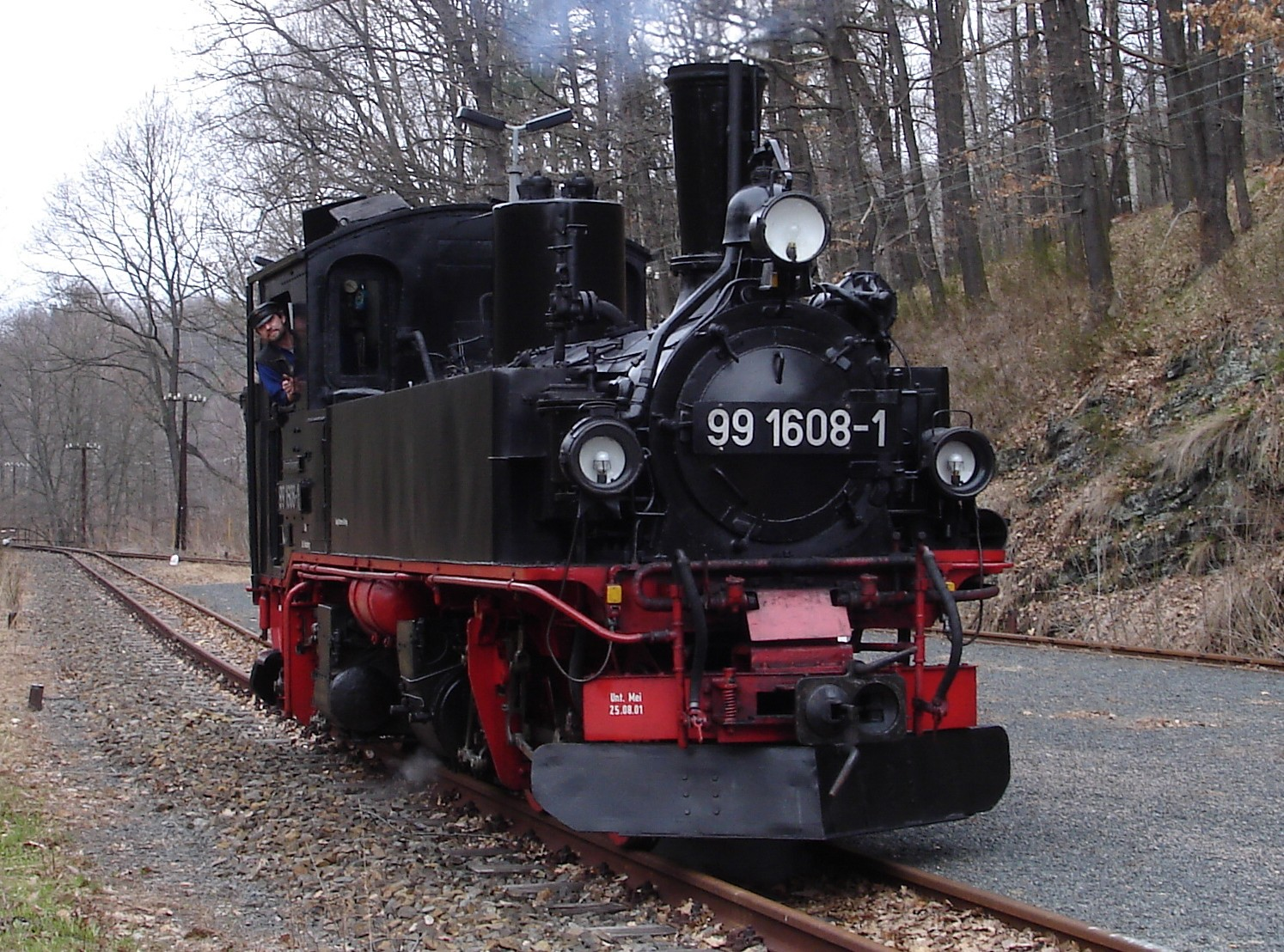
Viele deutsche Schmalspurstrecken werden als Museumsbahn betrieben, auf anderen wie hier bei Weißeritztalbahn kommen auch im Regelverkehr Dampflokomotiven zum Einsatz.

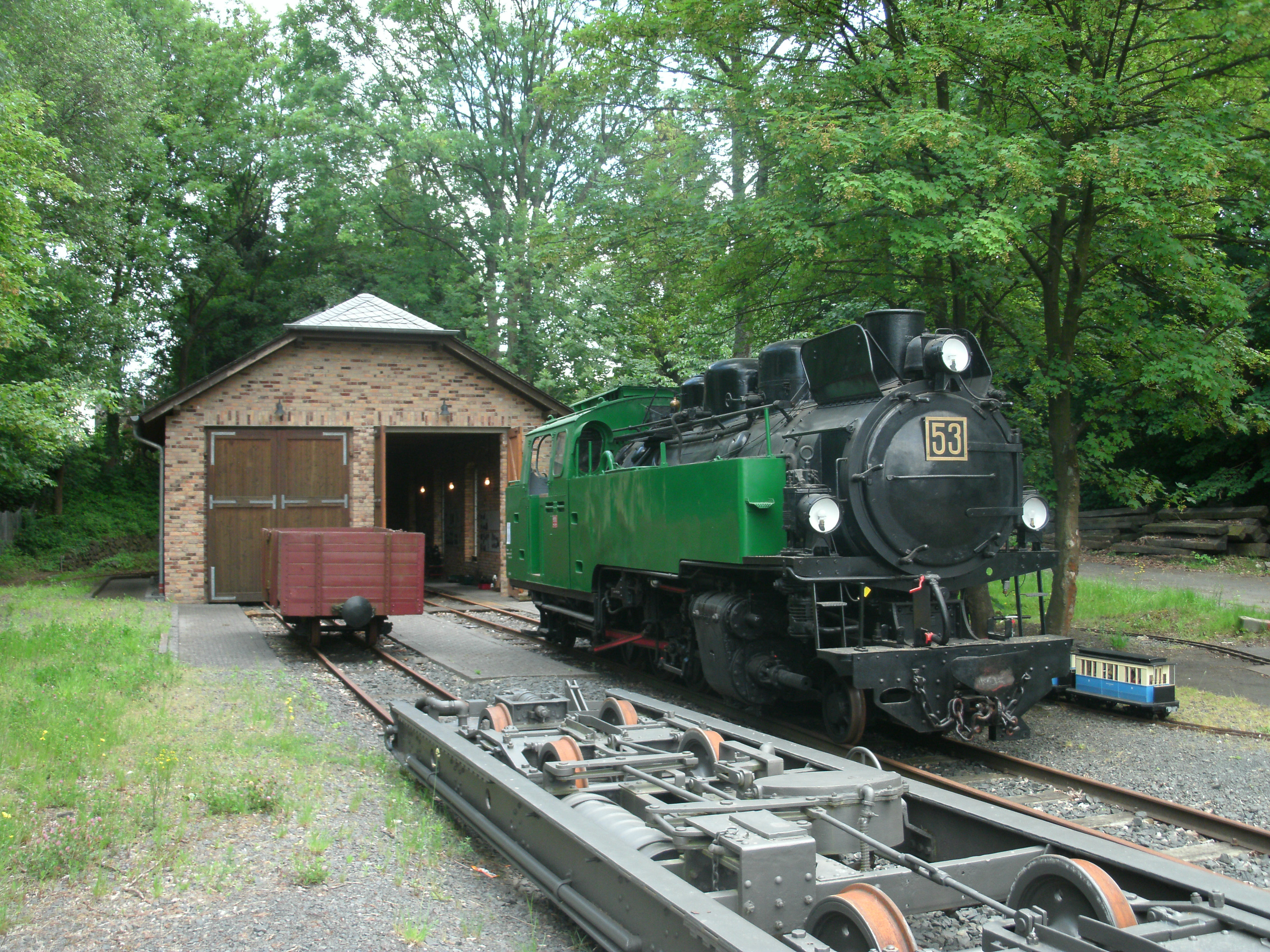
Das RSE-Museum erinnert an die Bröltalbahn, die erste Schmalspurbahn Deutschlands.

Betrieblich verkehren die meisten deutschen Schmalspurbahnen gemäß Eisenbahn-Bau- und Betriebsordnung für Schmalspurbahnen (ESBO).
Allgemein wird die 1862 als Pferdeeisenbahn und 1863 als dampfbetriebene Bahn eröffnete Bröltalbahn als erste deutsche Schmalspurbahn mit öffentlichem Verkehr angesehen (Spurweite 785 mm), bis 1869 allerdings nur mit Güterverkehr. Zu dieser Zeit bestand mit den oberschlesischen Schmalspurbahnen in einem anderen Teil Preußens bereits ein Schmalspurbahnnetz in der Spurweite von 30 preußischen Zoll, entsprechend 785 mm, auf dem etwa seit 1853 Dampftraktion eingesetzt wurde. Dieses Netz wuchs in der Folge zu einem großen Netz von elektrischen Straßenbahnen (Stand 1922: etwa 130 km), Überland-Kleinbahnen (z. B. Gleiwitz-Trynek–Ratibor) und Industriebahnen an. Eine Reststrecke ist als Touristenbahn bis heute in Bytom (heute Polen) in Betrieb.
Ihre große Zeit hatten Schmalspurbahnen in Deutschland ab den 1880er Jahren bis zur allgemeinen Motorisierung des Straßenverkehrs mittels LKW und Bussen nach dem Ersten Weltkrieg. Sie waren auch als Feldbahnen oder Waldbahnen in großer Zahl im Einsatz. In den Gebirgen, wie z. B. im Harz, kamen sie wegen schwieriger Geländebedingungen zum Einsatz, da Schmalspurbahn oft kostengünstiger als entsprechende normalspurige Strecken errichtet werden konnten. Große Netze bestanden außer im erwähnten Oberschlesien auch in Sachsen (Mügelner Netz) und in Ostpreußen (Insterburger Kleinbahnen). Vereinzelt wurden in Deutschland schon vor dem Zweiten Weltkrieg Schmalspurstrecken stillgelegt und abgebaut, da sie – wie auch viele normalspurige Strecken – bei separater Betrachtung zunehmend unrentabel wurden. Ab Sommer 1945 ließ die Sowjetische Militäradministration bis zum September 1945 allein bei den vorpommerschen Klein- und Nebenbahnen insgesamt 435,28 km Schmalspurstrecken als Reparationsleistung abbauen. Später wurden viele Schmalspurstrecken in Deutschland stillgelegt und abgebaut, zunächst vor allem die meist als Privatbahnen betriebenen Strecken in der Bundesrepublik, ab etwa 1960 zunehmend die Schmalspurbahnen in der DDR und diejenigen der Deutschen Bundesbahn im Westen. Mitte der 1970er Jahre waren in Deutschland nur noch wenige Schmalspurbahnen übrig geblieben. Die heute noch vorhandenen, teilweise durch Vereine wiedererrichteten Schmalspurbahnen dienen meist touristischen Zwecken oder als Museumsbahnen.

##### Baden-Württemberg

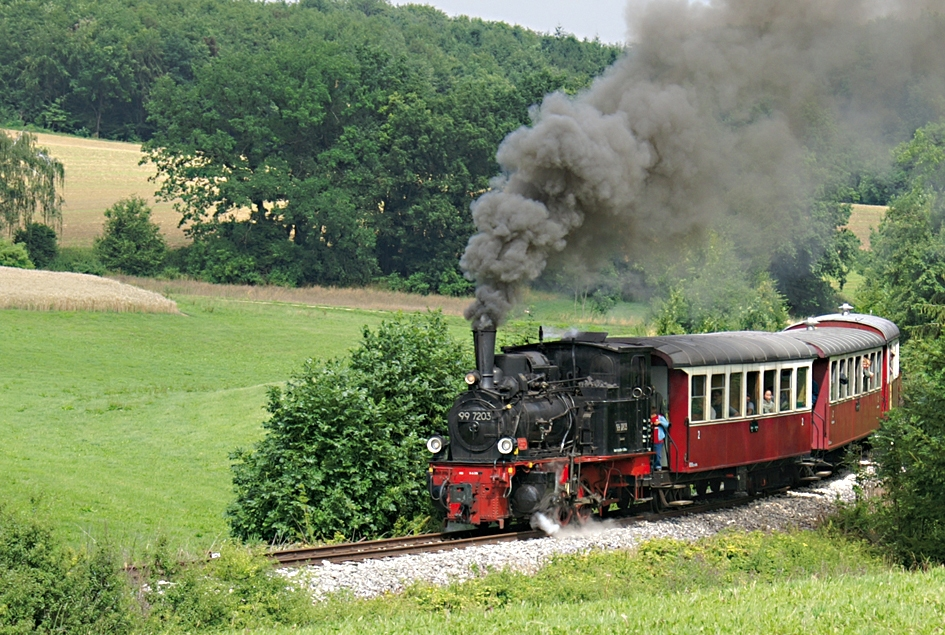
Das Albbähnle auf der Fahrt nach Oppingen

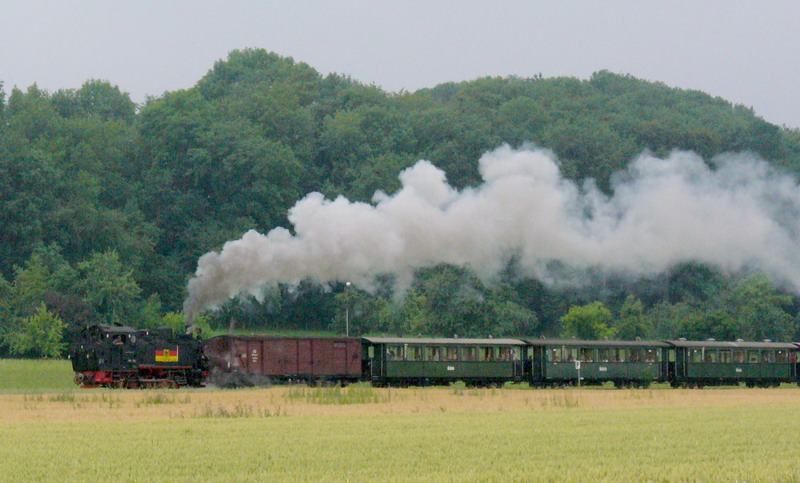
Museumsbahn Öchsle unterwegs bei Herrlishöfen

Neben Sachsen war das damalige Land Württemberg der einzige Staat im Deutschen Kaiserreich, in dem die Staatsbahn eine größere Anzahl an Schmalspurbahnen errichtete. Die erste schmalspurige Bahnlinie der K.W.St.E. war die im Jahre 1891 eröffnete Strecke von Nagold nach Altensteig im nordöstlichen Schwarzwald, im Volksmund bald „Altensteigerle“ genannt. Die weiteren staatlichen Schmalspurbahnen in Württemberg erhielten dann eine Spurweite von 750 mm (wie in Sachsen, was einen Lokaustausch ermöglichte). So folgten in den Jahren von 1894 bis 1899 noch die Bottwartalbahn, die Zabergäubahn, die Federseebahn und die bis heute als Museumsbahn betriebene und unter dem Namen „Öchsle“ bekannte Schmalspurbahn Biberach–Warthausen–Ochsenhausen, die alle mit weitestgehend einheitlichen Fahrzeugen betrieben wurden. Der Gesamtplanung lag ein klares Konzept zugrunde, das für alle staatlichen Lokalbahnen generell die Schmalspur vorsah, denn die Kosten für den Gleiskörper bei 750 mm betrugen nur etwa 60 Prozent gegenüber einer normalspurigen Lokalbahn, dies bei gleicher Leistungsfähigkeit. Wo öffentliche Straßen mitbenutzt werden konnten, sollte die Meterspur verwendet werden, ansonsten die preisgünstigere 750-mm-Spur, die als Generalinstrument für die Landeserschließung in Württemberg dienen und im Endausbau rund 600 km Länge umfassen sollte. Die Normalspur war nur ausnahmsweise für kurze Strecken mit hohem Übergangsverkehr vorgesehen. Die Schmalspur ermöglichte durch Preisgunst und Flexibilität den Bau größerer und engvermaschter Streckennetze, außerdem sparte sie Umladen von Gütern, weil Ladegleise mit geringstem Aufwand zu den Gewerbeanwesen und Steinbrüchen geführt werden konnte. Das anfänglich meist sehr geringe Verkehrsaufkommen der Regionen hätte nicht ausgereicht, um die nötige Mindestverzinsung teurer normalspuriger Strecken zu gewähren. Die Schmalspur war somit die einzige rentable Möglichkeit des Bahnbaues.
Nach 1900, als auch in Württemberg neue Verordnungen den Bau von kostengünstigen normalspurigen Lokalbahnen ermöglichten, wurden kaum weitere Schmalspurbahnen errichtet – nur drei Strecken wurden noch gebaut. Als erstes die private Jagsttalbahn, sie war bis 1901 noch in 750-mm-Spur errichtet worden. Ihr folgte im Oktober 1901 die von der privaten Württembergischen Eisenbahn-Gesellschaft (WEG) errichtete, meterspurige Bahnstrecke Amstetten–Laichingen. Diese wird heute noch auf einem Reststück von den Ulmer Eisenbahnfreunden als Museumsbahn betrieben.
Als letzte Schmalspurbahn Württembergs bauten die K.W.St.E. die Fortsetzung der Federseebahn von Bad Buchau nach Riedlingen. Der Bau dieser Strecke kam im Unterschied zu vielen anderen Strecken auch nach Beginn des Ersten Weltkrieges nicht völlig zum Erliegen, so dass Mitte November 1916 die Verlängerung bis Dürmentingen und Ende November 1916 die weitere Strecke bis Riedlingen in Betrieb genommen werden konnte. Nur der Bau als Schmalspurbahn war zu dieser Zeit wirtschaftlich, weil er rasch und mit geringen Tiefbauarbeiten preisgünstig verwirklicht werden konnte und die Schmalspur dem Verkehrsaufkommen völlig genügte.
In Baden wurde durch die Staatsbahn nur die meterspurige Strecke von Mosbach nach Mudau im Odenwald errichtet, es gab aber mehrere private und meist ebenfalls meterspurige Schmalspurbahnen wie die Zell-Todtnau-Bahn im Schwarzwald oder das Netz der Mittelbadischen Eisenbahnen (MEG) in der Oberrheinischen Tiefebene. 1887 bis 1892 wurde die Mannheim-Weinheim-Heidelberg-Mannheimer Eisenbahn erbaut, die heute Rhein-Neckar-Verkehr gehört und mit Stadtbahnfahrzeugen betrieben immer noch einer der wichtigsten öffentlichen Verkehrsträger im Rhein-Neckar-Raum ist.
Alle ehemals staatlichen Schmalspurbahnen in Baden-Württemberg kamen noch zur Deutschen Bundesbahn, die durch die Neubeschaffung von modernen Diesellokomotiven (Baureihe V51/V52) den Betrieb auf den Schmalspurbahnen für die Übergangszeit bis zur bereits geplanten Stilllegung kostengünstiger gestalten wollte. In der Gesamtbetrachtung waren alle Strecken rentabel, weil das auf das normalspurige Netz übergehende Güteraufkommen durch die langen Transportentfernungen interessante Einnahmen bei geringen Zusatzkosten ermöglichte.  Allerdings überlebte nur das Öchsle im Güterverkehr bis 1983, alle anderen Bahnen wurden, wie die meisten privaten Schmalspurbahnen auch, trotz ihrer inzwischen überregionalen Bekanntheit und touristischen Attraktivität bis etwa 1970 eingestellt.

##### Bayern

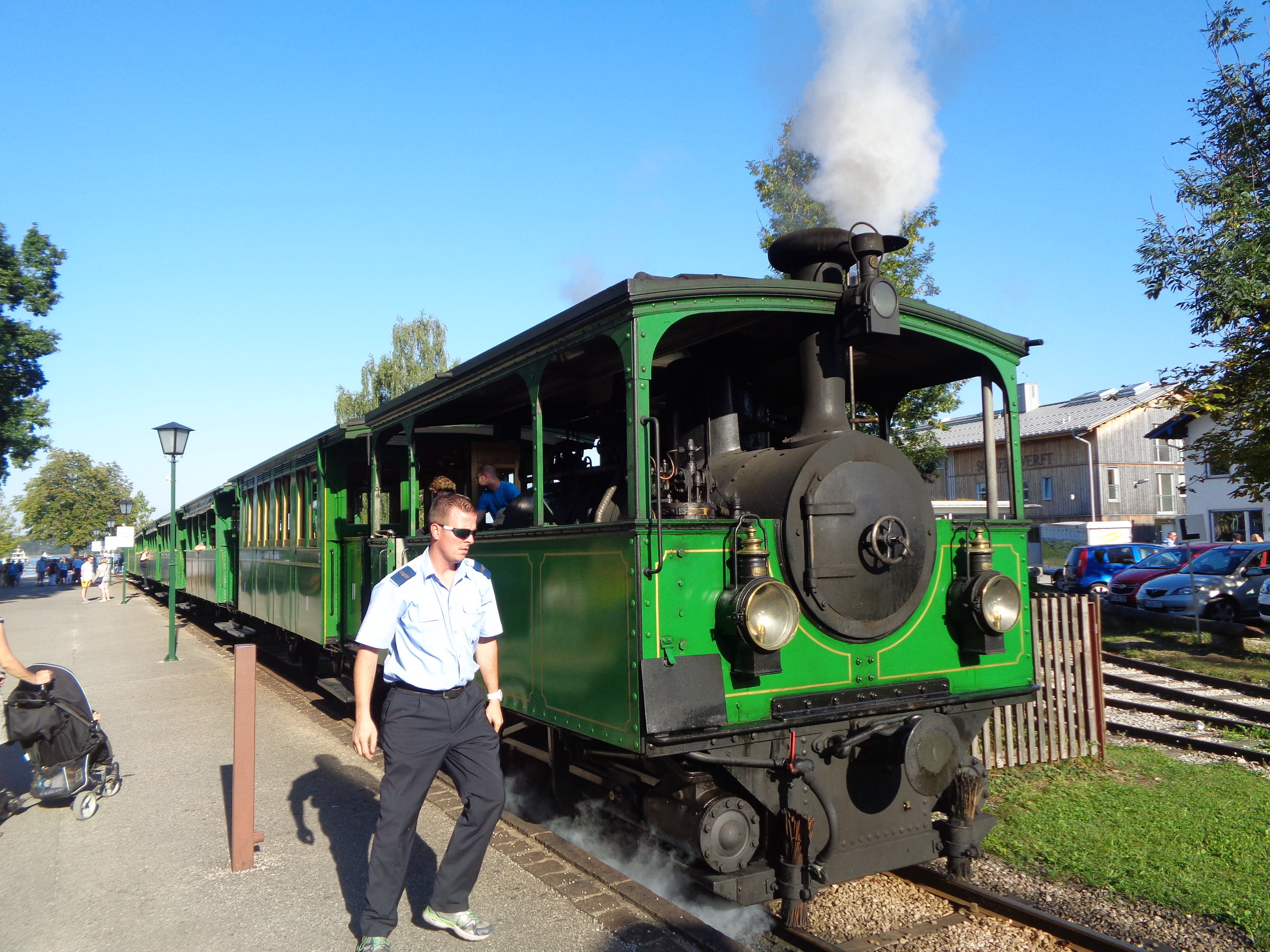
Chiemsee-Bahn in Prien-Stock

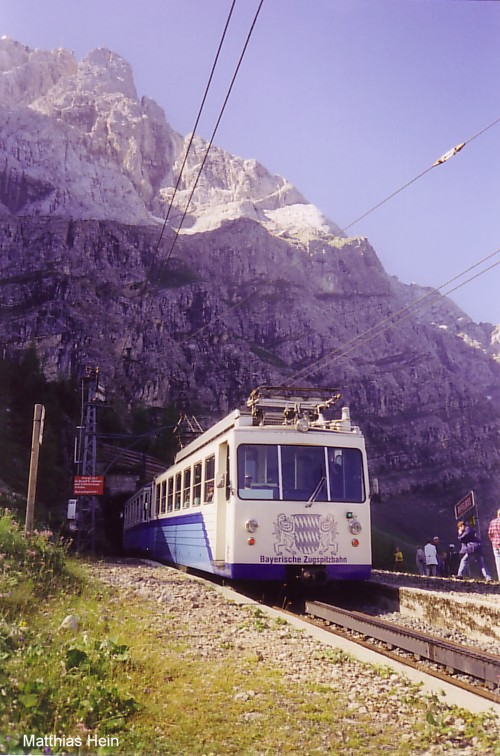
Die Zugspitzbahn ist die bekannteste Schmalspurbahn Bayerns.

Schmalspurbahnen sind hier wenig verbreitet, da der bayerische Staat bereits im ausgehenden 19. Jahrhundert ein Gesetz über den Bau sogenannter „Lokalbahnen“ erließ, das den Bau und Betrieb von normalspurigen Nebenbahnen in stark vereinfachter Ausführung und zu sehr geringen Kosten ermöglichte. Damit bestanden keine nennenswerten Mehrkosten gegenüber schmalspurigen Strecken mehr. Dennoch wurden durch die K.Bay.Sts.B. und die halbstaatliche LAG einige Schmalspurstrecken errichtet, die in Meterspur ausgeführt waren. So gab es die noch bis in die 1960er-Jahre von der Bundesbahn betriebene Walhallabahn bei Regensburg, die bereits lange vor dem Zweiten Weltkrieg eingestellte Dampfstraßenbahn Neuötting–Altötting sowie die bis 1938 auf Normalspur umgebaute Strecke von Eichstätt nach Kinding. Vereinzelte weitere Planungen für Schmalspurstrecken wurden nicht mehr realisiert beziehungsweise nach dem Erlass des Lokalbahngesetzes gleich in Normalspur ausgeführt.
In Betrieb sind derzeit noch die beiden schmalspurigen Bergbahnen zum Wendelstein und zur Zugspitze, zudem die noch heute mit Dampf betriebene kurze Chiemsee-Bahn vom Ferienort Prien zum Schiffsanleger der Chiemseeflotte in Stock. Von Kiefersfelden aus verkehrt an bestimmten Tagen in den Sommermonaten der elektrifizierte Wachtl-Express mit 900 Millimetern Spurweite nach Thiersee (Ortsteil Wachtl) in Österreich (fünf Kilometer).

##### Brandenburg

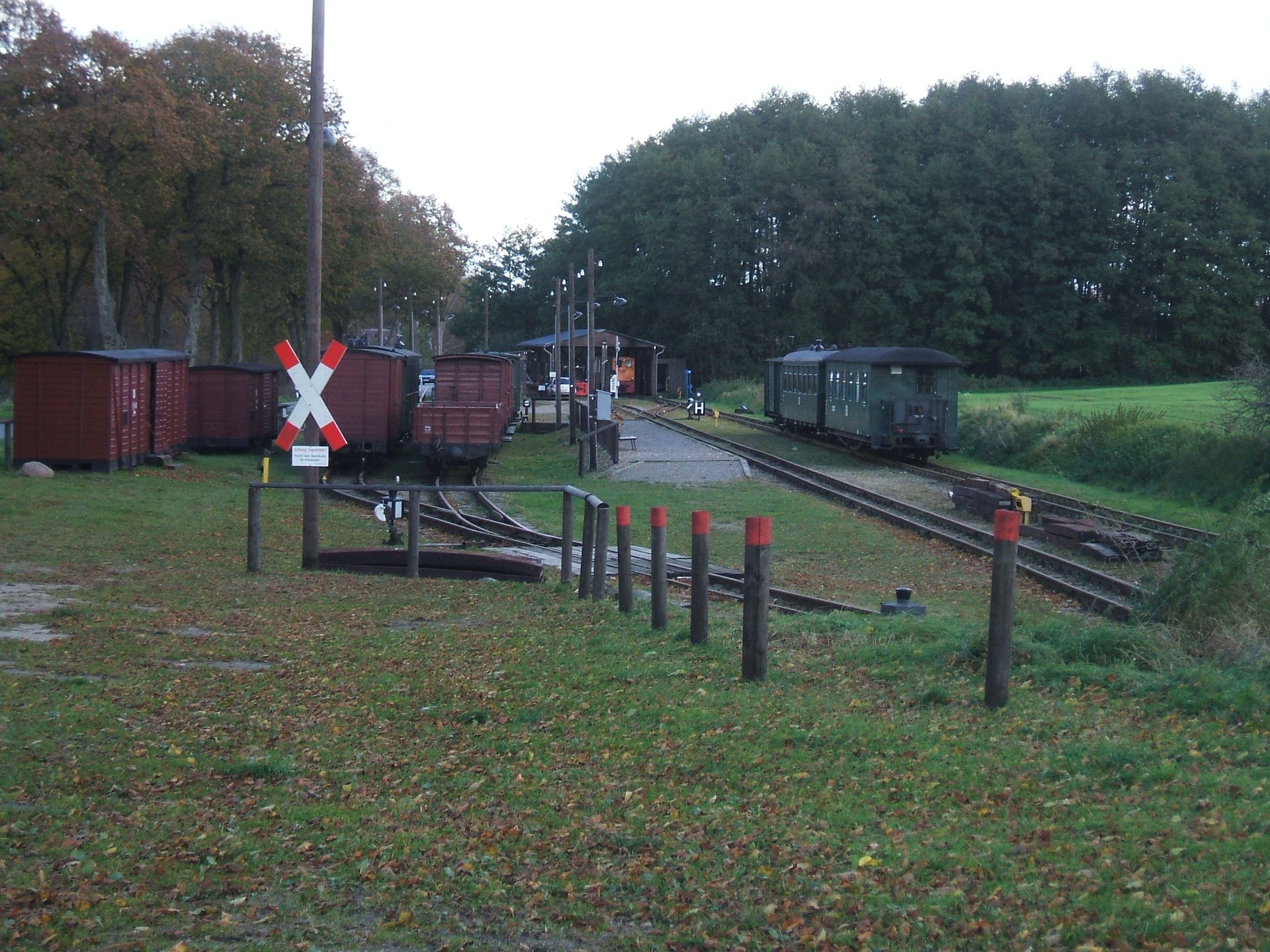
Bahnhof Mesendorf des „Pollo“

In Brandenburg gab es mehrere Schmalspurbahnen, beispielsweise die meterspurige Spreewaldbahn oder die in 750 mm Spurweite ausgeführte Kreisbahn Rathenow-Senzke-Nauen sowie die Kleinbahnen der Kreise West- und Ostprignitz. Alle Strecken wurden bis 1970 aufgegeben. Ein Abschnitt der Prignitzer Schmalspurbahnen von Mesendorf nach Lindenberg wurde ab den 1990er Jahren wieder aufgebaut und wird seitdem unter dem volkstümlichen Namen „Pollo“ als Museumsbahn betrieben.
Die 750-mm-Strecke von Müncheberg-Dahmsdorf nach Buckow (Märkische Schweiz) wurde später ebenso auf Normalspur umgespurt wie die 1000-mm-Strecke der „Friedeberger Kreisbahn“ zwischen Friedeberg Ost und der Kreisstadt Friedeberg (Neumark), heute Strzelce Krajenskie, Polen.
Schmalspurige Wirtschaftsbahnen bestanden im Bereich der Ziegeleien bei Zehdenick-Mildenberg (als Museumsbahnen bis heute) oder die von 1905 bis 1945 bestehende, elektrisch betriebene Gutsbahn zwischen Bärfelde (heute Smolnica) und Ringenwalde (Dyszno) im Kreis Soldin (Neumark), heute Myślibórz, Polen.
Die einzige Parkeisenbahn in Brandenburg verbindet in Cottbus den Stadtteil Sandow mit dem Tierpark und Pücklers Branitzer Park. Die heute 3,2 km lange Strecke der Parkeisenbahn Cottbus mit einer Spurweite von 600 mm wurde 1954 in Betrieb genommen und fährt auch heute noch in den Sommermonaten.

##### Hessen
In Hessen gab es nur wenige Schmalspurbahnen für öffentlichen Verkehr, etwa die meterspurige Biebertalbahn und die ebenfalls meterspurige Kerkerbachbahn. Sie sind heute nicht mehr in Betrieb.
Ursprünglich für den Transport von Moor gebaut, gibt es die gegenwärtig für Personen verkehrende Bad Schwalbacher Kurbahn.

##### Mecklenburg-Vorpommern

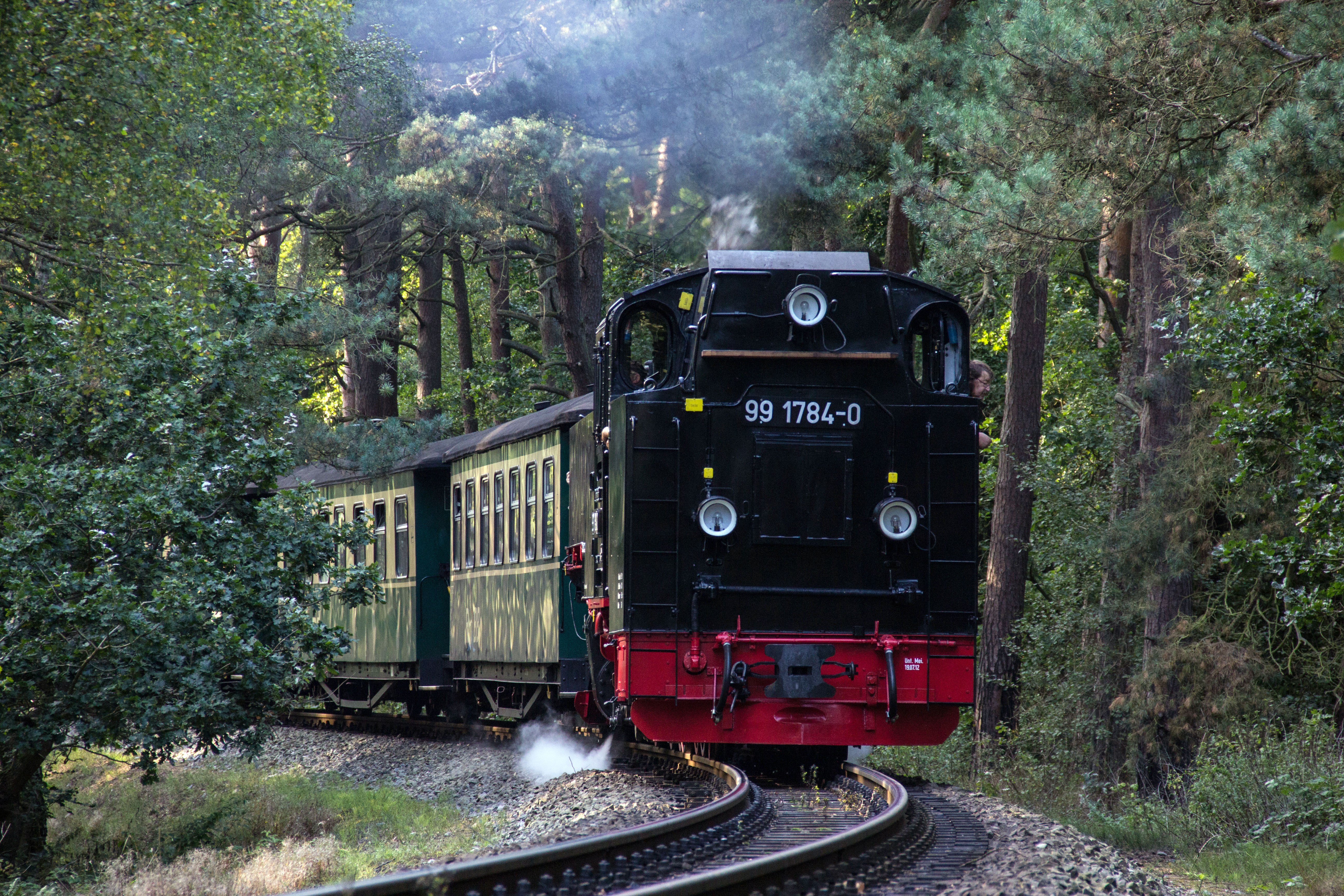
„Rasender Roland“ auf Rügen nahe Sellin

In Mecklenburg-Vorpommern gab es eine Reihe von Schmalspurbahnen mit den Spurweiten 1000 mm (darunter die Franzburger Kreisbahnen Nord), 750 mm (Kleinbahn-Gesellschaft Greifswald-Wolgast, Kleinbahn-Gesellschaft Greifswald–Jarmen, Demminer Bahnen, Klockow). Daneben gab es im Nordosten des heutigen Bundeslandes ein größeres Netz aus Schmalspurbahnen auf nur 600 mm Spurweite, nämlich die Mecklenburg-Pommersche Schmalspurbahn (MPSB) und die an diese anschließende Anklam-Lassaner Kleinbahn. Eine Strecke aus dem Netz der MPSB konnte sich bei der Deutschen Reichsbahn immerhin bis 1969 halten. Heute existiert von diesem ausgedehnten 600-mm-Netz nur ein kleiner wiederhergestellter Teil als MPSB-Museumsbahn in Schwichtenberg.
Heute sind in Mecklenburg-Vorpommern noch vier Schmalspurbahnen regelmäßig im Betrieb zu erleben.
Die sogenannte Bäderbahn Molli verkehrt täglich ausschließlich mit Dampfzügen planmäßig vom Ostseebad Kühlungsborn nach Bad Doberan und zurück. Bekanntes Charakteristikum der Strecke ist die Ortsdurchfahrt Bad Doberan. Im Sommer wird ein Stundentakt angeboten.
Auf der Insel Rügen verkehrt der „Rasende Roland“ täglich zwischen Putbus und Göhren planmäßig mit Dampfzügen. In der Sommersaison verkehren die Züge zwischen den Seebadeorten stündlich und bis spät abends. Darüber hinaus werden Züge über ein Dreischienengleis auf die DB-Strecke bis Lauterbach Mole durchgebunden.
Bei beiden zuletzt genannten Bahnen, dem Molli und dem „Rasenden Roland“, handelt es sich um regulären Schienenpersonennahverkehr in Aufgabenträgerschaft des Landes.
Dritte Schmalspurbahn ist der schon erwähnte, wiederhergestellte Teil der MPSB. Hier finden durch einen Eisenbahnverein in der Sommersaison am Wochenende, zu besonderen Anlässen auch unter Dampf, Fahrten statt.
Von 2012 bis 2014 wurde die bereits demontierte Bahnstrecke Grevesmühlen–Klütz auf einer 4,5 km langen Strecke als Schmalspurbahn mit 600 mm Spurweite durch die Stiftung Deutsche Kleinbahnen wiederaufgebaut. Die Bahn wird auch Klützer Kaffeebrenner genannt oder De Lütt Kaffeebrenner.

##### Niedersachsen
Von den einst zahlreichen Schmalspurbahnen sind seit Anfang der 1970er Jahre nur noch Inselbahnen im Betrieb:
Borkumer Kleinbahn,
Inselbahn Langeoog,
Inselbahn Wangerooge.
Museumsbahnen verkehren unter anderem seit 1966 beim Deutschen Eisenbahn-Verein auf der Strecke Bruchhausen-Vilsen–Asendorf und seit 1981 auf der Spiekerooger Inselbahn.

##### Rheinland-Pfalz
Hier verkehrt (sowohl im Güter- als auch im Museumszugverkehr) von Brohl am Rhein nach Engeln
in der Eifel die Brohltalbahn.
Die Linie 4 (ehemals Rhein-Haardt-Bahn, auf der Bahnstrecke Bad Dürkheim–Ludwigshafen-Oggersheim) der Rhein-Neckar-Verkehr ist rechtlich gesehen eine Schmalspurbahn nach der Eisenbahn Bau- und Betriebsordnung, wird jedoch wie eine Stadtbahn betrieben.

##### Sachsen

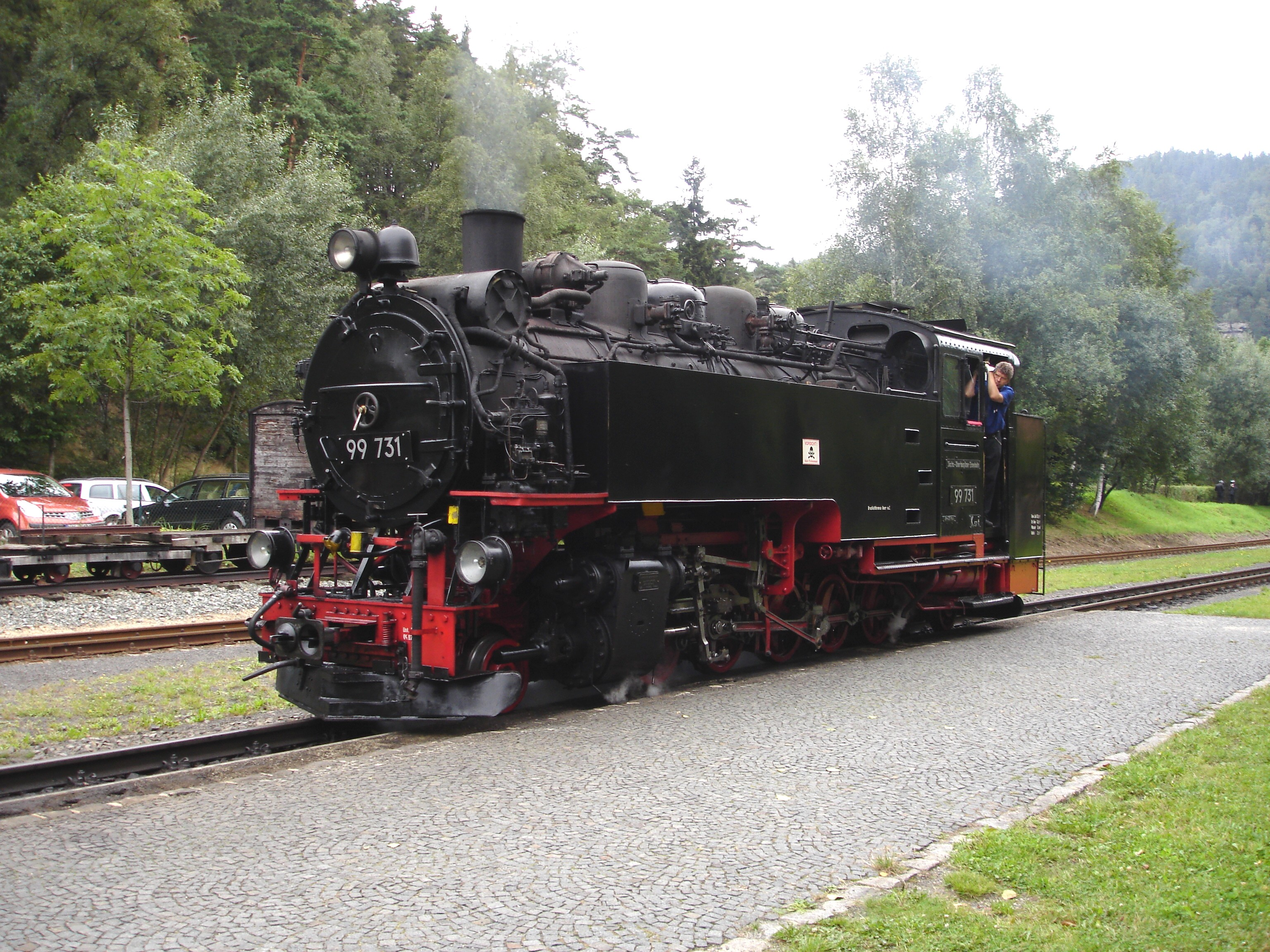
Bei der Zittauer Schmalspurbahn sind die Züge heute noch mit Dampflokomotiven bespannt.

Sachsen besaß einst das größte einheitlich betriebene Schmalspurbahnsystem in Deutschland. Es wurde (eine Besonderheit) ausschließlich vom Staat Sachsen gebaut und betrieben. 
Die Königlich Sächsischen Staatseisenbahnen eröffneten am 16. Oktober 1881 den ersten Abschnitt der Bahnstrecke Wilkau-Haßlau–Kirchberg. Es war ihre erste Schmalspurbahn. Sie war 46 km lang und hatte eine Spurweite von 750 mm. Auch die meisten sächsischen Schmalspurbahnen wurden in dieser Spurweite gebaut.
In den Folgejahren entstanden vor allem im Erzgebirge, aber auch im landwirtschaftlich geprägten Mittelsächsischen Hügelland und in der Oberlausitz weitere Bahnstrecken. Nach dem Ersten Weltkrieg erreichte das Netz mit 29 Einzelstrecken und über 500 Kilometern Gesamtlänge seine größte Ausdehnung. Viele Strecken wurden später auch als Touristenbahnen sehr bekannt. Um 1970, in der Zeit der  wurden die meisten Strecken aus Rentabilitätsgründen aufgegeben; nur wenige blieben erhalten.
Auf fünf sächsischen Schmalspurbahnen wird heute noch regulärer Personenverkehr angeboten, der Betrieb dieser Strecken wird vor allem aus touristischen Gründen nach wie vor täglich mit Dampflokomotiven durchgeführt, teilweise neben Dieseltraktion. So verkehren auf der Döllnitzbahn zwischen Oschatz und Mügeln im Alltagsverkehr vier Zugpaare mit Diesel und drei Zugpaare mit Dampf.
Weitere Strecken – wie die Preßnitztalbahn – wurden nach der Wiedervereinigung 1990 abschnittsweise als Museumsbahn wieder aufgebaut und sind vor allem an Wochenenden in Betrieb.

##### Sachsen-Anhalt

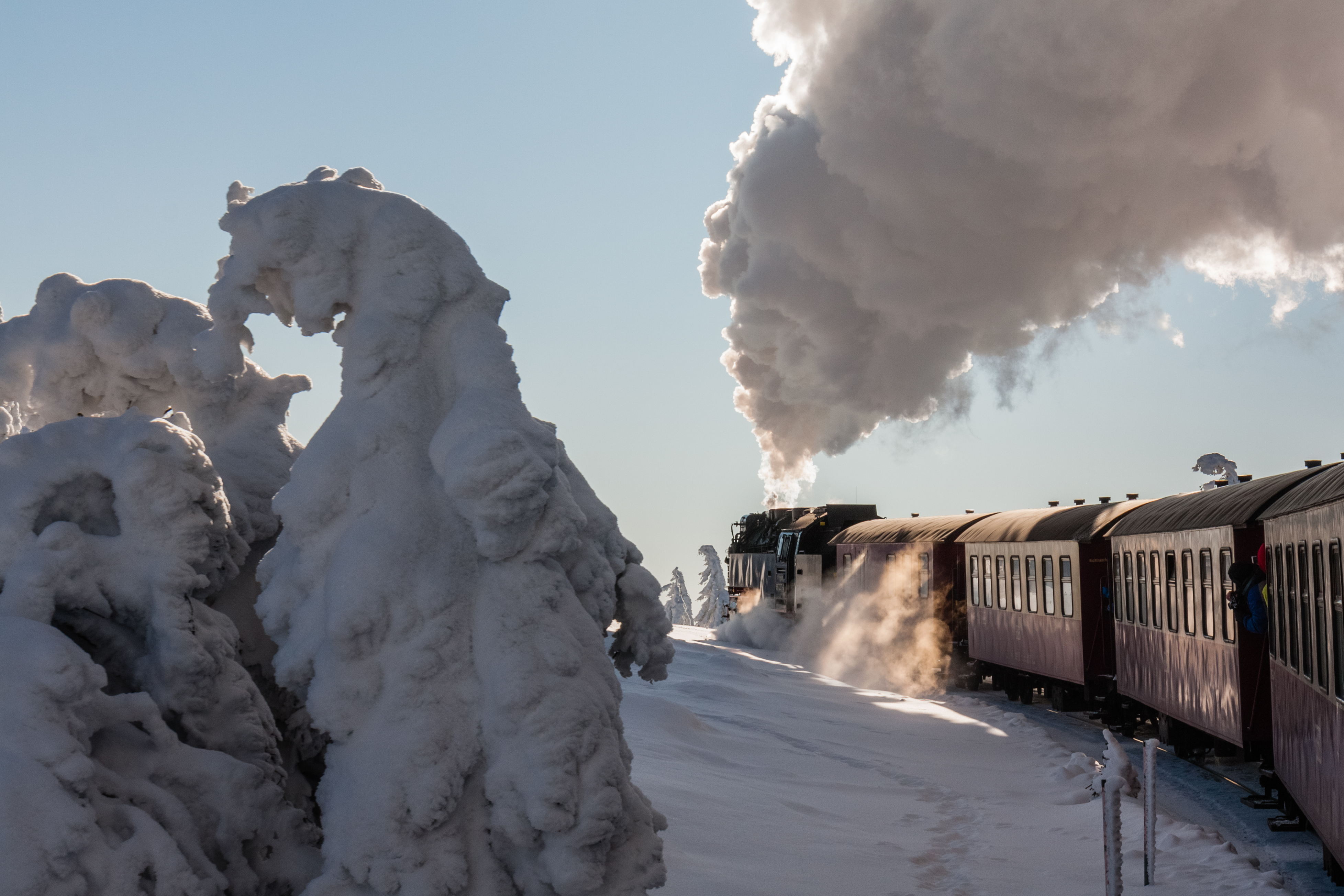
Dampfzug der Harzer Schmalspurbahnen am Brocken

Während die Schmalspurbahn Walkenried–Braunlage/Tanne (Streckenabschnitt (Brunnenbachsmühle)–Sorge–Tanne) von 1899 bis 1958 betrieben wurde, existieren noch die Mansfelder Bergwerksbahn als dienstälteste Schmalspurbahn Deutschlands in der Funktion als Museumsbahn und die Harzer Schmalspurbahnen, bestehend aus Selketalbahn, Harzquerbahn und Brockenbahn mit 1000 mm Spurweite. Sie bilden mit 140,4 km Streckenlänge das größte verbliebene Schmalspurnetz Deutschlands, sind längst eine überregional bekannte Touristenattraktion und werden bis heute überwiegend mit Dampf betrieben.

##### Schleswig-Holstein

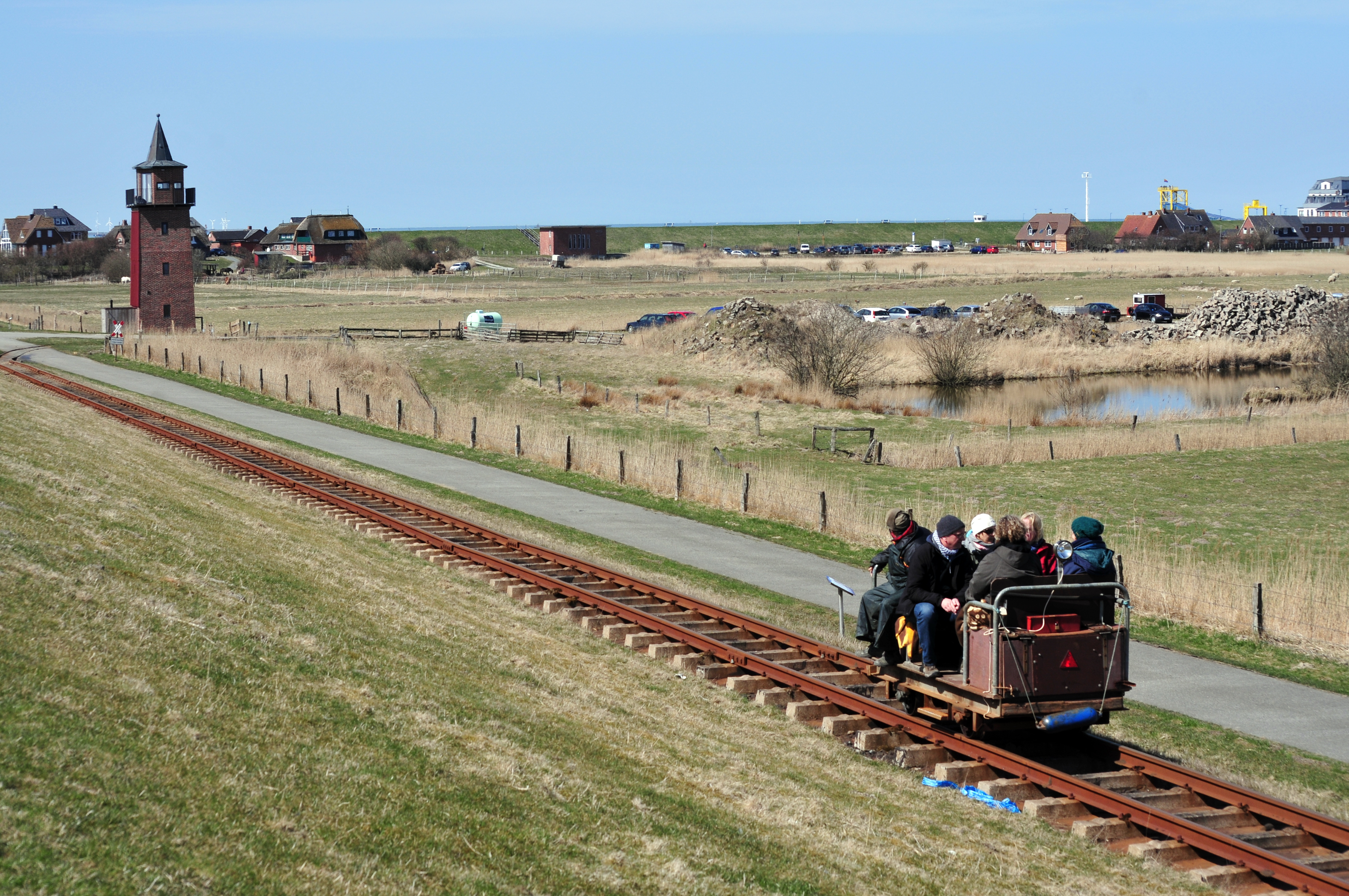
Die Halligbahn Dagebüll–Oland–Langeneß

Im nördlichsten Bundesland wurden die ehemaligen Bahnen auf Amrum (900 mm) und Sylt (Meterspur) längst abgebaut. Nach dem Bau der Flensburger Kreisbahn entwickelten sich rasch schmalspurige Kreisbahnnetze in den damaligen Kreisen, so die Eckernförder Kreisbahnen, Rendsburger Kreisbahn und Kreisbahn Norderdithmarschen, die ebenfalls abgebaut worden sind. Mit der Abtretung Nordschleswigs 1920 gingen die Kreisbahn auf Alsen, die Apenrader Kreisbahn und die Haderslebener Kreisbahn an Dänemark und wurden später stillgelegt. Die heute noch betriebene Strecke Niebüll–Dagebüll wurde 1895 als Kleinbahn in Meterspur eröffnet und 1926 auf Normalspur umgespurt.
Nur die beiden schmalspurigen Materialbahnen des Amts für ländliche Räume (ALR) zu den Halligen Nordstrandischmoor (Feldbahngleis) sowie Oland und Langeneß (900 mm) sind noch in Betrieb.
Ab 2006 wurde die normalspurige Strecke Malente–Lütjenburg teilweise auf 600 mm umgespurt. Sie war 2008 bis Malente Nord und 2009 bis Bruhnskoppel in Betrieb genommen worden. Die Bahn wurde als „Schienenbahn“ betrieben und inzwischen wieder eingestellt.

##### Übrige Bundesländer
Auch auf den Gebieten der restlichen heutigen Bundesländer wurden gegen Ende des 19. Jahrhunderts zahlreiche Schmalspurbahnen in Betrieb genommen. So gab es in fast jeder Region eine oder mehrere schmalspurige Bahnen, die alle als Privatbahnen oder in Form einer sogenannten „Kreisbahn“ oder „Kreiskleinbahn“ von den Gemeinden selbst errichtet wurden, da die Staatsbahnen in diesen Fällen nicht an der Erschließung bestimmter, meist noch wenig entwickelter ländlicher Gegenden interessiert waren. Besonders in West- und Mitteldeutschland, in Pommern, West- und Ostpreußen und in Oberschlesien entstanden auf diese Art viele Schmalspurbahnen, die äußerst wichtig für den wirtschaftlichen Aufschwung einer Region wurden und in vielen Fällen sogar überregionale Bekanntheit erlangten, nach dem Aufkommen des motorisierten Straßenverkehrs um 1920 allerdings zunehmend an Bedeutung verloren und endgültig zum Verlustgeschäft wurden. Deshalb begann bereits ab 1950, also noch vor dem allgemeinen Abnehmen des Bahnverkehrs bedingt durch den zunehmenden Straßenverkehr in Deutschland, ein langjähriges „Schmalspurbahnsterben“. Bis Mitte der 1970er Jahre wurden fast alle Schmalspurbahnen in Deutschland stillgelegt, allerdings gelang es daraufhin zahlreichen Vereinen, verschiedene Strecken zu erhalten oder wieder aufzubauen, so dass heute ein nicht geringer Teil der deutschen Museumseisenbahnen schmalspurig ist.

#### Österreich

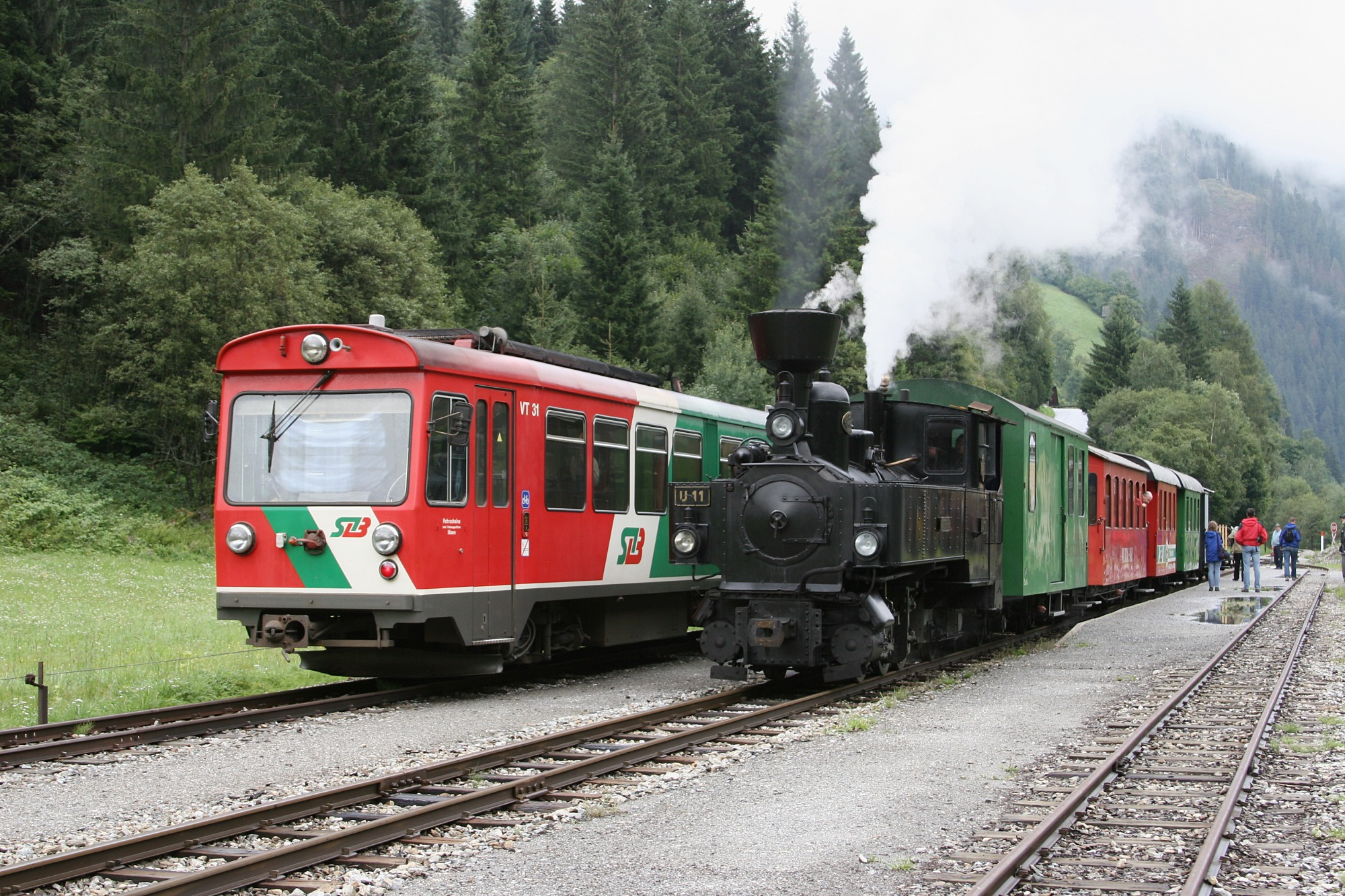
Triebwagen und Touristen-Dampfzug auf der Murtalbahn

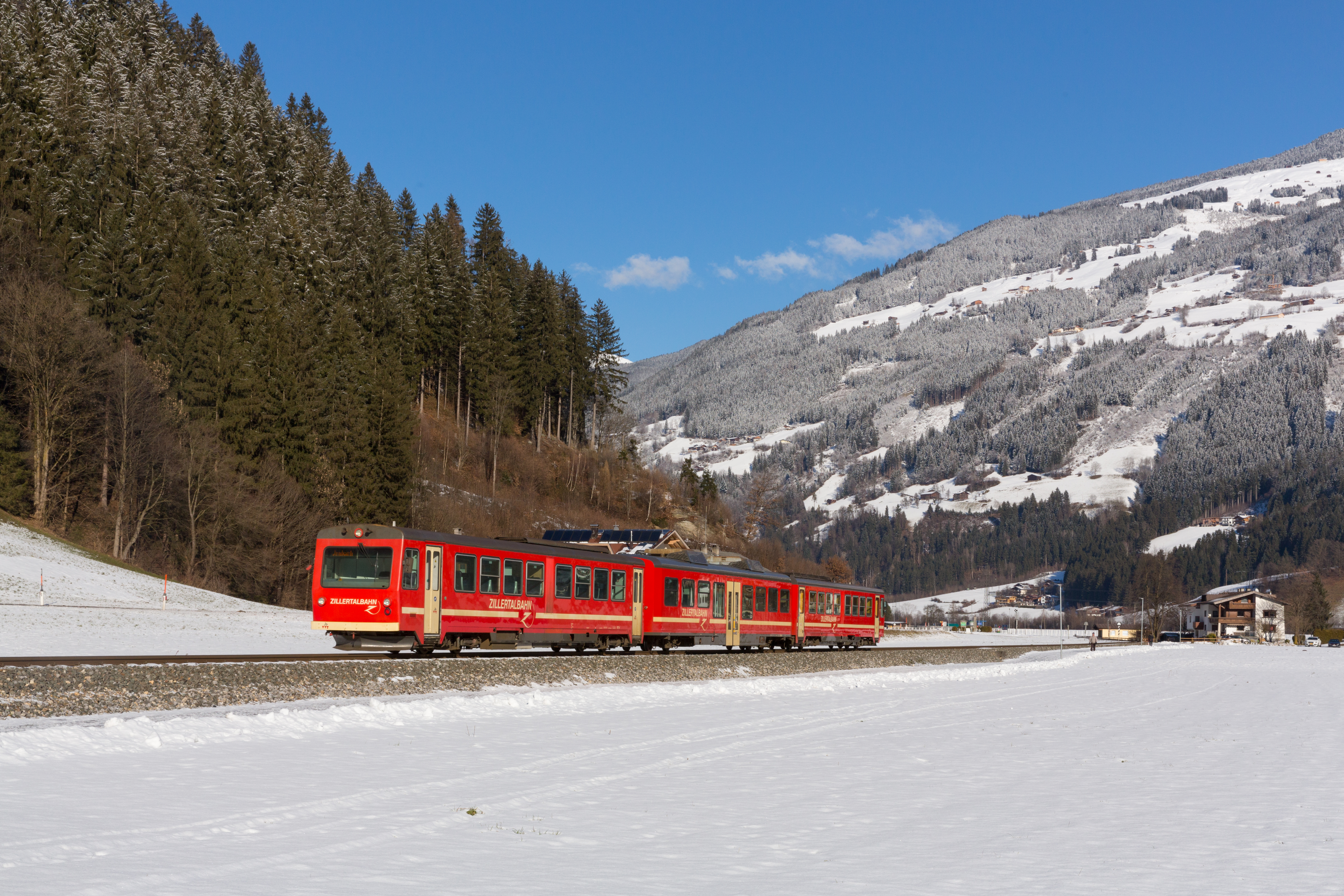
Triebwagengarnitur der Zillertalbahn bei Erlach

Die Österreichischen Schmalspurbahnen wurden aus militärischen Überlegungen zu einem Großteil in der Bosnischen Spurweite von 760 mm errichtet und gehörten teilweise zu den Österreichischen Bundesbahnen (ÖBB). Mittlerweile wurden jedoch alle Schmalspurbahnen stillgelegt oder privatisiert und damit haben sich die ÖBB komplett von der Schmalspur zurückgezogen. Die Meterspur fand hauptsächlich bei straßenbahnähnlichen elektrischen Lokalbahnen und Zahnradbahnen Verwendung. Die Straßenbahn Linz ist hingegen in einer Spurweite von 900 mm gebaut.
Mehrere Strecken stehen heute noch als reguläre Träger des öffentlichen Verkehrs in Betrieb, auf einigen Strecken wurde nach Einstellung des regulären Betriebs Museumsverkehr eingerichtet.
Auf folgenden Strecken besteht heute noch planmäßiger Betrieb:
- Personenverkehr und Güterverkehr: Zillertalbahn; Murtalbahn (fallweise)
- Nur Personenverkehr: Stubaitalbahn, Pinzgauer Lokalbahn, Attergaubahn, Traunseebahn, Mariazellerbahn, Citybahn Waidhofen (als Reststrecke der Ybbstalbahn)
- Nur Güterverkehr: Breitenauerbahn
- Museums- oder Touristenbetrieb: Bregenzerwaldbahn, Achenseebahn, Schafbergbahn, Steyrtalbahn, Waldviertelbahn, Schneebergbahn, Höllentalbahn, Taurachbahn, Stainzerbahn, Feistritztalbahn, Gurktalbahn

Eine Sonderstellung nimmt die Dienstbahn der Internationalen Rheinregulierung (Spurweite 750 mm) ein, die die Mündung des Alpenrheins in den Bodensee mit dem Steinbruch bei Koblach verbindet. Die Bahn führt über Schweizer und österreichisches Gebiet und wird nach Wegfall der ursprünglichen Transportaufgabe als Museumsbahn genutzt.

#### Schweiz
In der Schweiz sind Schmalspurbahnen meist meterspurig und im ganzen Land anzutreffen. Sie überqueren in mehreren Fällen die Staatsgrenze. Viele davon fahren seit Betriebseröffnung elektrisch. In den Alpen besteht innerhalb des Alpenhauptkamms ein vom Wallis bis Graubünden reichendes durchgehendes Meterspurnetz, das von der Matterhorn-Gotthard-Bahn (MGB) mit gemischtem Adhäsions- und Zahnradbetrieb und von der Rhätischen Bahn (RhB) zur Gänze im Adhäsionsbetrieb befahren wird. Schon sehr früh wurden mit Schmalspurbahnen Berge für den aufstrebenden Tourismus erschlossen, so beispielsweise der Monte Generoso oder das Jungfraujoch. Der Tourismus führte auch auf den Meterspurbahnen erst zu Luxus- und später zu Panoramazügen. Eine Vorreiterrolle spielte hier die Montreux-Berner Oberland-Bahn (MOB), erst mit dem Golden Mountain Pullman-Express dann mit Panoramawagen und mit umspurbaren Zügen der Golden-Pass-Line. Viele kleinere Meterspurbahnen, vor allem in der Westschweiz, im Mittelland und in der Ostschweiz entwickelten sich parallel zur Bevölkerungsentwicklung in den Agglomerationen zu leistungsfähigen Transportunternehmen des öffentlichen Verkehrs, teils mit S-Bahn-ähnlichem Vorortverkehr. So befördert der Regionalverkehr Bern–Solothurn (RBS) mehr Fahrgäste auf Meterspur als MGB und RhB zusammen.
Im Gegensatz zu anderen Ländern gab es keine großflächigen Streckeneinstellungen, abgesehen vom grenzüberschreitenden Straßenbahnnetz der Stadt und des Kantons Genf und dessen französischem Umland. Die in den 1930er Jahren beginnenden Umstellungswelle, primär im Umfeld der im Straßenplanum verlaufenden Straßen- und Überlandstraßenbahnen auf Autobus- und Trolleybus, sofern diese nicht durch die Anlage eigener Trassen zur Trennung von Schiene und Straße umfassend modernisiert werden konnten, endete in den 1970er Jahren. Eine kontinuierliche Modernisierung und ein gezielter Ausbau, auch mit dem Bau des Furka-Basistunnels und des Vereinatunnels, prägen seither das Bild der Schweizer Schmalspurbahnen.
Neben der Meterspur sind in der Schweiz auch andere Spurweiten gängig: 600 Millimeter meist bei als Museumsbahn betriebenen Feldbahnen, 800 Millimeter bei Zahnradbahnen und 900 Millimeter bei temporären Werksbahnen im Tunnelbau, die zum Teil recht umfangreich sein können. Die bis dahin auf Spurweite 750 Millimeter betriebene Waldenburgerbahn wurde 2021–2022 auf Meterspur umgebaut.

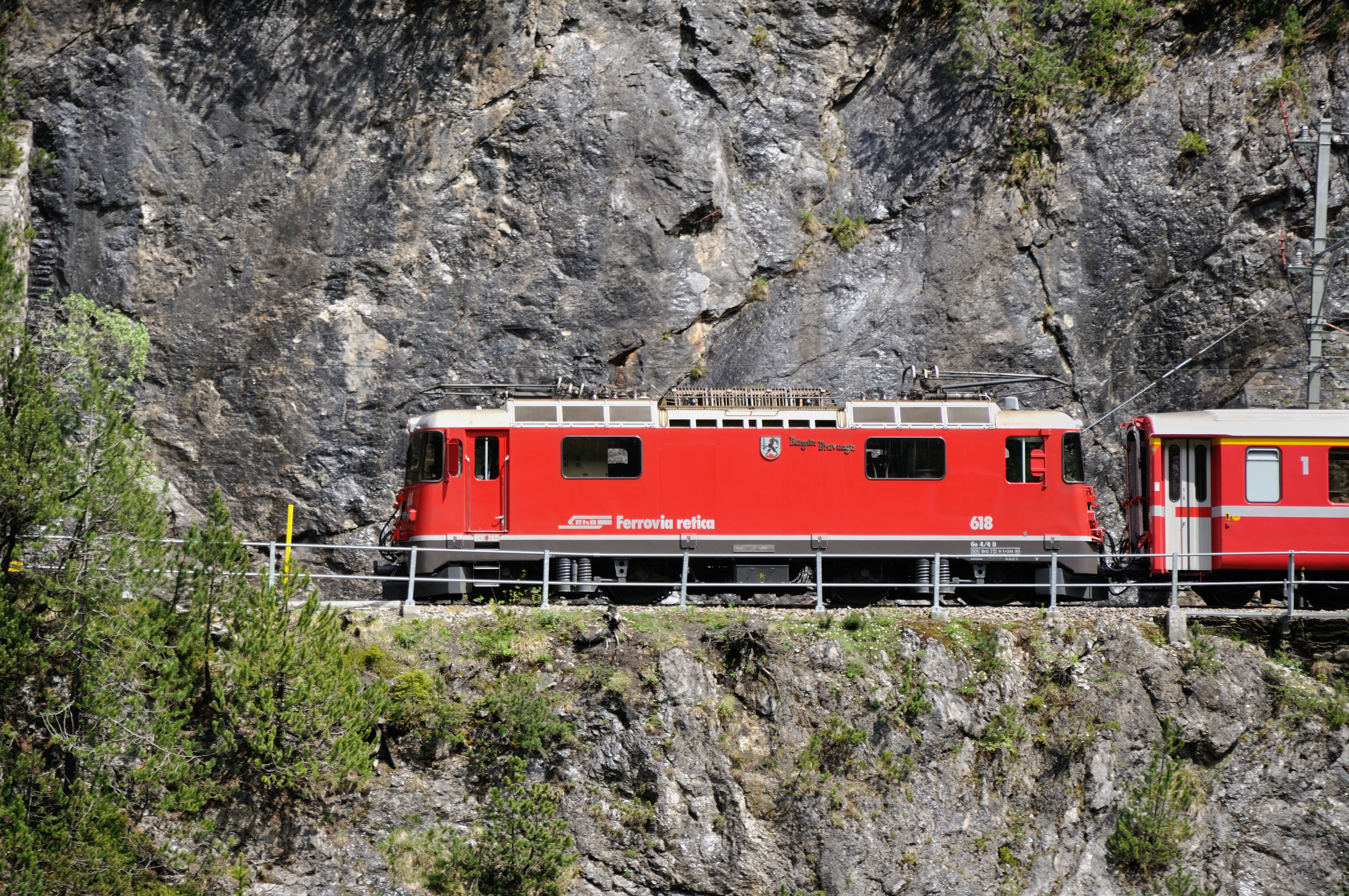
Zug auf der Albulabahn zwischen Bergün und Preda im Kanton Graubünden, 2012
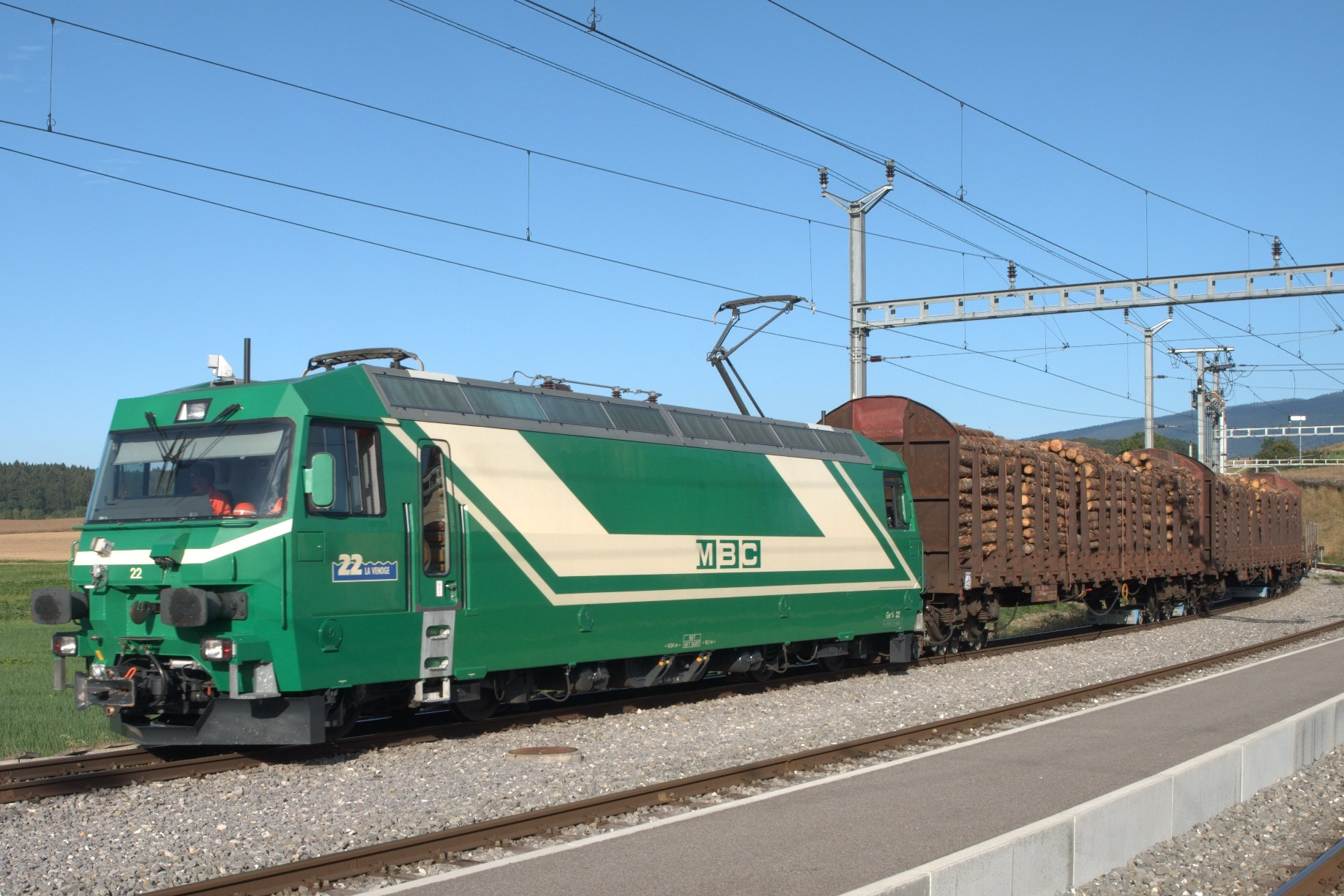
Zeitgemäßer Güterverkehr mit Rollböcken auf der Bahnstrecke Bière–Apples–Morges in der Westschweiz, 2014
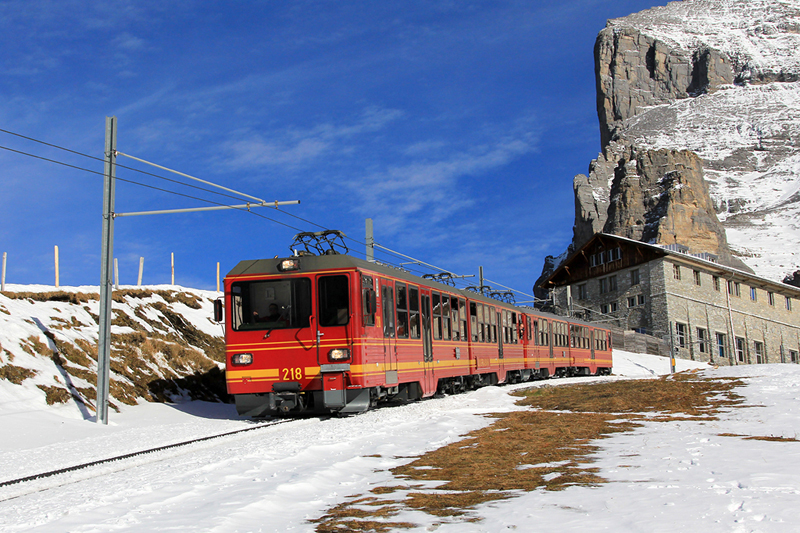
Triebzüge der Jungfraubahn in Mehrfachsteuerung zwischen Kleiner Scheidegg und Eigergletscher im Berner Oberland, 2012

#### Übriges Europa

##### Bulgarien

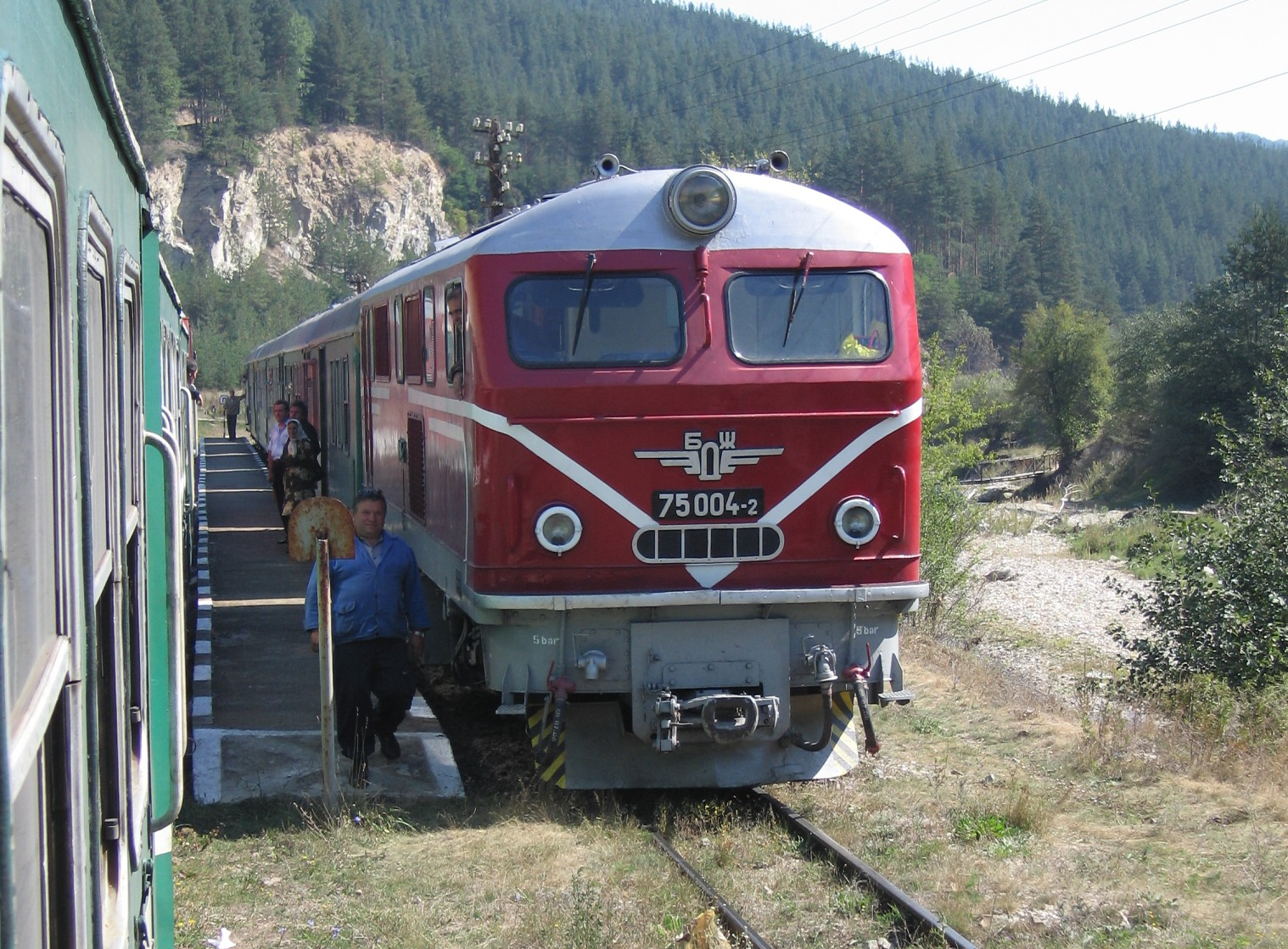
Rhodopenbahn in Bulgarien

In Bulgarien gibt es mit der 1922 bis 1945 eröffneten Rhodopenbahn nur eine einzige dem öffentlichen Verkehr dienende Schmalspurbahn. Die 125 Kilometer lange Strecke verläuft in Nordost-Südwest-Richtung zwischen Rila- und Rhodopengebirge und endet östlich des Piringebirges. Wegen ihrer Trassierung als Gebirgsbahn wird sie oft mit Eisenbahnen in den Alpen verglichen und ist auch als „Rhätische Bahn des Balkans“ bekannt. Die Spurweite beträgt 760 mm (Bosnische Spur).

##### Dänemark
Mit der Abtretung Nordschleswigs 1920 gingen die Kreisbahn auf Alsen, die Apenrader Kreisbahn und die Haderslebener Kreisbahn an Dänemark. Alle drei Bahnen wurden später stillgelegt, ebenso die Kolding–Egtved Jernbane (1898–1930).

##### Frankreich

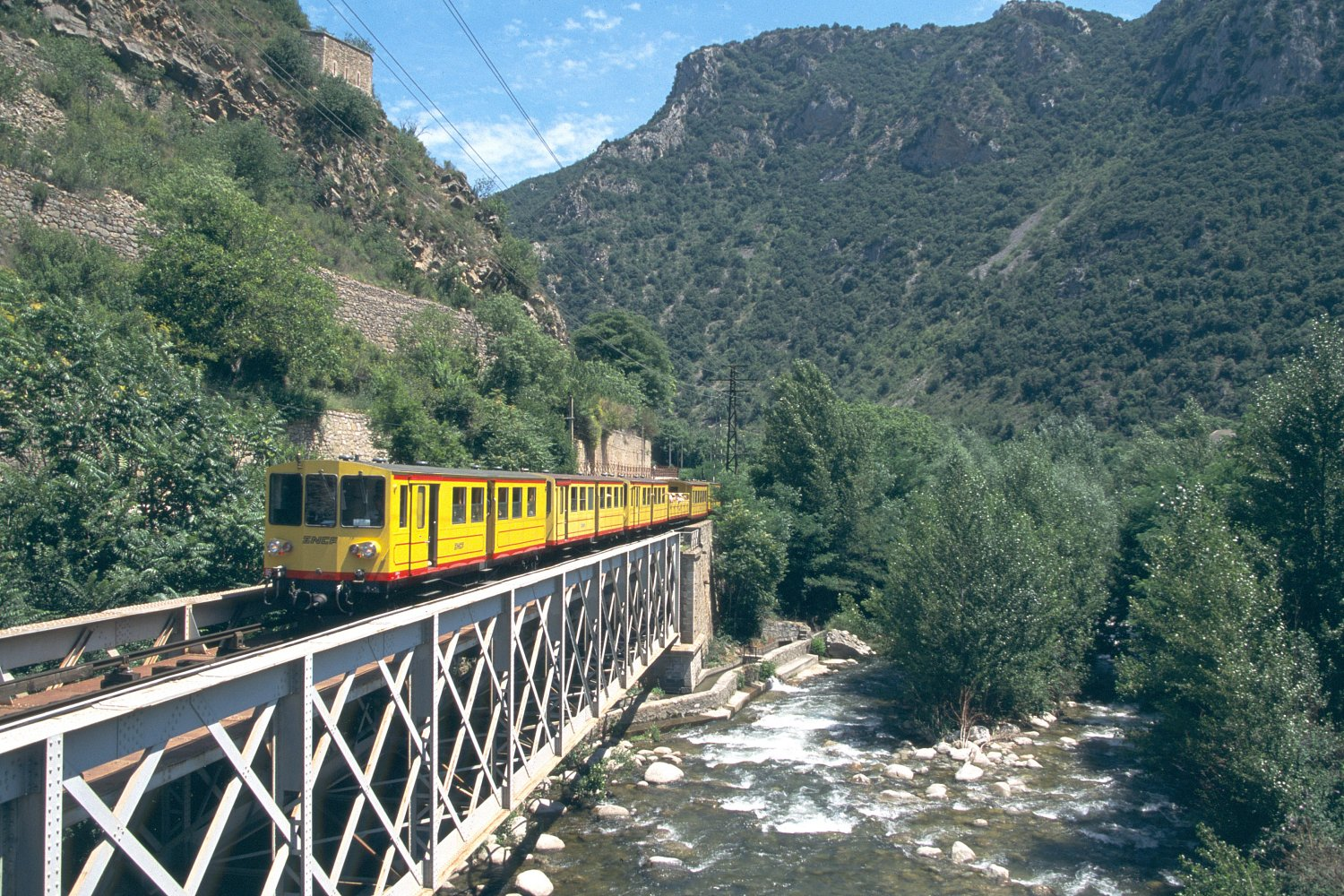
Die Stromversorgung des Train Jaune der Ligne de Cerdagne erfolgt über eine seitliche Stromschiene.

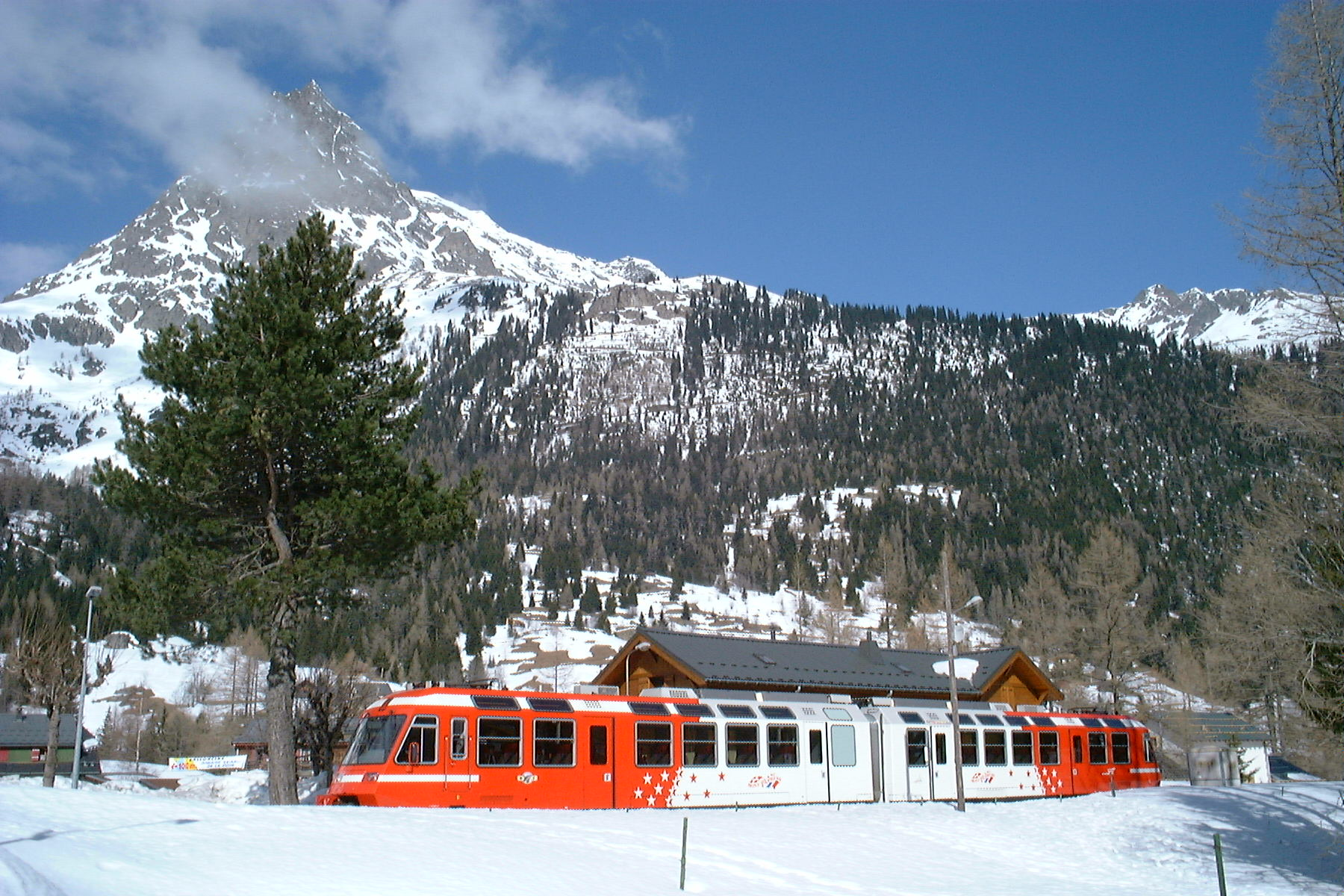
Triebzug Z800 auf der Strecke Saint-Gervais–Vallorcine in den französischen Alpen bei Chamonix.

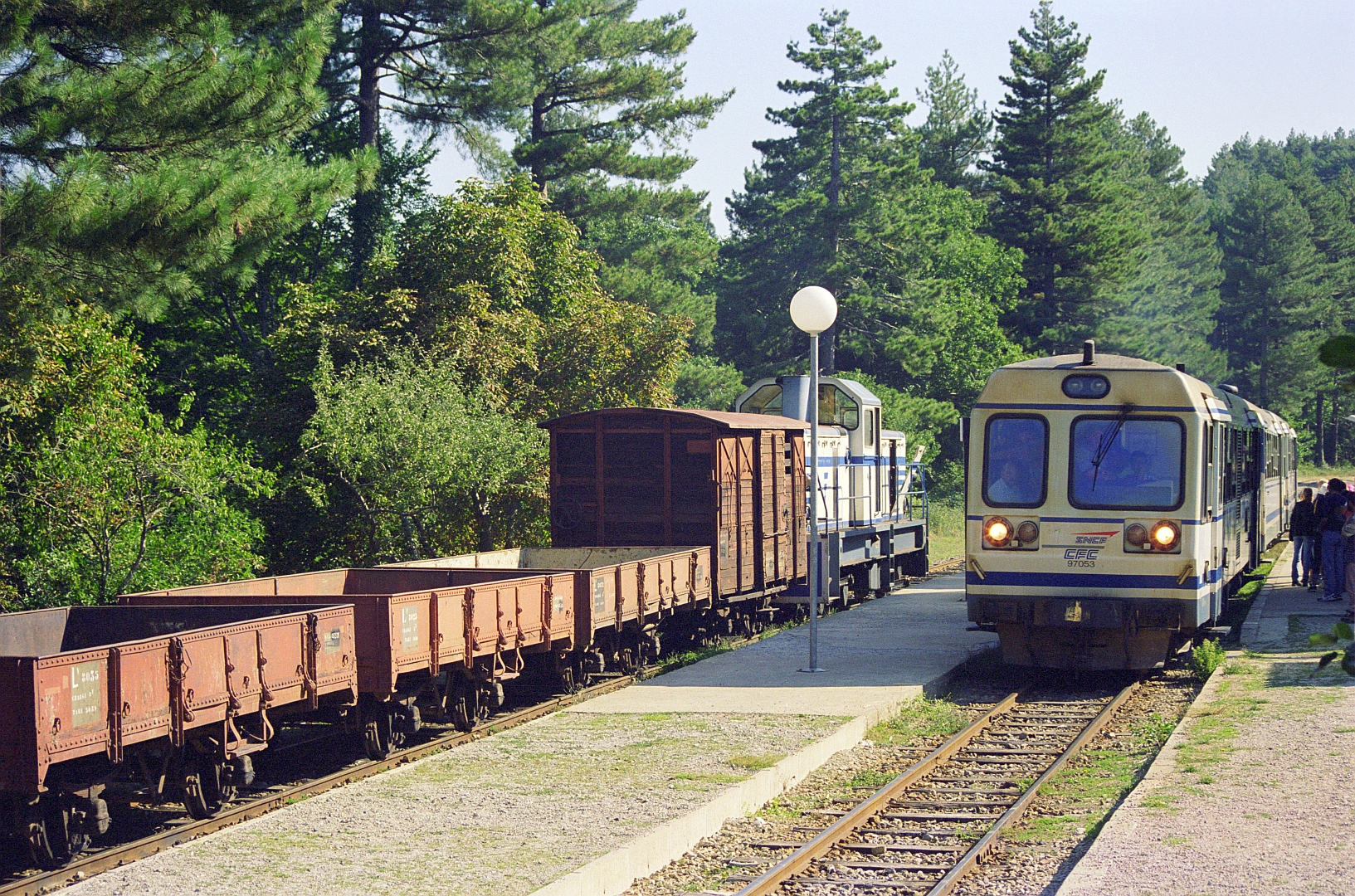
Kreuzung eines Personenzugs mit einem Güterzug auf der Insel Korsika.

Vom ursprünglich umfangreichen Schmalspurnetz Frankreichs sind die meisten Linien verschwunden. Vom Netz der damaligen Chemins de fer de Provence ist nur noch die Strecke Nizza–Digne-les-Bains übrig geblieben. Auch bei der Chemin de fer du Blanc-Argent wird nur noch ein Reststück betrieben. Die Chemin de Fer de la Baie de Somme und Chemin de fer de La Mure verkehren weiterhin als Museumsbahnen.
Die Ligne de Cerdagne in den Pyrenäen wird trotz der großen Höhenunterschiede als reine Adhäsionsbahn befahren. Auf der Insel Korsika betreiben die Chemins de fer de la Corse ein durchwegs meterspuriges Bahnnetz, das eine nicht zu unterschätzende Bedeutung für den Tourismus hat. Eine internationale Schmalspurstrecke der SNCF und der TMR verbindet Chamonix mit Martigny in der Schweiz. Die Zahnradbahnen Chemin de fer du Montenvers in den Alpen und Chemin de Fer de la Rhune in den Pyrenäen sind ebenfalls meterspurig.

##### Finnland

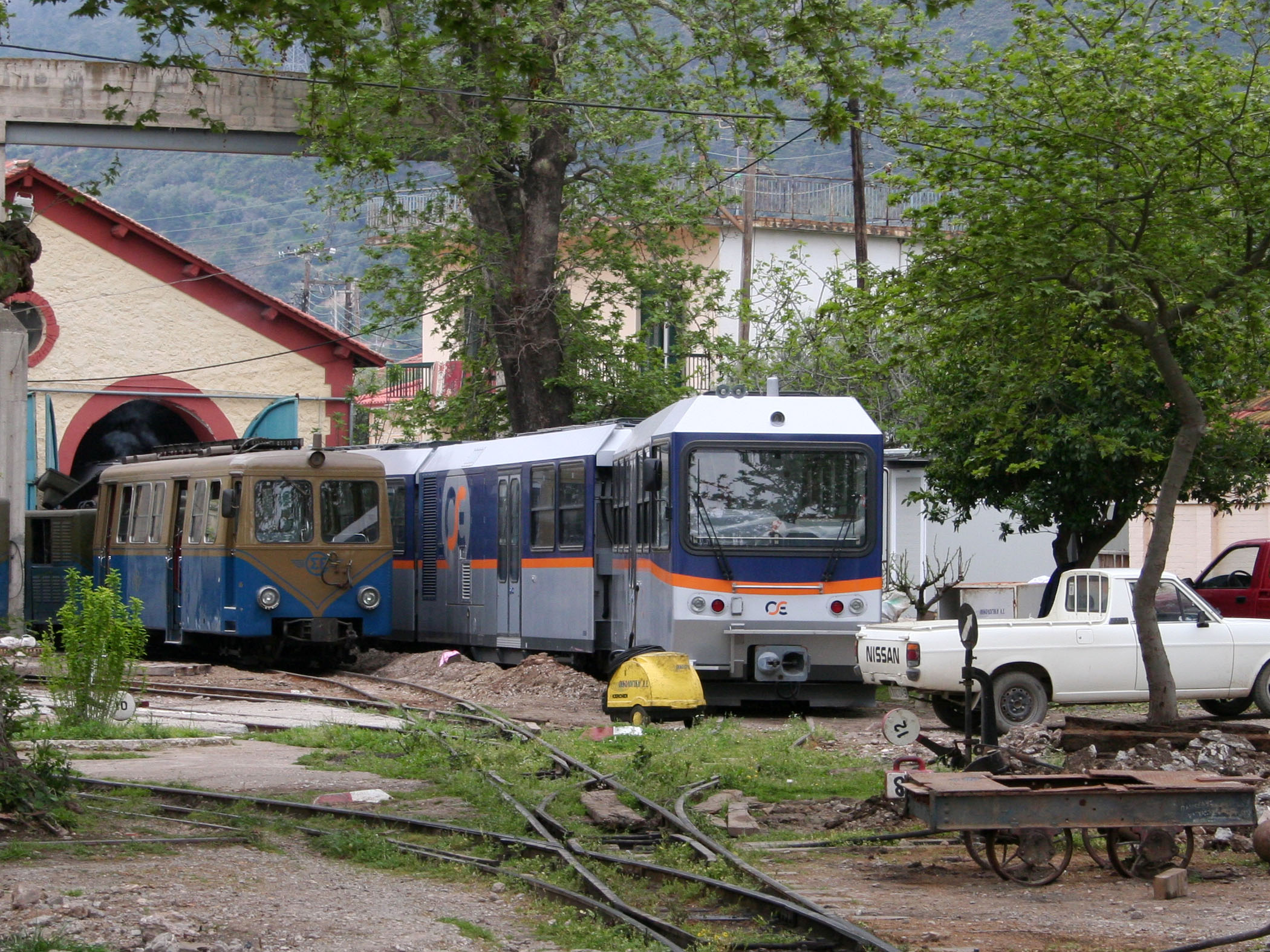
Alter und neuer, von Stadler Rail gelieferter Triebzug vor dem Betriebswerk Diakopto

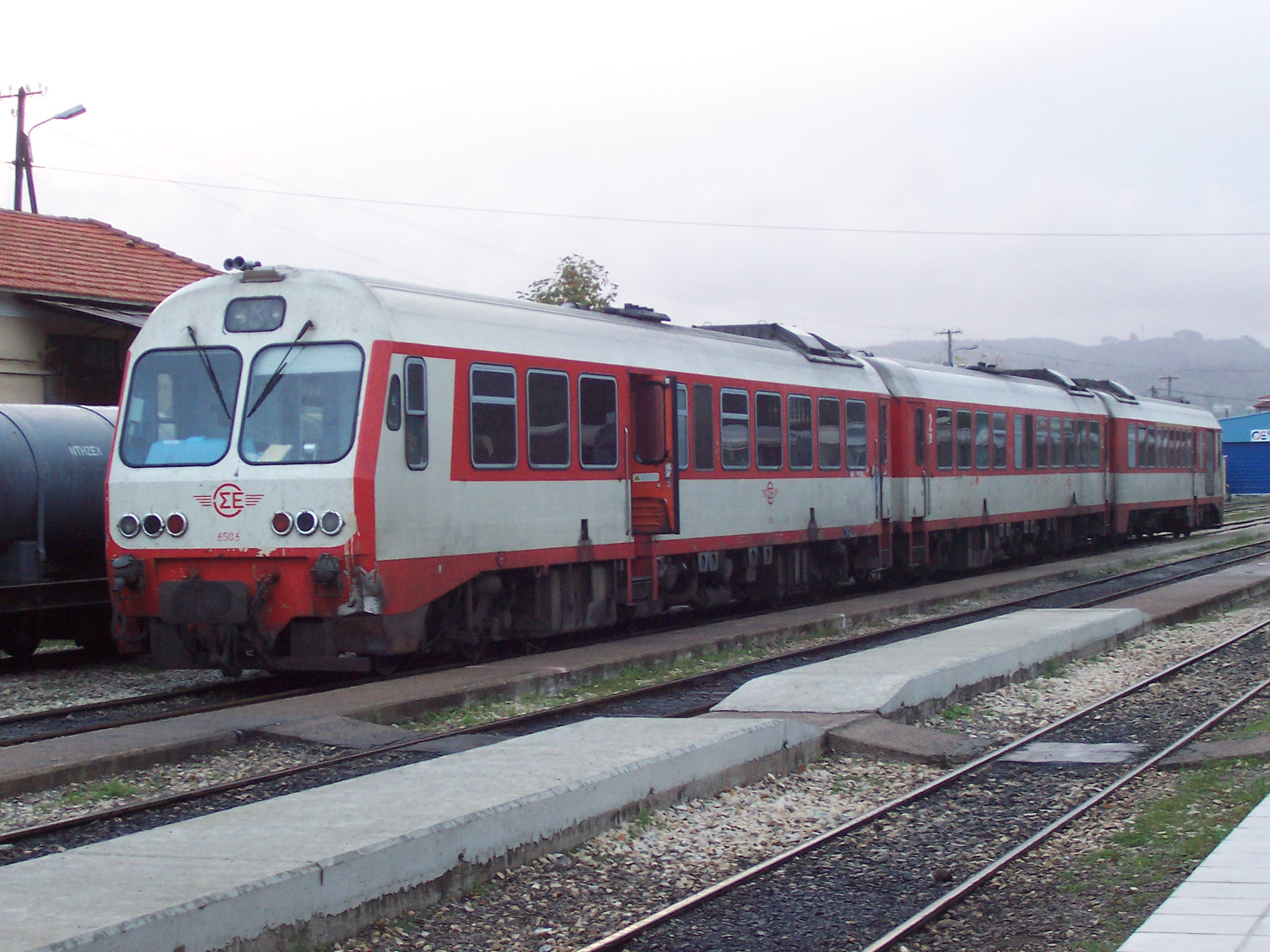
Intercity-Zug in Pyrgos auf dem Peloponnes, Griechenland

Ein Teilstück der früheren Bahnstrecke Humppila–Forssa mit 750 mm Spurweite wird heute als Museumsbahn betrieben.

##### Georgien
Von Bordschomi führt eine Schmalspurbahn namens „Kukuschka“ (Kuckuck) mit 912 mm Spurweite über 37 km bis nach Bakuriani und überwindet dabei in etwa 2,5 Stunden einen Höhenunterschied von 1.200 m. Sie wurde 1912 in Betrieb genommen, wobei Gustave Eiffel eine der Brücken konstruierte. 1968 wurde die Strecke elektrifiziert, 1991 der Güterverkehr eingestellt. Die Höchstgeschwindigkeit beträgt 25 km/h.

##### Griechenland
In Griechenland befindet sich auf dem Peloponnes ein umfangreiches Meterspurnetz. Zwischen Athen und Korinth ist der Umbau auf Normalspur abgeschlossen, die Strecke bis Patras wird derzeit abschnittweise umgespurt. Ebenfalls auf dem Peloponnes befindet sich die 750-mm-Schmalspurbahn Diakopto–Kalavrita, die auch Abschnitte mit Zahnstange aufweist. Die thessalische Meterspurbahn von Volos nach Kalambaka wurde vor einigen Jahren auf Normalspur umgebaut, die Strecke von Volos nach Velestino stillgelegt. Als Touristikbahn in zwei Abschnitten wieder in Betrieb genommen wurde die Pilionbahn mit einer Spurweite von 600 mm.

##### Irland
Neben dem öffentlichen Schienennetz mit 1600 mm Breitspur betreibt Bord na Móna ein Schmalspurnetz mit einer Spurweite von 914 mm, mit dem auf der Clonmacnoise and West Offaly Railway und anderen Bahnen der abgebaute Torf transportiert wird. 850 Kilometer davon sind dauerhaft verlegte Gleise, der Rest wird je nach Bedarf gelegt und wieder abgebaut.

##### Isle of Man
Auf der Insel existieren mit der Isle of Man Railway, der Manx Electric Railway und der Pferdestraßenbahnen Douglas Bay Horse Tramway mehrere Bahnen mit 3-Fuß-Spur (914 mm). Die elektrische Bergbahn Snaefell Mountain Railway fährt auf Kapspur, die Touristenbahn Groudle Glen Railway auf einer Spurweite von 610 mm.

##### Italien

Zug der Ferrovia Circumetnea mit dem Ätna im Hintergrund

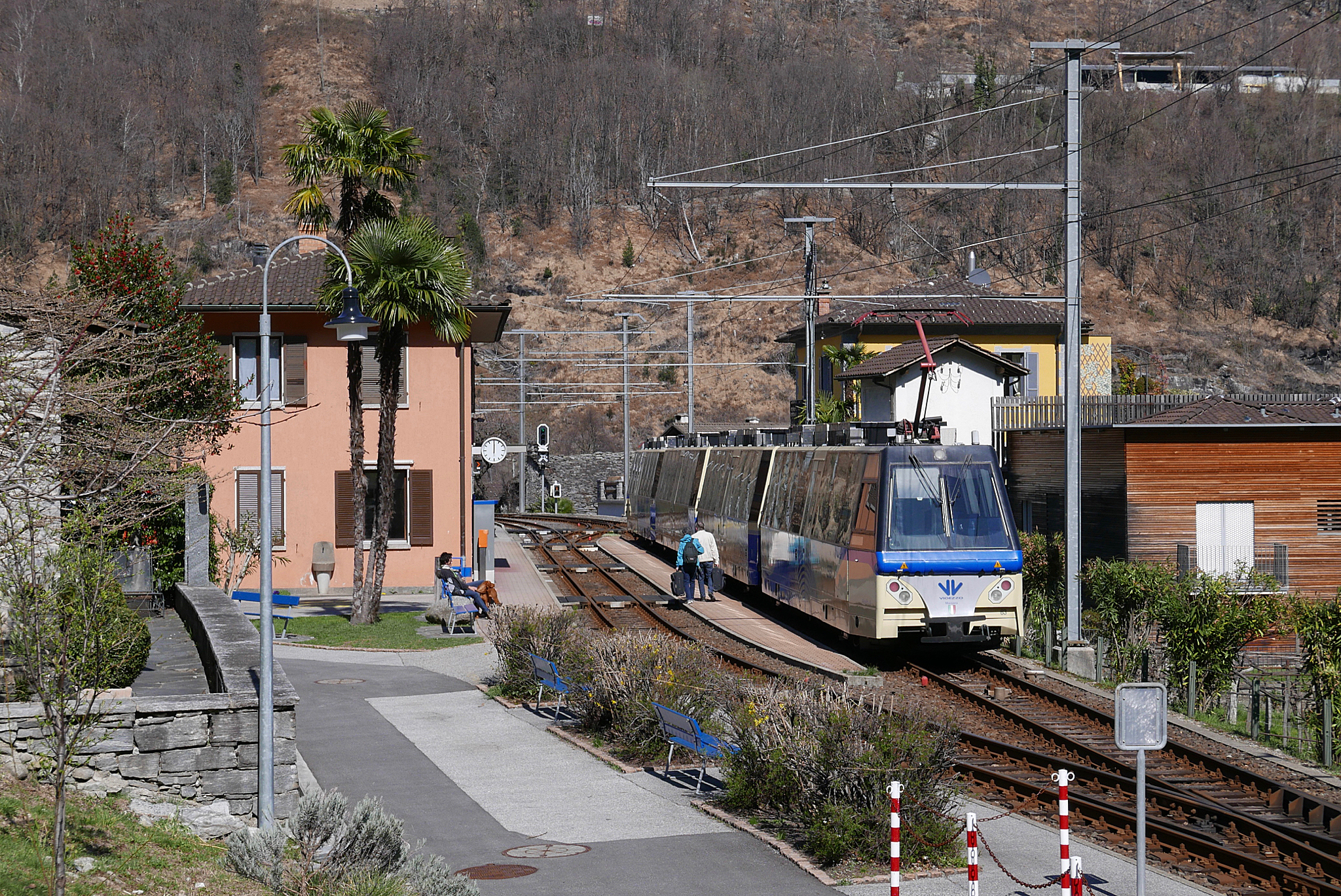
Panoramatriebzug der SSIF auf dem Weg von Domodossola nach Locarno

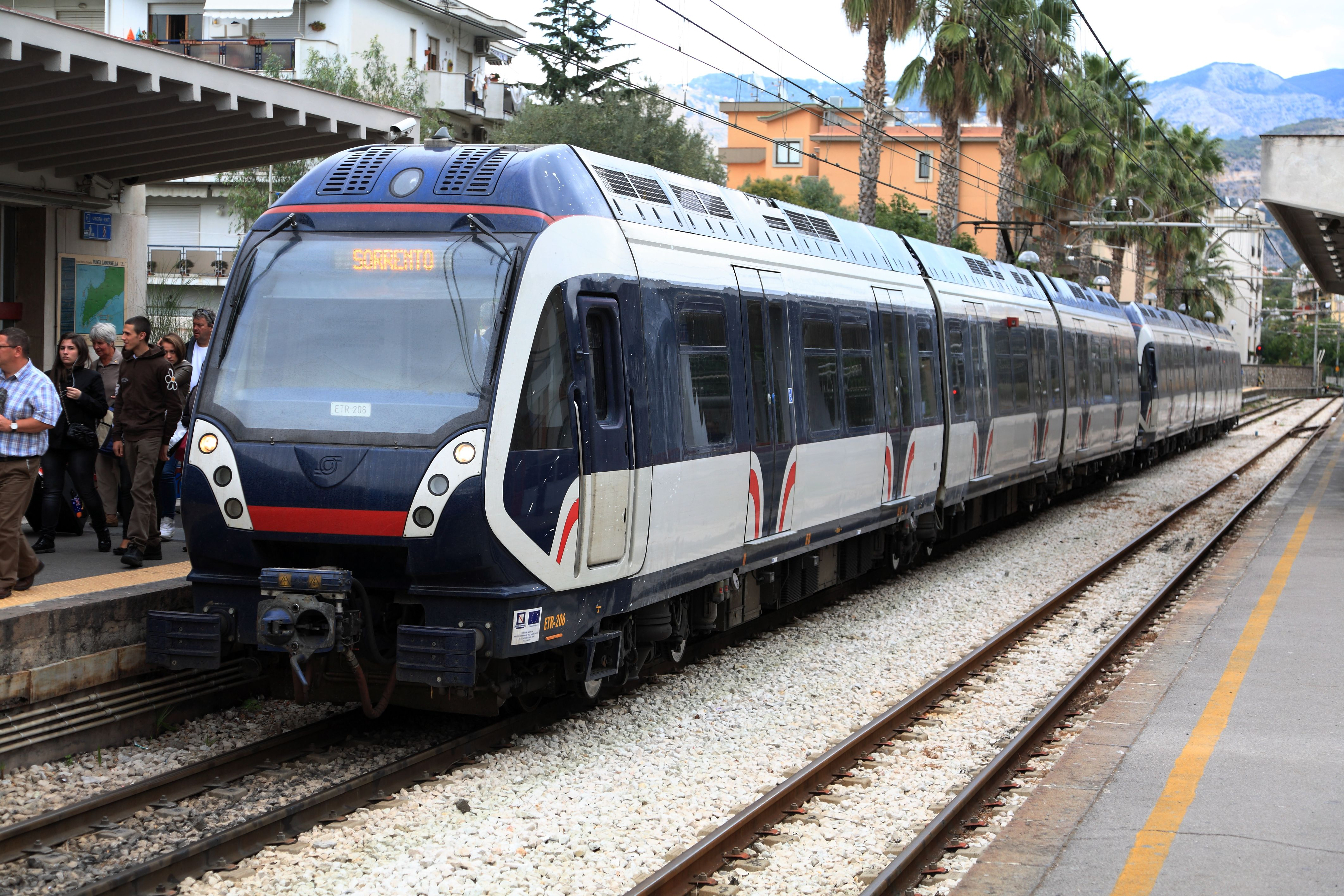
„Metrostar“-Triebzug der Ferrovia Circumvesuviana in der Provinz Neapel

In Italien verbreitet ist die Spurweite von 950 mm (italienische Meterspur), zum Beispiel bei der Ferrovia Circumvesuviana, die mit einem dichten, S-Bahn-ähnlichem Betrieb Neapel mit umliegenden Gemeinden und Städten verbindet. Die Strecke Catania–Riposto der Ferrovia Circumetnea ist die letzte Strecke des ehemals ausgedehnten Schmalspurbahnnetzes Siziliens. Auch die Bahnstrecke Roma Laziali–Giardinetti ist nur noch auf einem kurzen Teilstück in Betrieb. Die Ferrovie della Sardegna betreiben das 950-mm-Netz auf Sardinien mit mehreren Regionalverkehrsstrecken, den Stadtbahnen Sassari und Cagliari und der Museumsbahn Trenino Verde.
Daneben existieren mehrere Schmalspurbahnen in Meterspur wie die Ferrovia Trento–Malè im Trentino, die Rittner Bahn in Südtirol und die Ferrovia Genova–Casella in Ligurien. Die ebenfalls meterspurige Ferrovia Vigezzina verbindet Domodossola an der Simplonlinie mit Locarno in der Schweiz. Auf dem südlichsten Abschnitt der Berninalinie dringt die Rhätische Bahn als einzige ausländische Schmalspurbahn in italienisches Staatsgebiet vor.
Als das österreichische Südtirol 1920 durch Italien annektiert wurde, kamen mit der Grödner Bahn und der Fleimstalbahn zwei Bahnen mit bosnischer Spurweite dazu. Deren Betrieb wurde 1960 bzw. 1963 eingestellt.

##### Ehemaliges Jugoslawien

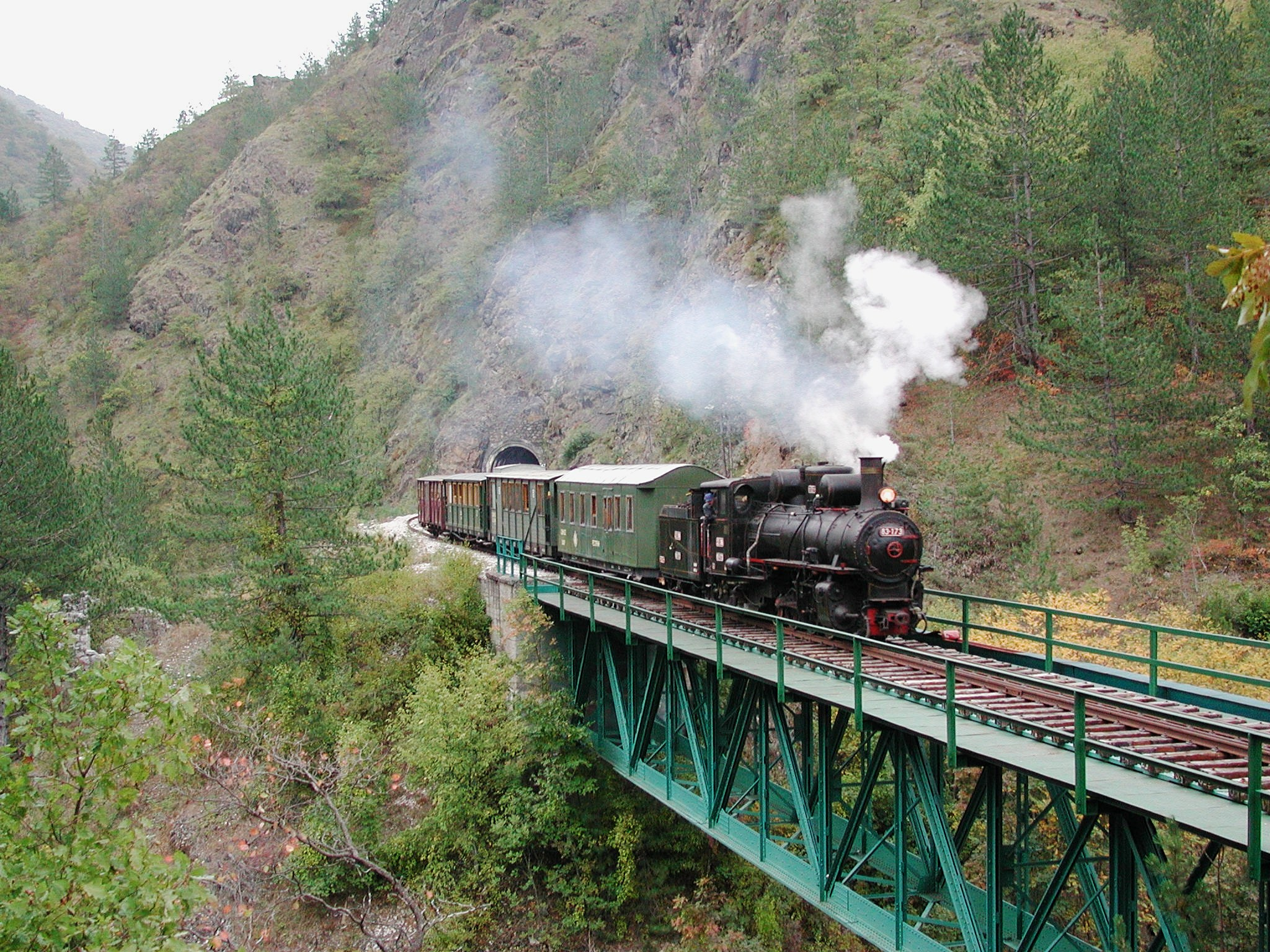
Dampfzug auf der Museumsbahn Šarganska osmica in Serbien

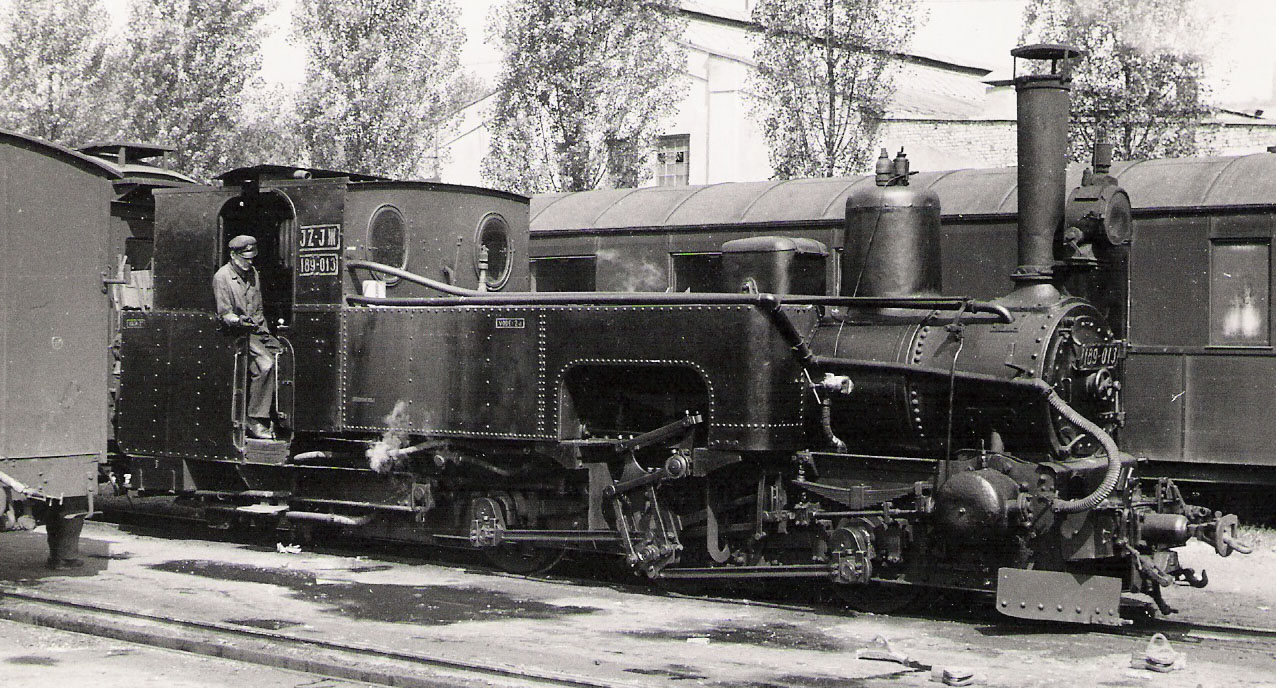
Stütztenderlokomotive JDŽ 189-
013 Bauart Klose der Jugoslawischen Staatsbahnen 1965 in Sarajevo

In Bosnien-Herzegowina wurde ab 1878 (nach dem Berliner Kongress) von der österreichischen Militärverwaltung die Bosnabahn als Versorgungsbahn von Bosanski Brod nach Sarajevo gebaut, aus der sich unter der Verwaltung von Österreich-Ungarn das Netz der Bosnisch-Herzegowinischen Staatsbahnen in der so genannten Bosnischen Spurweite entwickelte (760 mm). Nach dem Ersten Weltkrieg mit dem serbischen Schmalspurnetz in gleicher Spurweite verbunden, entstand so zwischen Belgrad und Dubrovnik, sowie zwischen Nordbosnien und Montenegro ein umfangreiches Streckennetz von Hauptbahnen auf schmaler Spur, auf dem auch Schnellzüge verkehrten.
Daneben existierten zahlreiche Waldbahnen in gleicher Spurweite (z. B. Steinbeisbahn im Raum Jajce/Prijedor/Drvar, die vor dem Bau der normalspurigen Hauptbahn Bihać-Split bis Knin führte oder die Usoratalbahn, die in ihrer größten Ausdehnung bis Banja Luka reichte; Waldbahn Zavidovići–Olovo–Kusače).
Alle Linien wurden spätestens in den 1970er-Jahren durch neu errichtete Normalspurstrecken ersetzt oder eingestellt. In den Nachfolgestaaten Jugoslawiens ist als Museumsbahn ein wieder aufgebautes Teilstück der Šarganska osmica (Šarganer Achter), am Šargan-Pass in Westserbien in Betrieb. Daran anschließend wurde im benachbarten Bosnien-Herzegowina ein Teilstück der Bosnischen Ostbahn bis Višegrad wieder aufgebaut.
Siehe auch: Geschichte der Eisenbahn in Bosnien und Herzegowina und Schmalspurbahnen in Serbien

Siehe auch Abschnitt Slowenien

##### Niederlande

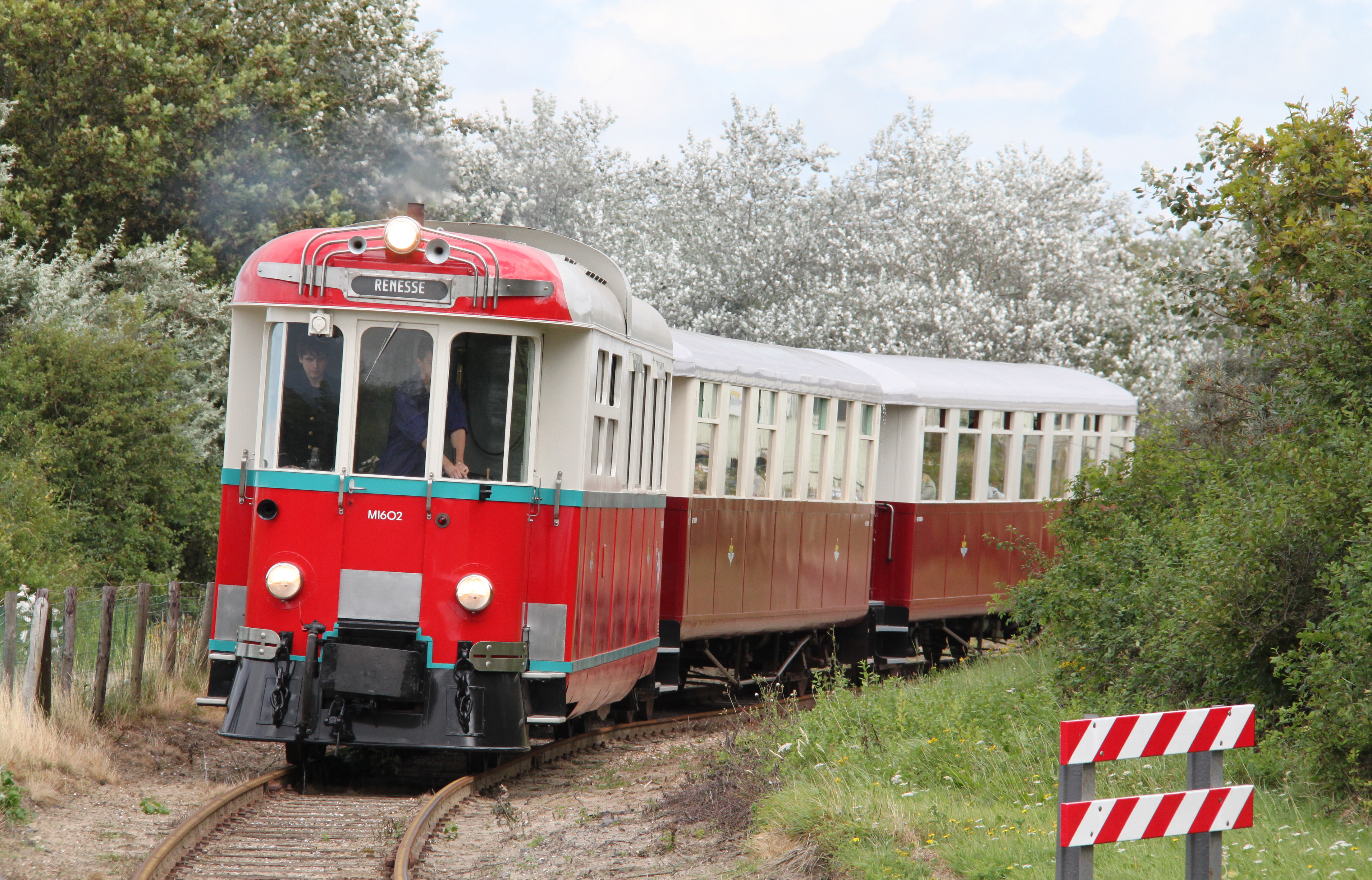
RTM-Dieseltriebwagen M1602 „Reiger“ bei Ouddorp, Niederlande

Das Stichting voorheen RTM ist ein Eisenbahnmuseum in Ouddorp mit einer zugehörigen Museumsbahn auf dem Brouwersdam mit einer umfangreichen Sammlung historischer Straßenbahnen der früheren Rotterdamse Tramweg Maatschappij (RTM). Der erste Abschnitt der Bahnstrecke wurde 2007 in Betrieb genommen. Dies ist die einzige in den Niederlanden noch betriebene Linie mit Kapspur. In dieser Spurweite waren viele niederländische Überlandstraßenbahnen erbaut worden.
Die 1993 eröffnete Stoomtrein Katwijk Leiden ermöglicht den Betrieb der im benachbarten Eisenbahnmuseum untergebrachten Fahrzeuge mit 700 mm Spurweite.

##### Norwegen
Die erste Verwendung in größerem Umfang der Kapspur geht auf den Norweger Carl Abraham Pihl zurück. Auf seine Initialen geht die ursprüngliche Schreibweise CAP-Spur zurück. Die erste von Pihl erbaute Kapspurbahn war die 1862 eröffnete Hamar-Grundsetbahn in Norwegen. Bis 1880 wurden in Norwegen insgesamt 970 Kilometer kapspurige Eisenbahnen gebaut, die zwischen 1904 und 1949 auf Normalspur umgebaut wurden. Hingegen sind die meterspurige Thamshavnbanen und die kapspurige Setesdalsbanen, die beide als Museumsbahn betrieben werden, in Schmalspur erhalten geblieben.

##### Lettland

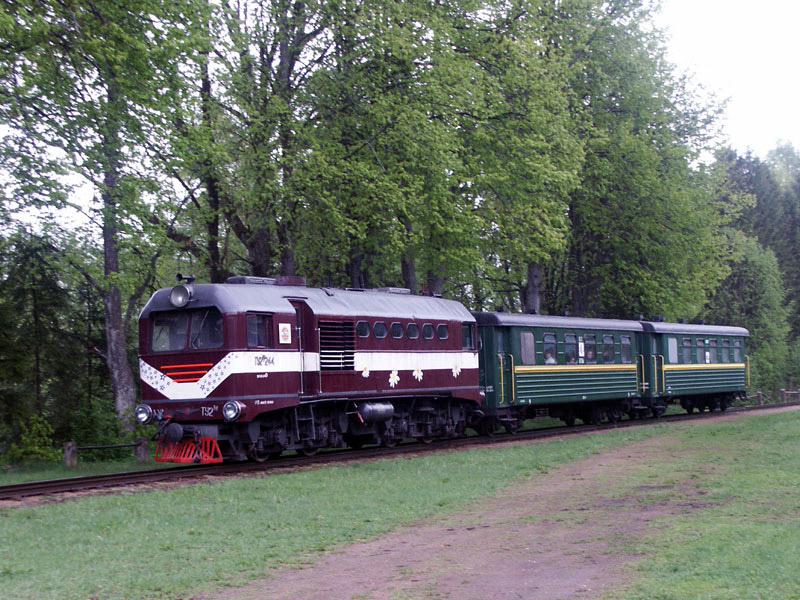
Mit Diesellok bespannter Zug in Lettland

Die Bahnstrecke Gulbene–Alūksne (750 mm) ist eine Museumseisenbahn, aber auch eine der Personenbeförderung dienende Nahverkehrsgesellschaft. Der reguläre Betrieb wurde am 1. Februar 2010 stark eingeschränkt.

##### Litauen
Ab 1892 entstanden auf dem Gebiet des heutigen Litauen verschiedene Schmalspurbahnen mit einer Spurweite von 750 Millimetern. Während des Ersten Weltkriegs bauten die deutschen Truppen, die das Land ab 1915 besetzt hielten, weitere Strecken in 600-mm-Spur. Nach dem Krieg übernahm die neugegründete Staatsbahn Lietuvos geležinkeliai (LG) alle Strecken (außer die Kleinbahn Pogegen–Schmalleningken). 1929 betrieb die LG 125 km in 750-mm-Spur und 325 km in 600-mm-Spur. Ab Anfang der 1930er Jahre baute die LG einen Teil der 600-mm-Strecken auf 750 mm um und erweiterte das Streckennetz um einzelne Neubaustrecken. 1939 war das 750-mm-Netz auf 284 km gewachsen. Auf diesem Netz setzte die LG unter anderem die von Škoda gebauten leistungsfähigen Dampfloks der Baureihen P4 und P5 ein, von denen erstere immerhin 60 km/h fahren durfte.
Nach dem Zweiten Weltkrieg übernahm die sowjetische Staatsbahn SŽD die Schmalspurbahnen und legte den größten Teil bis 1959 still, unter anderem alle 600-mm-Strecken. Nur ein Teil der 750-mm-Strecken wurde weiter betrieben, auf Dieselbetrieb umgestellt und blieb bis zum Ende der Sowjetunion in Betrieb. Im ab 1990 unabhängigen Litauen wurden weitere Abschnitte eingestellt. Übrig blieb die Strecke zwischen den Städten Panevėžys und Anykščiai mit Fortsetzung nach Rubikiai (69 km). Der weitere Streckenverlauf nach Utena ist stillgelegt.
Eine neu errichtete Strecke einer 600-Millimeter-Schmalspurbahn mit einer Länge von nur 720 Metern befindet sich am See Galvio in Ignalina.

##### Luxemburg
Die rund 140 Kilometer umfassenden Meterspurbahnen in Luxemburg wurden in den Jahrzehnten nach dem Zweiten Weltkrieg stillgelegt.

##### Polen
In Polen fanden sich bis etwa 1990 in fast allen Landesteilen teils sehr umfangreiche Schmalspurnetze, verbreitet waren vor allem die Spurweiten 1000 mm und 750 mm. In Kujawien gab es auch öffentliche Bahnen mit 600 mm Spurweite. Eine Besonderheit war die noch aus preußischen Zeiten stammende Spurweite von 785 mm des überwiegend für industrielle Zwecke genutzten Schmalspurnetzes in Oberschlesien. Die umfangreichsten Netze lagen in Pommern (Pommersche Schmalspurbahnen) und Kujawien sowie rund um Posen. Die meisten Bahnen sind in den Jahren seit 1990 stillgelegt worden, auf einigen Reststrecken wird aber noch Museumsbetrieb angeboten.

##### Portugal

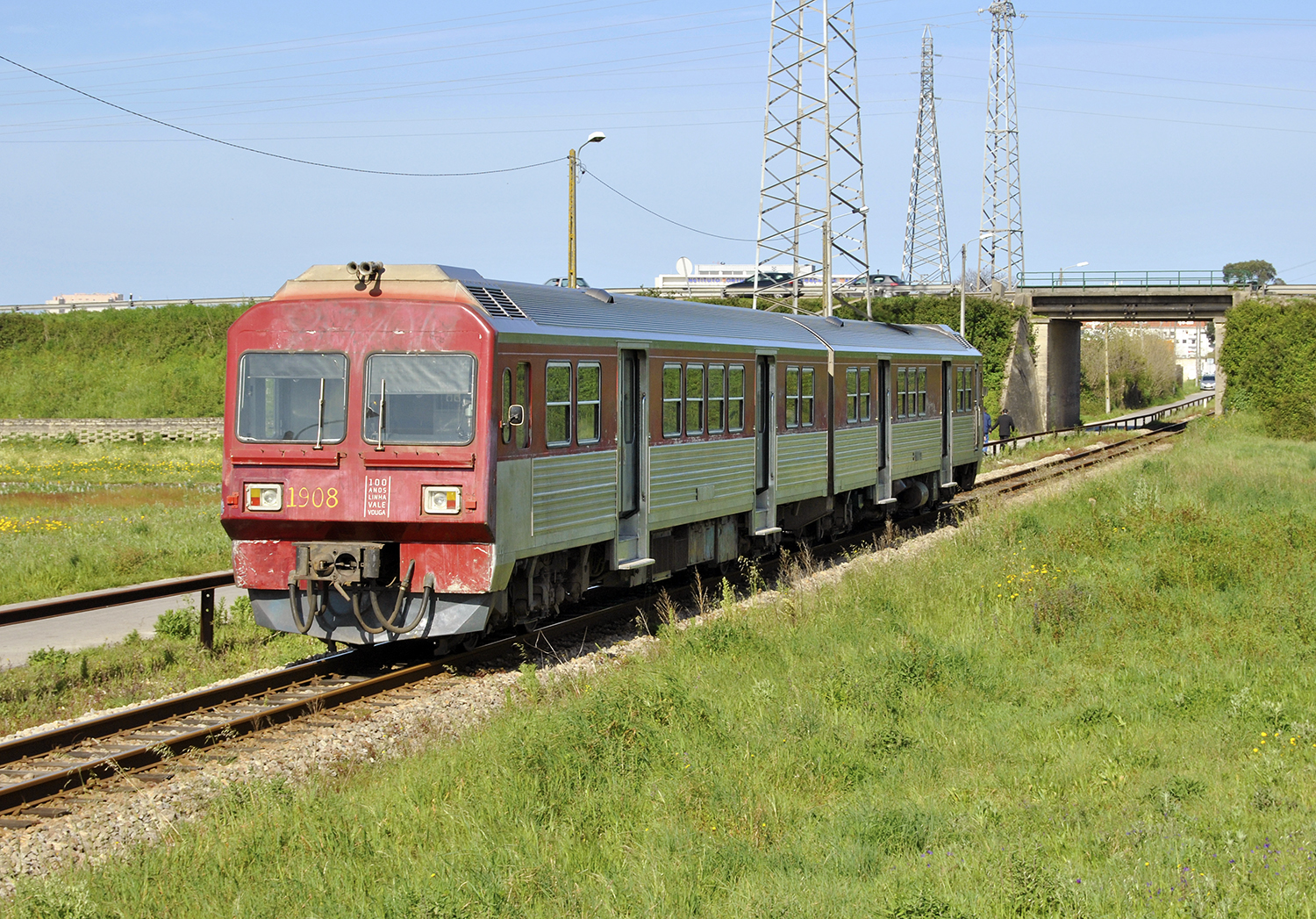
Zweiteiliger meterspuriger Dieseltriebwagen bei Aveiro in Portugal

Ende 1980er Jahre umfassten die von den Comboios de Portugal betriebenen Meterspurstrecken mehr als 500 Kilometer Länge. Die Vorortstrecke zwischen Porto und Póvoa de Varzim galt zu damaliger Zeit als eine der meistbefahrenen Meterspurstrecken Europas. Die Linha de Matosinhos und die Linha da Póvoa wurden 2002 für den Betrieb der normalspurigen Metro do Porto umgebaut. Auf den meisten der anderen Strecken wurde der Verkehr eingestellt. In Betrieb ist noch die Linha do Vouga, die sich jedoch wegen finanzieller Probleme in einem schlechten Zustand befindet.

##### Rumänien

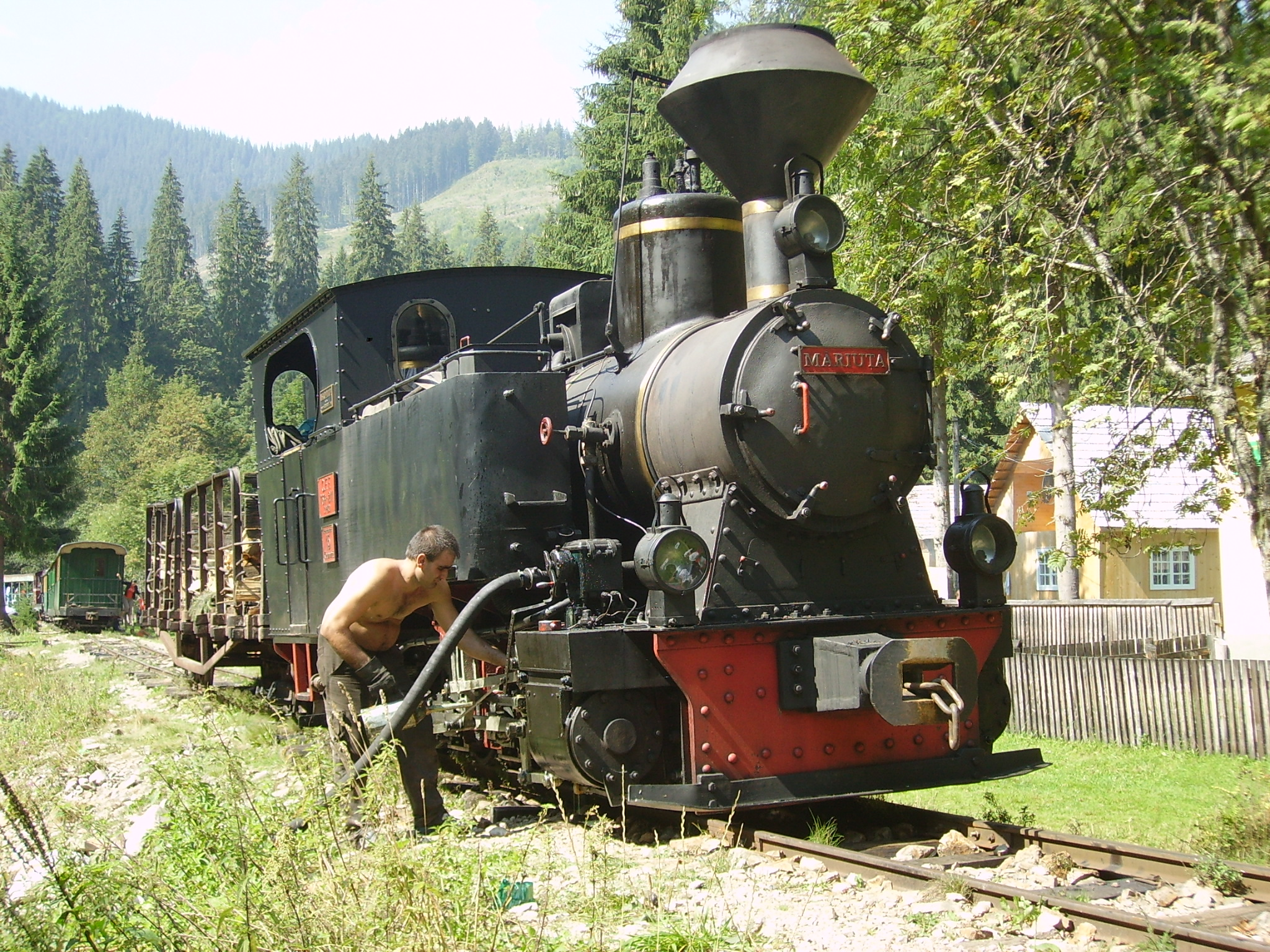
Dampflokomotive der Wassertalbahn beim Wasserfassen

Die Wassertalbahn mit 760 mm Spurweite ist die letzte regulär betriebene Waldbahn Rumäniens. Schmalspurbahnen werden in Rumänien mit einem Kosenamen als Mocăniţa bezeichnet.

##### Russland

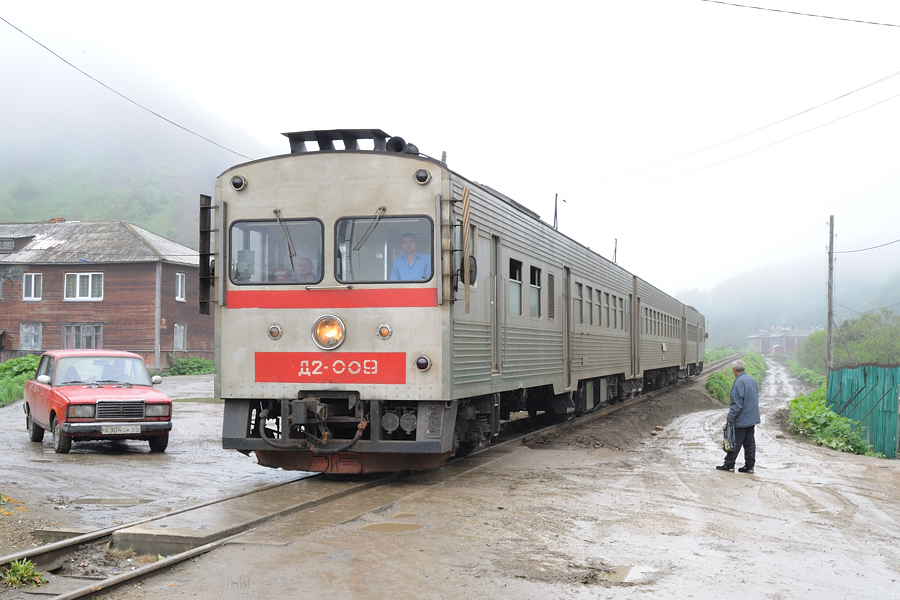
Triebzug der Baureihe Д2 in Poljakowo (Sachalin; 2011)

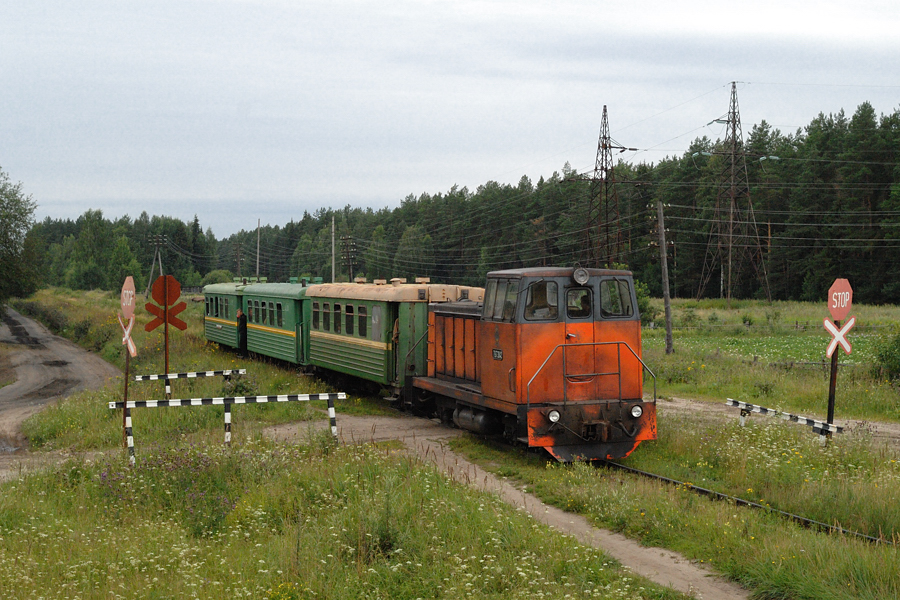
ТУ7А-3042 der Karinskaja-Schmalspurbahn mit Personenzug bei der Einfahrt nach Karintorf (2007)

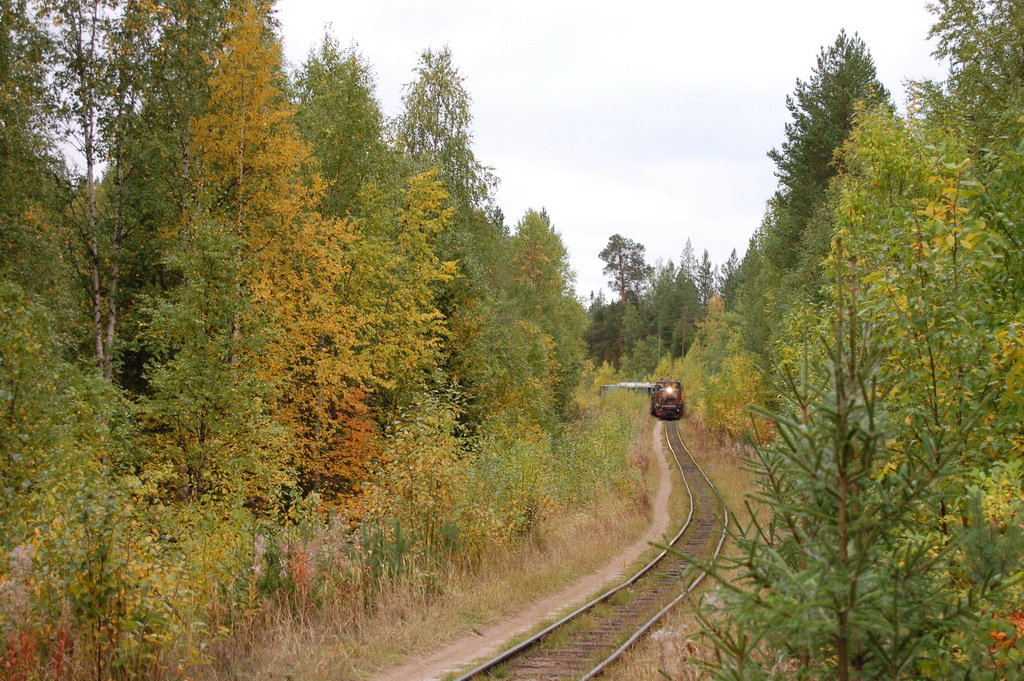
ТУ8-0332 der Kudemskaja-Schmalspurbahn (2011)

Schmalspurbahnen in Russland verkehren fast ausschließlich auf den Spurweiten 1067 mm und 750 mm. Erstere befinden sich auf Sachalin und werden von den Russischen Eisenbahnen (Rossijskije schelesnyje dorogi; RŽD) betrieben. Von 1992 bildeten sie als Sachalinskaja schelesnaja doroga eine eigenständige Filiale, vor 1992 und heute gehört das Bahnnetz auf Sachalin zur Dalnewostotschnaja schelesnaja doroga. Das Streckennetz hatte 2006 eine Länge von 805 Kilometern. Die Spurweite hat ihren Ursprung im japanischen Bahnnetz, das vor 1945 auf dem Südteil Sachalins bestand. Betrieblich bestehen keine wesentlichen Unterschiede zum russischen Breitspurnetz. Als Personenwagen werden umgespurte Breitspurwagen verwendet, Güterwagen gehen im Fährverkehr auf das Festland über. Der Schnellzug- und Güterverkehr wird mit Diesellokomotiven der Baureihe ТГ16 (TG16) bedient, im Nahverkehr werden aus Japan importierte Triebwagen der Baureihe Д2 eingesetzt. Für die Anbindung an das russische Festlandnetz dient eine Eisenbahnfähre. Wegen der unterschiedliche Spurbreite ist das Umspuren der übersetzten Eisenbahnwagen erforderlich. Bauarbeiten zur Umrüstung des Streckennetzes der Insel auf russische Breitspur sind im Gange. Ihre Fertigstellung war ursprünglich für 2012 angekündigt.
Die Russischen Eisenbahnen betreiben in zahlreichen Städten Kindereisenbahnen, die die sowjetische Tradition der Erziehung von Kindern zum Interesse an Berufen im Eisenbahnwesen fortsetzen. Die Kindereisenbahnen erfüllen praktisch keine Verkehrsaufgaben und sind in der Regel nur im Sommer und oft nur am Wochenende im Einsatz. Sie haben fast ausschließlich eine Spurweite von 750 mm.
Die Sowjetischen Eisenbahnen (Sowetskije schelesnyje dorogi; SŽD) betrieben auf dem Gebiet des heutigen Russland zahlreiche Schmalspurbahnen, die noch vor Übernahme durch die Russischen Eisenbahnen weit überwiegend auf Breitspur umgespurt oder stillgelegt wurden. Mit Einstellung des Verkehrs auf der Tumskaja-Schmalspurbahn 2008 endete der Betrieb der Russischen Eisenbahnen auf 750 mm mit Ausnahme der Kindereisenbahnen.
In Russland bestehen noch zahlreiche Schmalspurbahnen der Forst- und Torfwirtschaft auf 750 mm, auf kürzeren Strecken auch von Industriebetrieben. 2006 waren noch etwa 150 Schmalspurbahnen in Betrieb, mit deutlich abnehmender Tendenz. Der tatsächliche Status dieser Bahnen ist jedoch in vielen Fällen nicht zuverlässig zu erfassen, aufgrund rückläufiger Streckenlängen bei den noch in Betrieb befindlichen Bahnen sind auch Angaben über die Gesamtlänge der Schmalspurbahnen kaum möglich. Die meisten russischen Schmalspurbahnen sind Waldbahnen, die in erster Linie der Holzabfuhr dienen, teilweise aber auch die Versorgung von auf der Straße nicht erreichbaren Orten übernehmen. Diese Bahnen befanden und befinden sich weit überwiegend im Nordosten des europäischen Teils Russlands in den Oblasten Wologda, Archangelsk, Kirow und in der Republik Komi, aber auch im Nordwesten des asiatischen Teils Russland (Oblast Swerdlowsk). In den letzten Jahren deutlich rückläufig ist die Anzahl von Torfbahnen, ihr Schwerpunkt befand sich im zentralen Bereich des europäischen Teils Russlands (Oblaste Moskau, Rjasan und Kirow). Einige der Wald- und Torfbahnen führen auch Personenverkehr durch, wenn dies zur Bedienung von Orten ohne Straßenanbindung erforderlich ist. Nicht immer handelt es sich hierbei um echte öffentliche Personenverkehre, teilweise wird auch nur die Nutzung von Werkspersonenzügen durch Betriebsfremde geduldet. Die Bahnen befinden sich im Besitz der jeweiligen Forst- oder Torfbetriebe, in Einzelfällen auch von regionalen öffentlichen Verwaltungen.
Unter diesen Bahnen sind besonders hervorzuheben:
- Die Waldbahn Alapajewsk betreibt ein Streckennetz mit einer Länge von etwa 280 Kilometern, auf dem mehrmals in der Woche über Nacht Personenzüge verkehren. Sie ist das größte 750-mm-Netz in Russland.[30]
- Die Waldbahn Apscheronsk ist die einzige Schmalspurbahn im russischen Kaukasus, auf ihr verkehren zwischen Tschernigowskoje und Otdaljonny montags bis freitags Personenzüge mit Einrichtungstriebwagen.[31]
- Die Torfbahn Karinskaja-Schmalspurbahn betreibt mangels einer Straßenbrücke über die Tschepza die einzige ganzjährige Verbindung zwischen Kirowo-Tschepezk und Karintorf und hat daher umfangreichen Personenverkehr. Je nach Jahreszeit verkehren bis zu fünf Personenzugpaare. Sie ist die einzige russische 750-mm-Bahn mit täglichem Personenverkehr.[32]
- Die Kudemskaja-Schmalspurbahn südlich von Sewerodwinsk ist eine Waldbahn, auf der der Holztransport vollständig eingestellt wurde, sie dient heute nur noch dem Personenverkehr.[33]

##### Schweden

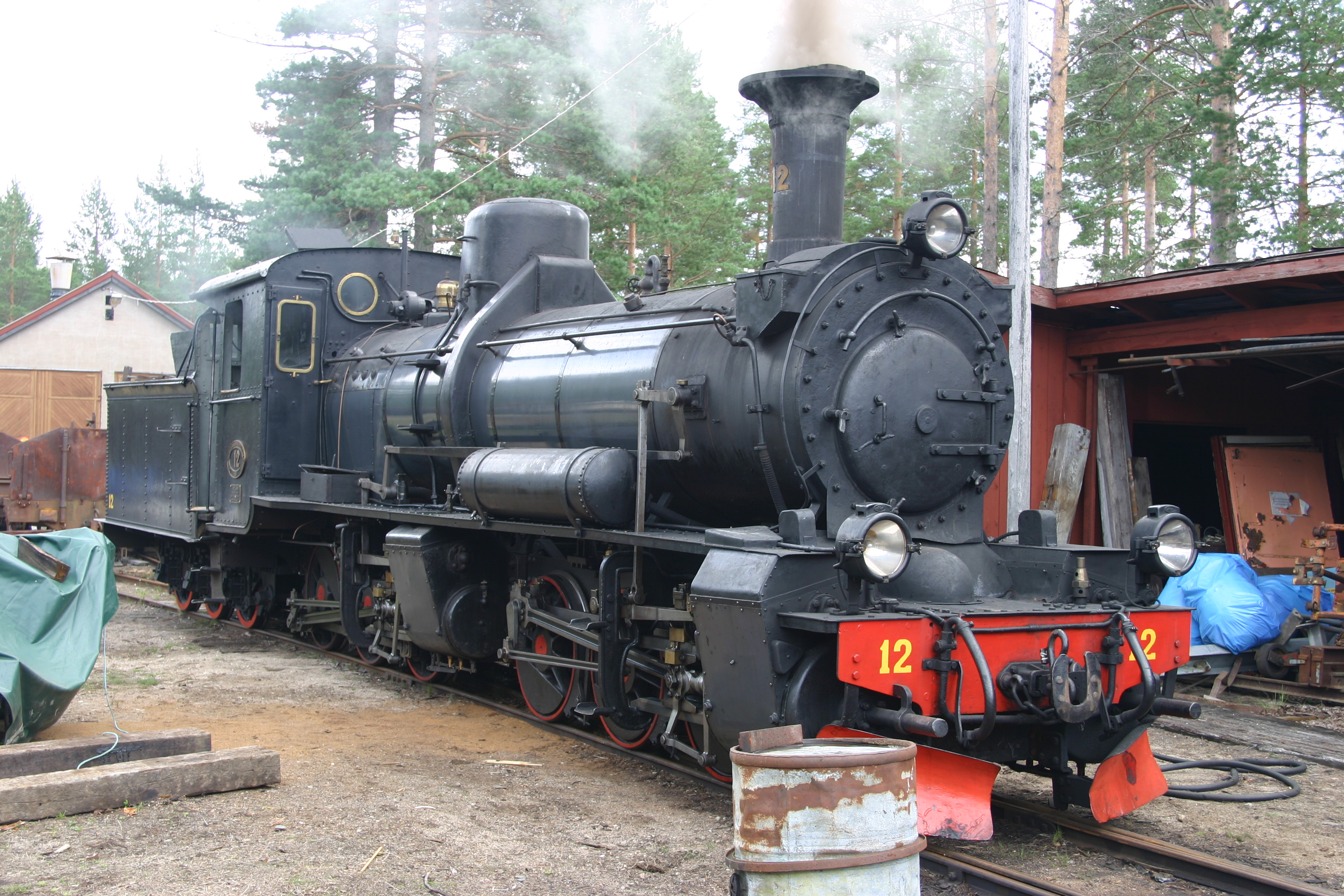
Lokomotive in der schwedischen Spurweite von 891 mm auf der Jädraås–Tallås Järnväg

In Schweden wurden seit 1873 Schmalspurstrecken überwiegend in der typisch schwedischen Spurweite von 891 mm (entsprechend drei schwedischen Fuß) erbaut. Die durch private Betreiber erbauten Netze erreichten teilweise beachtliche Größen. Das umfangreichste Netz wurde in Småland und Östergötland erbaut. Es reichte von Örebro bis nach Torsås südlich von Kalmar und hatte eine Länge von 1180 km. Das zweitgrößte Netz entstand in Västergötland, von Göteborg bis Gullspång, zwischen Vänern und Vättern gelegen, das 1930 in seiner größten Ausdehnung eine Länge von rund 550 km hatte. Kleinere 891-mm-Netze entstanden mit Stockholm–Roslagens Järnvägar nordöstlich von Stockholm und auf den Inseln Öland und Gotland.
Mit insgesamt 630 km erreichte das in Kapspur (1067 mm) erbaute Netz in Südschweden (zwischen Halmstad am Kattegat und Torsås) eine beachtliche Länge. Daneben entstanden in Schweden einzelne Strecken in 600 mm, 802 mm, 1093 mm, 1188 mm und 1217 mm Spurweite.

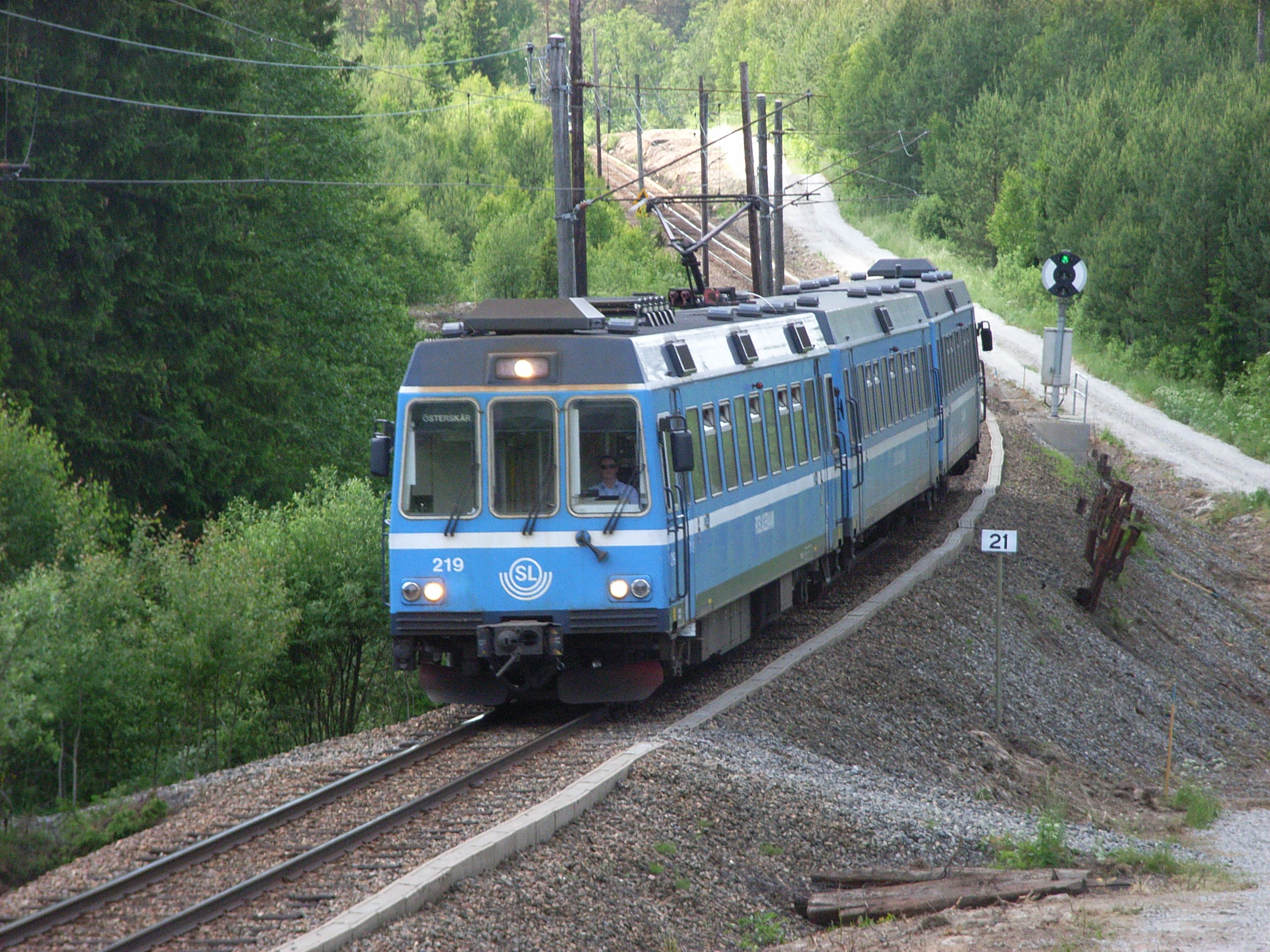
Moderner Schmalspurzug Richtung Österskär auf der Roslagsbana

Die schwedischen Schmalspurbahnen waren sämtlich von privaten Gesellschaften erbaut worden – wie auch große Teile des Normalspurnetzes. Im Zuge der Verstaatlichung des schwedischen Bahnnetzes seit 1930 kamen von 1933 bis 1952 fast alle Schmalspurstrecken in den Besitz der Staatsbahn Statens Järnvägar (SJ). Die SJ hatte 2324 km 891-mm-Strecken und 433 km 1067-mm-Strecken in Besitz, begann aber bald mit der Stilllegung der meisten Strecken. Einige Strecken wurden zwischen 1954 und 1978 auf Normalspur umgebaut, etwa zwischen Kristianstad und Karlskrona (früher 1067 mm) oder zwischen Åtvidaberg und Västervik (zuvor 891 mm).
Zwar wurden noch neue Fahrzeuge für Teile der Schmalspurbahnen angeschafft, die meisten Strecken wurden jedoch von 1953 an, beginnend mit den Bahnen auf Gotland, bis 1986 stillgelegt. Übrig blieb lediglich ein elektrifiziertes Restnetz der ehemaligen Stockholm–Roslagens Järnvägar bei Stockholm, das heute unter dem Namen Roslagsbanan in den Stockholmer Vorortverkehr integriert ist, sowie einzelne Museumseisenbahnen.

##### Slowakei

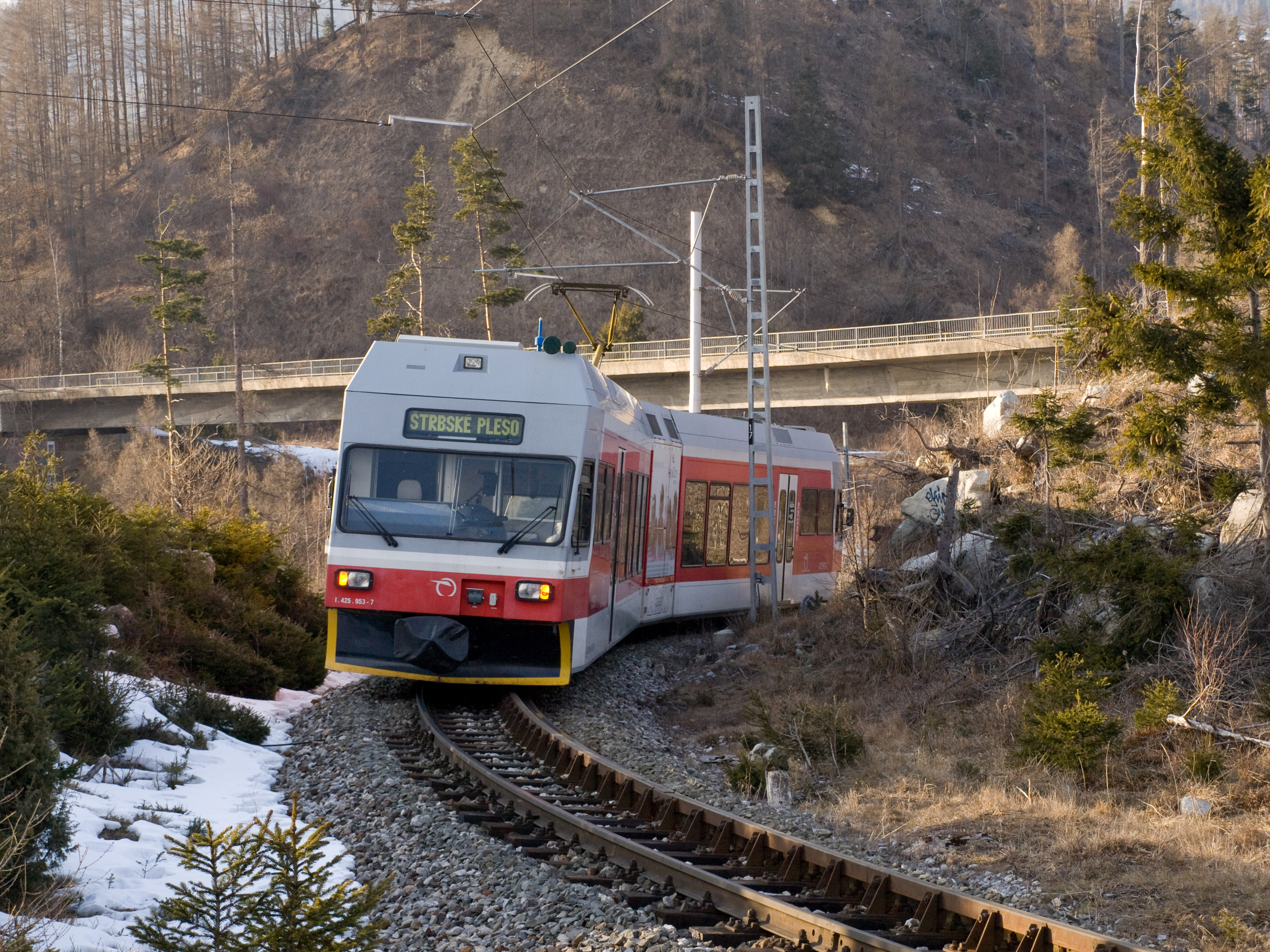
Meterspur-Triebzug Stadler GTW 2/6 der Elektrischen Tatrabahn in der Slowakei

In der Slowakei existieren heute die meterspurige Elektrische Tatrabahn und die Schmalspurbahn Trenčianska Teplá–Trenčianske Teplice mit 760 mm Spurweite. Die Schmalspurbahn Ružomberok–Korytnica und die Göllnitztalbahn mit der Bahnstrecke Gelnica–Smolnícka Huta sind nicht mehr in Betrieb. In Košice verkehrt noch die Kindereisenbahn Detská železnica Košice, eine ehemalige Pioniereisenbahn.

##### Slowenien

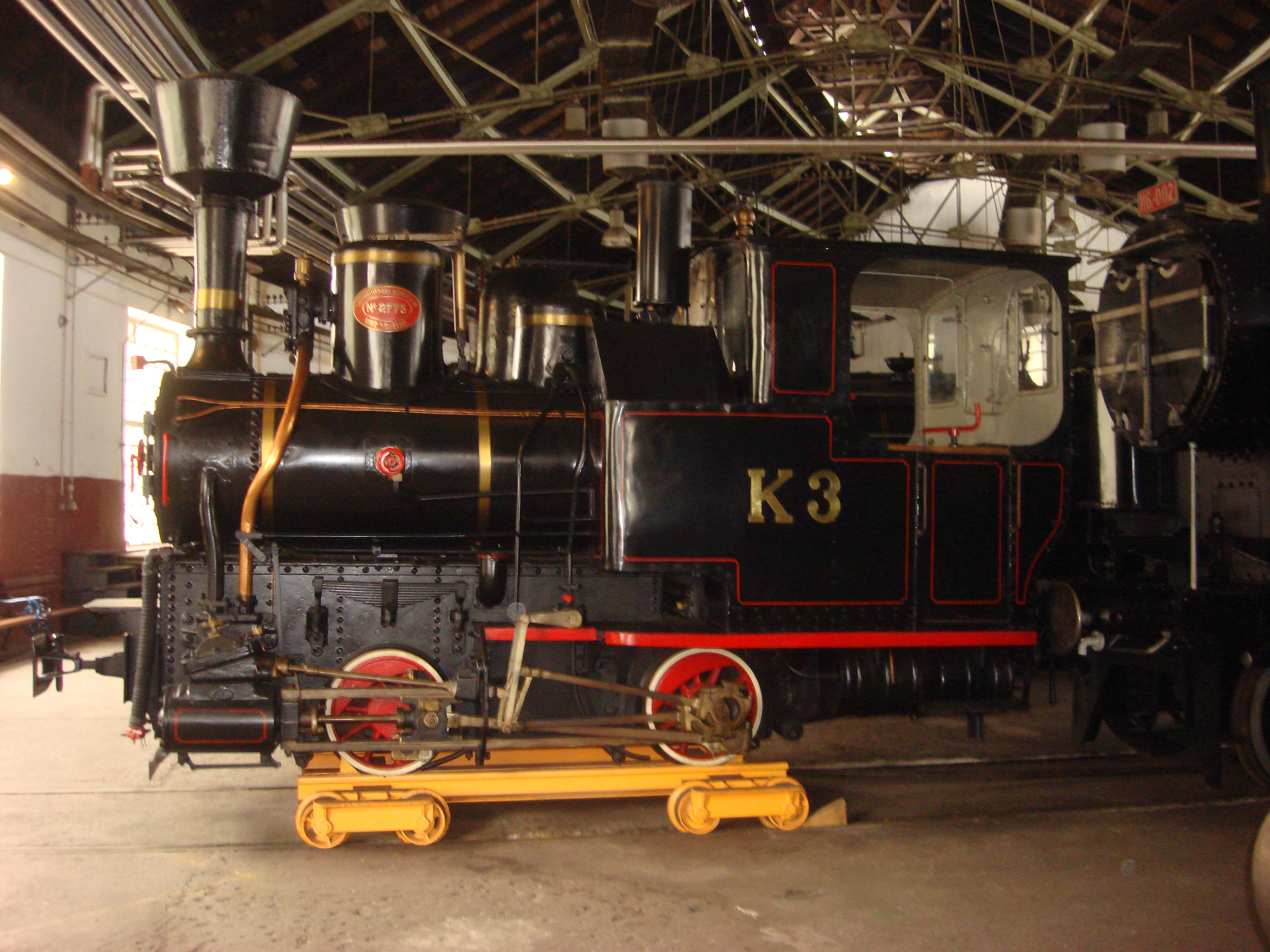
Die für die Lokalbahn nach Konjice beschaffte Lokomotive K 3 Gonobitz steht heute im Eisenbahnmuseum Ljubljana.

Zwei Schmalspurbahnen auf heute slowenischem Staatsgebiet wurden während der österreichisch-ungarischen Herrschaft in Bosnischer Spurweite erstellt. Die Lokalbahn Pöltschach–Gonobitz wurde 1892 eröffnet und 1921 nach Zreče verlängert. 1962 wurde der Betrieb auf der 21 Kilometer langen Strecke eingestellt. Die 1902 eröffnete Lokalbahn Triest–Parenzo führte von Triest über das slowenische Koper nach Poreč (ital. Parenzo) im heutigen Kroatien. Nach dem Zerfall Österreich-Ungarns übernahm die Italienische Staatsbahn (FS) den Betrieb, legte die Bahnstrecke aber 1935 still.
Die Strecke Cividale del Friuli–Kobarid wurde 1915 von den Italienern mit 750 mm Spurweite zur Versorgung der Isonzofront erbaut. Die 27,8 km lange Strecke war von 1921 bis 1932 für den Zivilverkehr in Betrieb. Von 1948 bis 1954 bestand in Ljubljana eine Pioniereisenbahn in bosnischer Spur.

##### Spanien

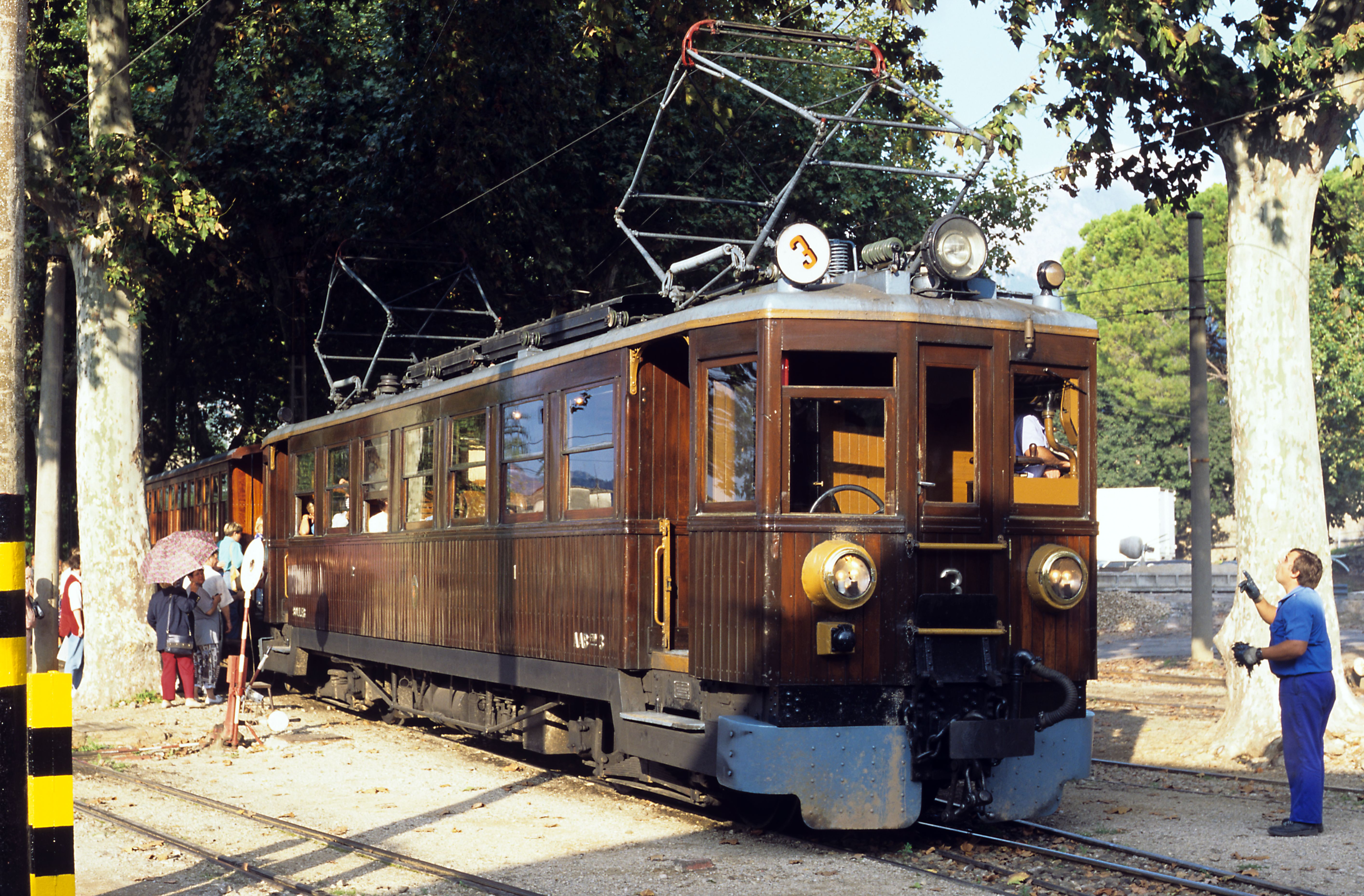
Die holzverkleideten Triebwagen aus der Eröffnungszeit der Ferrocarril de Sóller auf Mallorca sind noch in Betrieb.

In Spanien existieren verschiedene schmalspurige Netze. Sehr umfangreich und mit etwa 1200 km eines der längsten europäischen Schmalspurnetze ist das Meterspurnetz von Ferrocarriles de Vía Estrecha (Renfe Feve) und Euskal Trenbide Sarea (ETS), das sich in Nordspanien entlang der Küste vom Baskenland an der französischen Grenze bis nach Galicien erstreckt. Die Renfe Feve betreibt ebenfalls eine Strecke von Bilbao nach León sowie eine kurze Regionalstrecke bei Cartagena. In Katalonien bietet der Betreiber Ferrocarrils de la Generalitat de Catalunya (FGC) einige ergänzende S-Bahn-Linien in Schmalspur an. Die ehemaligen Schmalspurstrecken bei Valencia wurden vollständig in das Metro-Netz integriert. Die Strecke von Alicante nach Denia wird schrittweise in eine Straßenbahn umgewandelt. Beide werden von Ferrocarrils de la Generalitat Valenciana (FGV) betrieben. Die schmalspurigen Vorortstrecken von Málaga sind bis auf die Strecke nach Fuengirola, die in Breitspur umgebaut wurde, stillgelegt, wobei hier ebenfalls die Integration in das zukünftige Metro-Netz vorgesehen ist. Die Metro Bilbao basiert zum Teil auf einer ehemaligen FEVE-Schmalspurstrecke. Auch die Zahnradbahnen Montserrat und Núria und die Bahnstrecke Cercedilla–Cotos fahren auch auf Meterspur.
Der Schienenverkehr auf Mallorca wird der von staatlichen Meterspurbahn Serveis Ferroviaris de Mallorca und der privaten Ferrocarril de Sóller mit 914 mm Spurweite betrieben. Auch die Metro de Palma verkehrt auf Schmalspur.

##### Tschechien

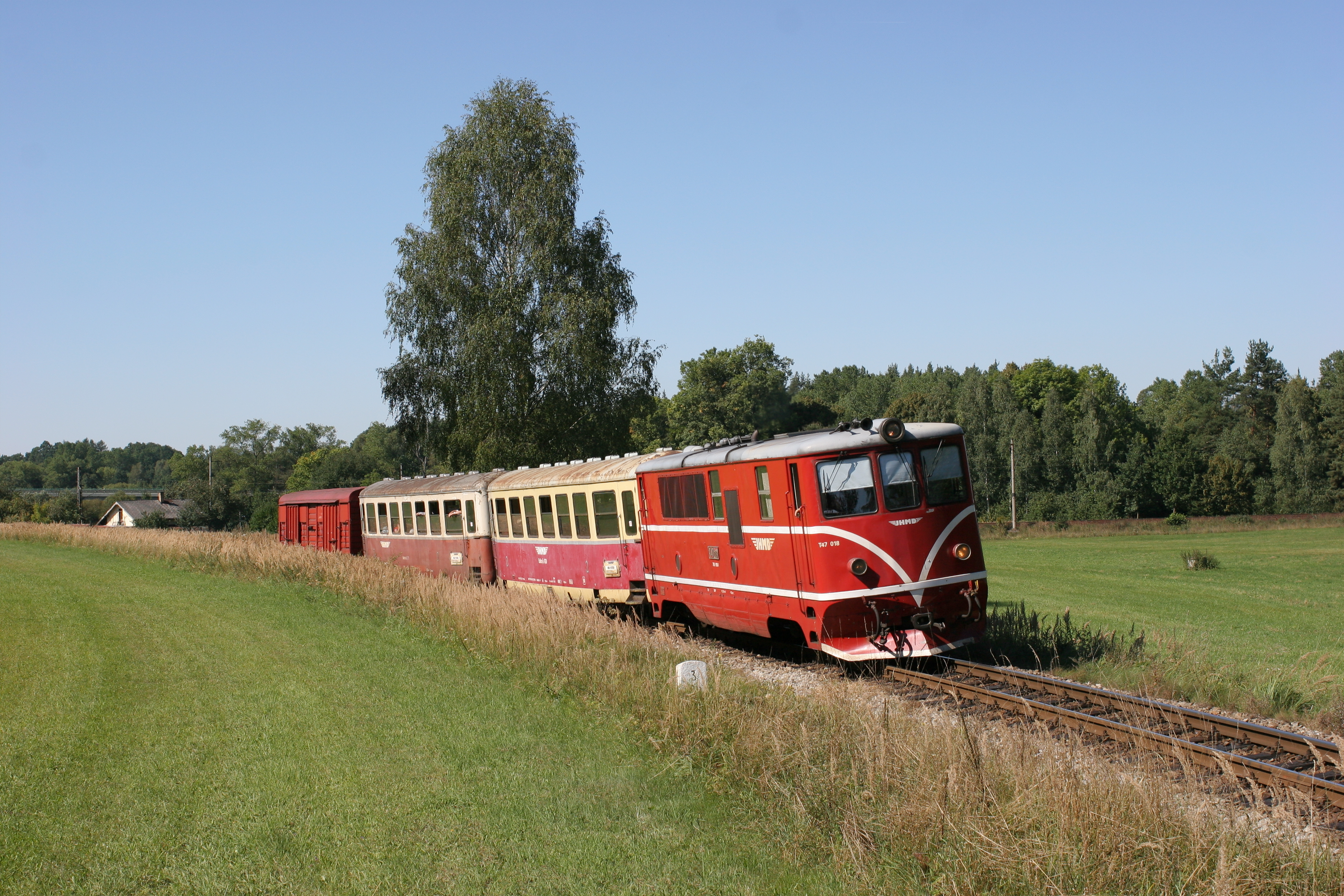
Zug der Jindřichohradecké místní dráhy bei Dolni Skrychov im Süden Tschechiens

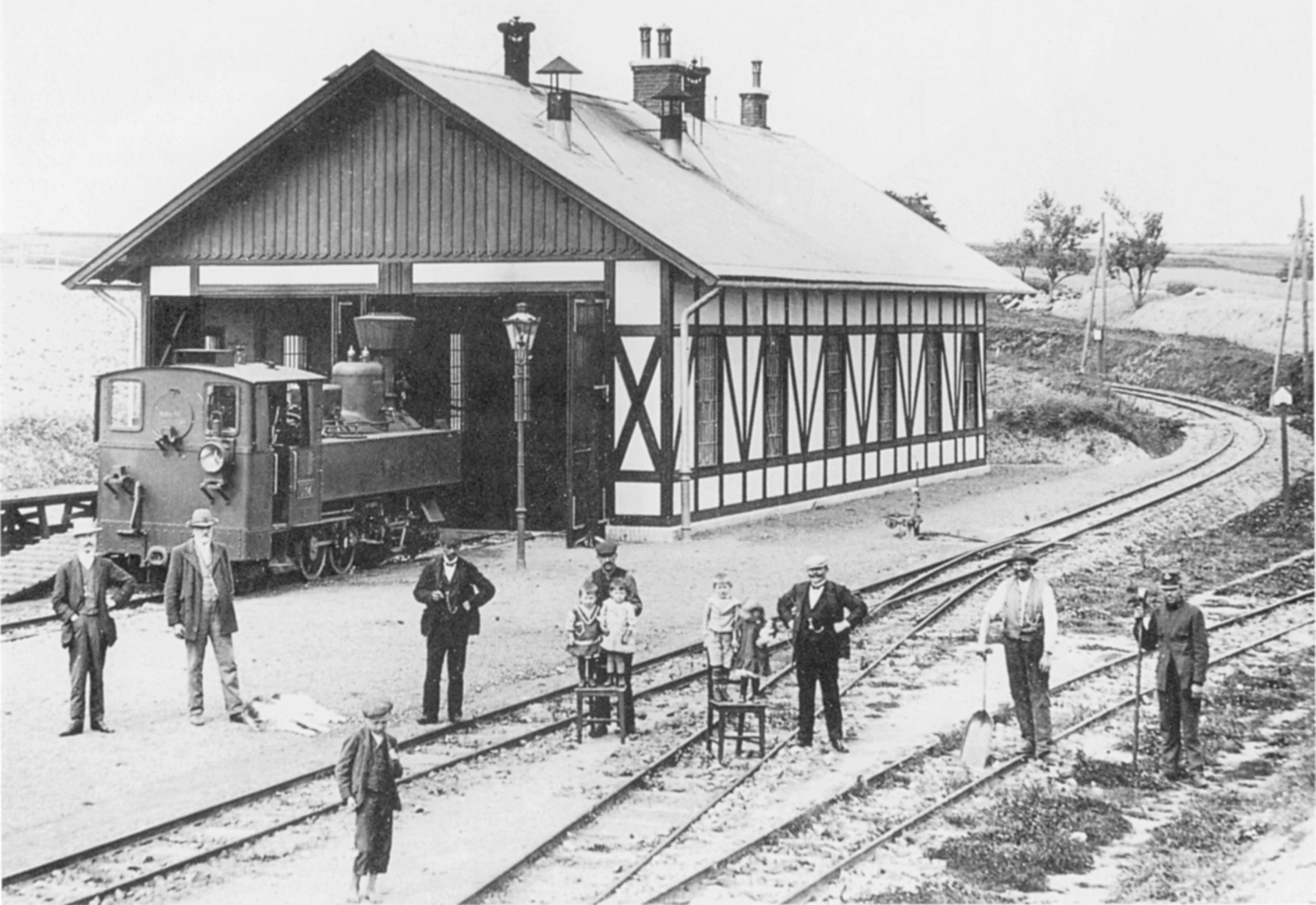
Heizhaus Kamenice nad Lipou an der Strecke Jindřichův Hradec–Obrataň (1906)

Im heutigen Tschechien gab und gibt es nur einige wenige Schmalspurbahnen, die mehrheitlich in der bosnischen Spurweite von 760 mm ausgeführt worden waren. Finanzielle Zuschüsse bewilligte der Böhmische Landtag seinerzeit nur für Normalspurbahnen, so dass bei den meisten privaten Lokalbahnen eine schmalspurige Ausführung nicht in Frage kam. Eine Sonderstellung hatten die als Lokalbahn konzessionierten Strecken der Schlesischen Landeseisenbahnen und der Lokalbahn Ostrau–Karwin, die im Mährisch-Schlesischen Industriegebiet ein ausgedehntes, elektrifiziertes Netz mit einer Spurweite von 760 mm bildeten.
Erhalten sind heute noch die Strecken Jindřichův Hradec–Nová Bystřice, Jindřichův Hradec–Obrataň und Třemešná ve Slezsku–Osoblaha, die alle nach wie vor im regulären Schienenpersonennahverkehr betrieben werden. Darüber hinaus existierten noch einige schmalspurige Industriebahnen in verschiedenen Spurweiten.
Als Verbindung zur mit 750 mm Spurweite ausgeführten sächsischen Strecke Zittau–Reichenau–Hermsdorf errichteten die Friedländer Bezirksbahnen (FrBB) 1899/1900 in Nordböhmen die Strecke Friedland–Hermsdorf ebenfalls mit 750-mm-Spurweite. An diese zuletzt von den ČSD betriebene Strecke erinnert in Frydlant ein Eisenbahnverein.

##### Ukraine
Es gibt drei Schmalspurbahnen (750 mm) für den Personenverkehr in der Ukraine: Borschawatalbahn in Transkarpatien, Bahnstrecke Antoniwka–Saritschne in der Oblast Riwne, und das Schmalspurnetz Hajworon in den Oblasten Winnyzja und Kirowohrad.
Es gibt Kindereisenbahnen in Dnipro, Donezk, Charkiw, Kiew, Luzk, Lwiw, Riwne und Saporischschja.

##### Ungarn

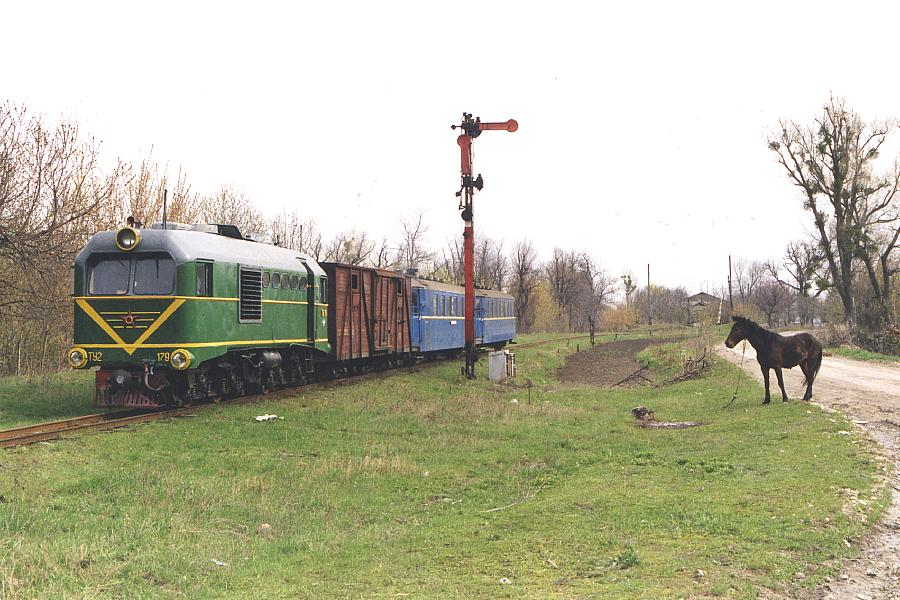
Diesellokomotive auf dem Schmalspurnetz Hajworon in der Ukraine

Die meisten öffentlichen ungarischen Schmalspurbahnen hatten eine Spurweite von 760 mm, die touristische Nutzung einiger noch existierender Reststrecken gewinnt an Bedeutung. In mehreren Regionen bestanden ausgedehnte Wirtschaftsbahn- oder Waldbahnnetze mit Spurweite 600 mm oder 760 mm.

##### Vereinigtes Königreich

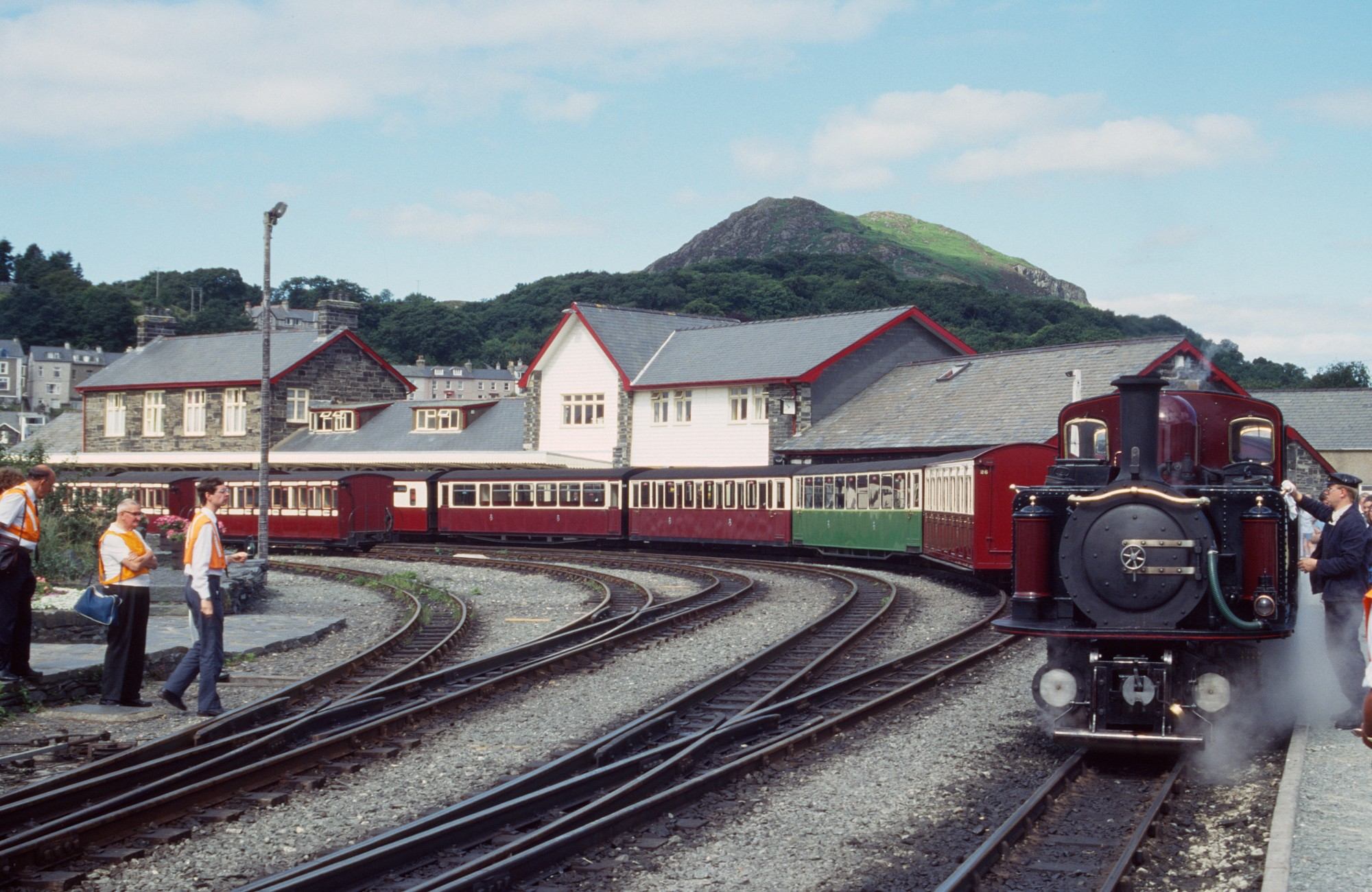
Hafenbahnhof von Porthmadog der Ffestiniog Railway im Jahr 1994

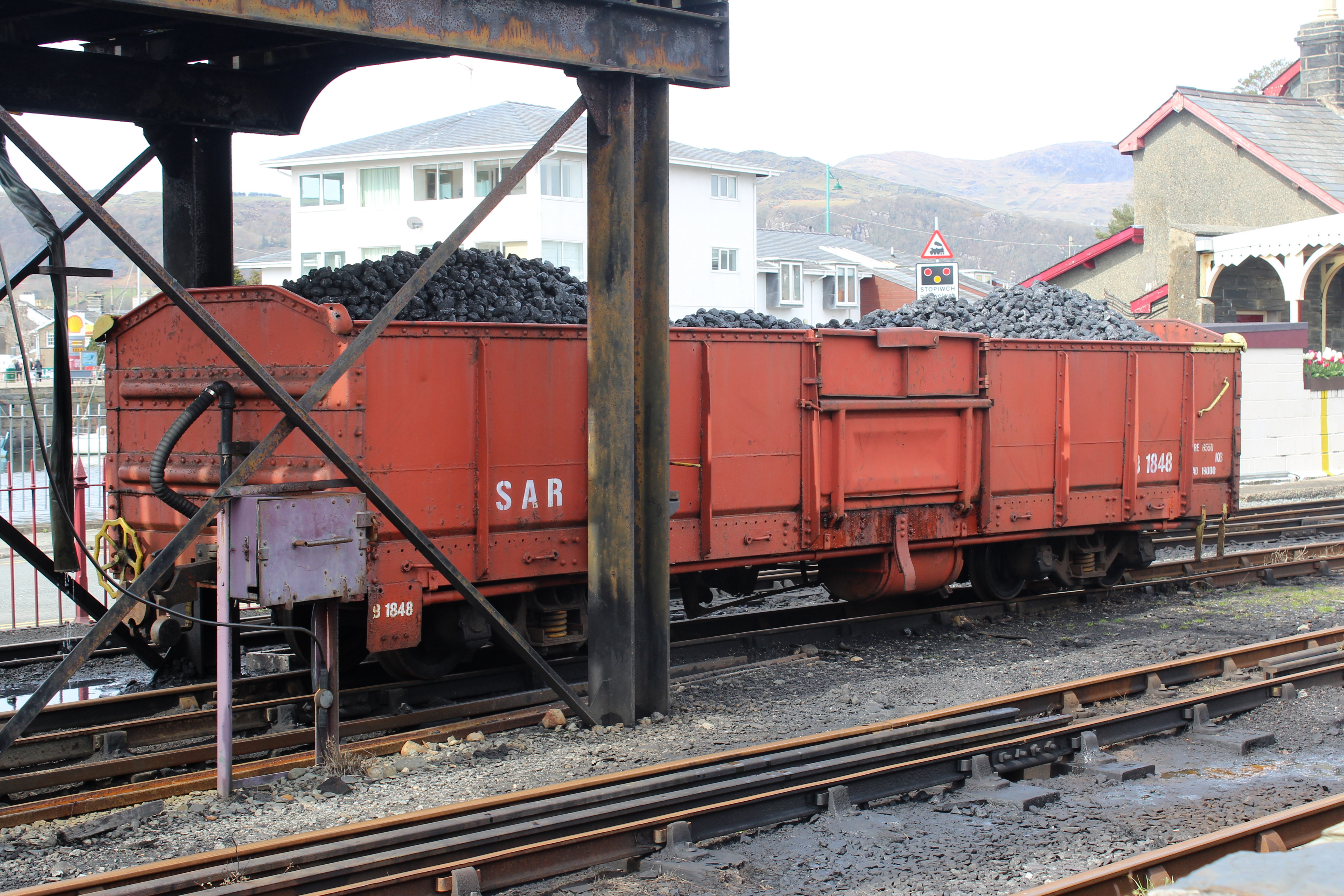
6,5-t-Kohlenwagen der Ffestiniog Railway. Dieser Wagen wurde 2013 aus Südafrika eingeführt und hat noch die Farbe der SAR.

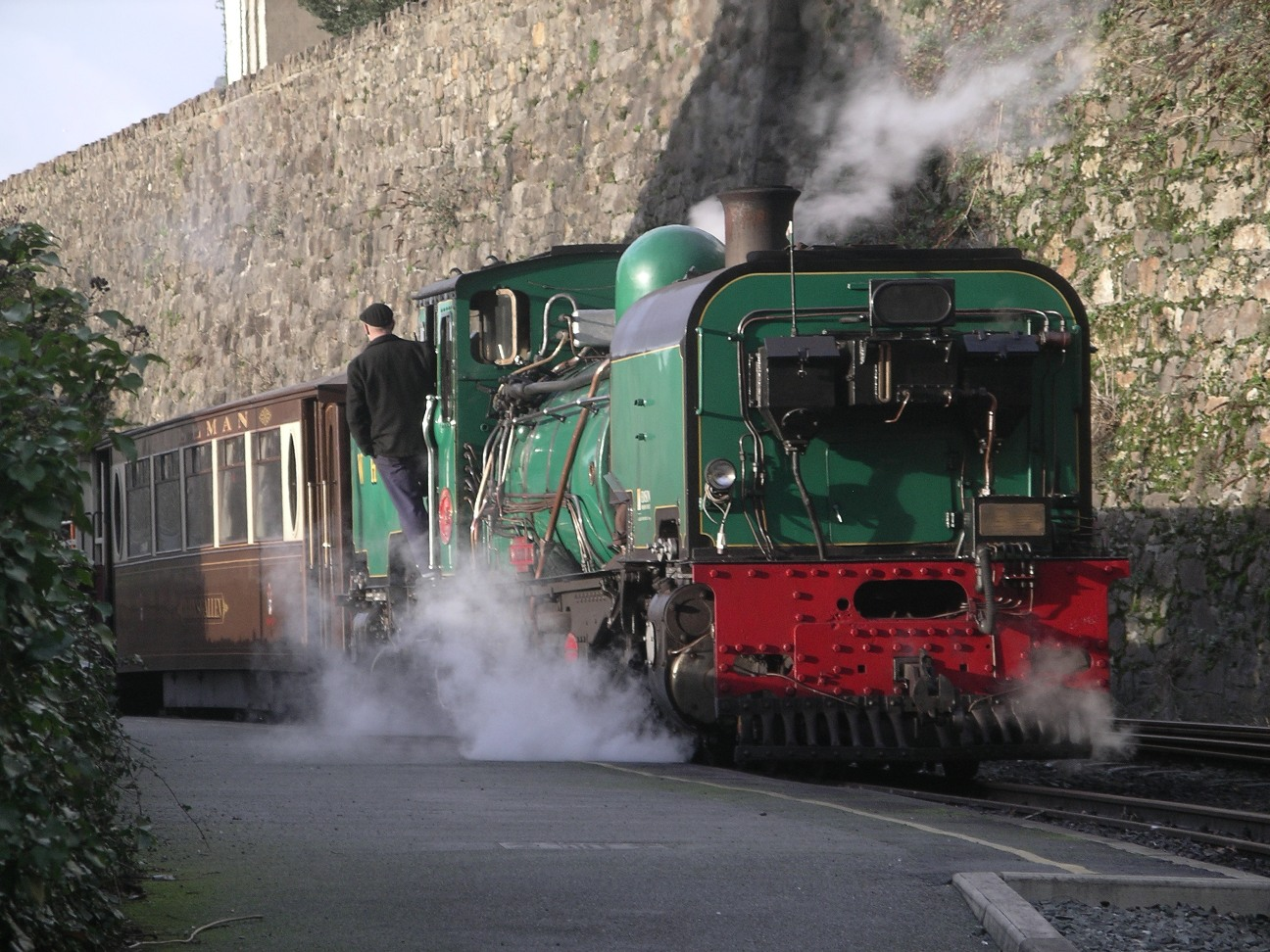
Zug der Welsh Highland Railway mit 610 mm Spurweite. Die Garratt-Lokomotive SAR-Klasse NGG 16 wurde 1997 aus Südafrika importiert.

Ausgehend von schmalspurigen Grubenbahnen mit Spurweiten in einem Bereich zwischen etwa 2 und 3 Fuß entstanden Verbindungsbahnen zur „großen“ Eisenbahn oder zu Häfen, die praktischerweise in der Spurweite der angeschlossenen Gruben oder Steinbrüche ausgeführt waren. Zu den frühesten gehörte die 1828 eröffnete und heute verschwundene Nantlle Railway zwischen einigen Schiefersteinbrüchen im Nantlle-Tal und dem Hafen von Caernarfon in Wales. Sie hatte eine Spurweite von drei Fuß (1067 mm) und wurde bis zu ihrer Einstellung in den 1960er-Jahren mit Pferden betrieben. Die 1832 eröffnete Ffestiniog Railway zwischen Blaenau Ffestiniog und Porthmadog war wie die angeschlossenen Schiefersteinbrüche in einer Spurweite von knapp unter zwei Fuß ausgeführt (597 mm). Auf dieser Bahn wurden 1863 erstmals erfolgreich Schmalspur-Dampflokomotiven eingesetzt. Die dampfbetriebene Ffestiniog Railway war ein großer Erfolg und wurde deshalb zum Vorbild für weitere Zwei-Fuß-Schmalspurbahnen, z. B. Welsh Highland Railway, Vale of Rheidol Railway und Lynton and Barnstaple Railway in Großbritannien und schließlich auch im südlichen Afrika und Indien (Darjeeling Himalayan Railway).
Die Talyllyn Railway gilt als erste britische Schmalspurbahn, die auch Passagiere befördern durfte und wurde 1951 die weltweit erste von Freiwilligen betriebene Museumsbahn. Die Spurweite von 2,25 Fuß (686 mm) konnte sich jedoch nicht durchsetzen; man findet sie sonst nur noch bei der in der Nähe liegenden Corris Railway. Auch die 2,5-Fuß-Spurweite (762 mm) der Welshpool and Llanfair Light Railway ist in Großbritannien vergleichsweise selten.
Die 1896 eröffnete Glasgow Subway ist in der ungewöhnlichen Spurweite von vier Fuß (1219 mm) gebaut. Sie wird heute als einzige moderne Schmalspurbahn in Großbritannien betrieben. Viele andere Schmalspurbahnen sind als Museumsbahnen erhalten geblieben oder neu auf der Trasse stillgelegter Normalspurbahnen gebaut worden. Die Ffestiniog Railway bildet zusammen mit der wiederaufgebauten Welsh Highland Railway das mit 64 km Länge größte zusammenhängende Schmalspursystem in Großbritannien.
Die Greig & Beadon’s Patent Light Railway war ein britisches Patent.

##### Zypern
Auf der Insel Zypern bestand von 1904 bis 1951 die schmalspurige, staatliche Eisenbahnlinie Cyprus Government Railway vom Hafen Famagusta über Nikosia bis zum Hafen von Morphou. Die Spurweite betrug 762 mm (2′ 6″). Zudem bestand mit gleicher Spurweite die Cyprus Mines Corporation Mineral Railway. Diese Strecke wurde spätestens nach der türkischen Invasion im Norden der Insel 1974 eingestellt.

### Afrika (nach Spurweiten)

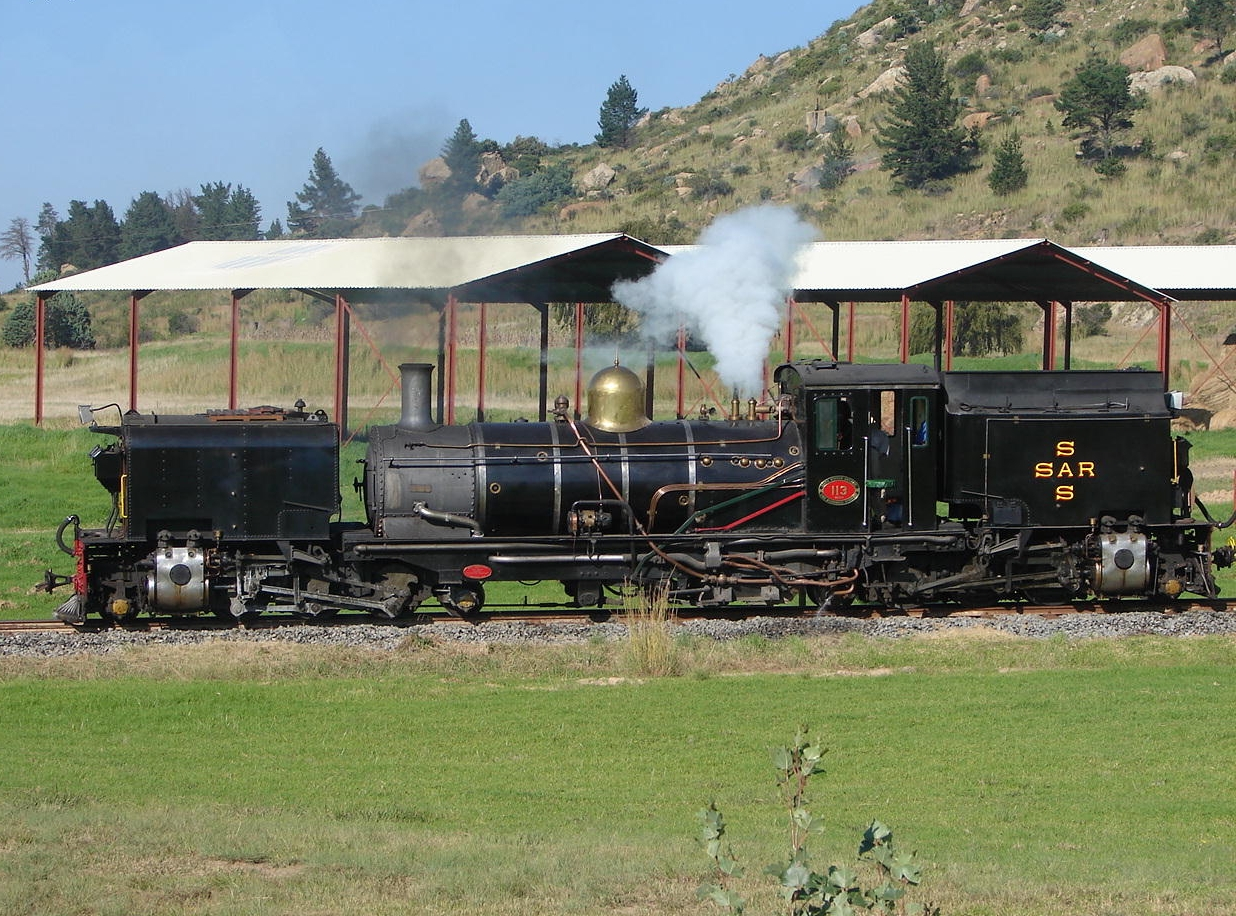
Garratt-Dampflokomotive der South African Railways. Garratt-Lokomotiven waren auf den Schmalspurstrecken im südlichen Afrika weit verbreitet. Ihr tiefer Schwerpunkt, auch bei einem großen Kessel, ist wegen der Kippgefahr im Schmalspurbetrieb vorteilhaft.

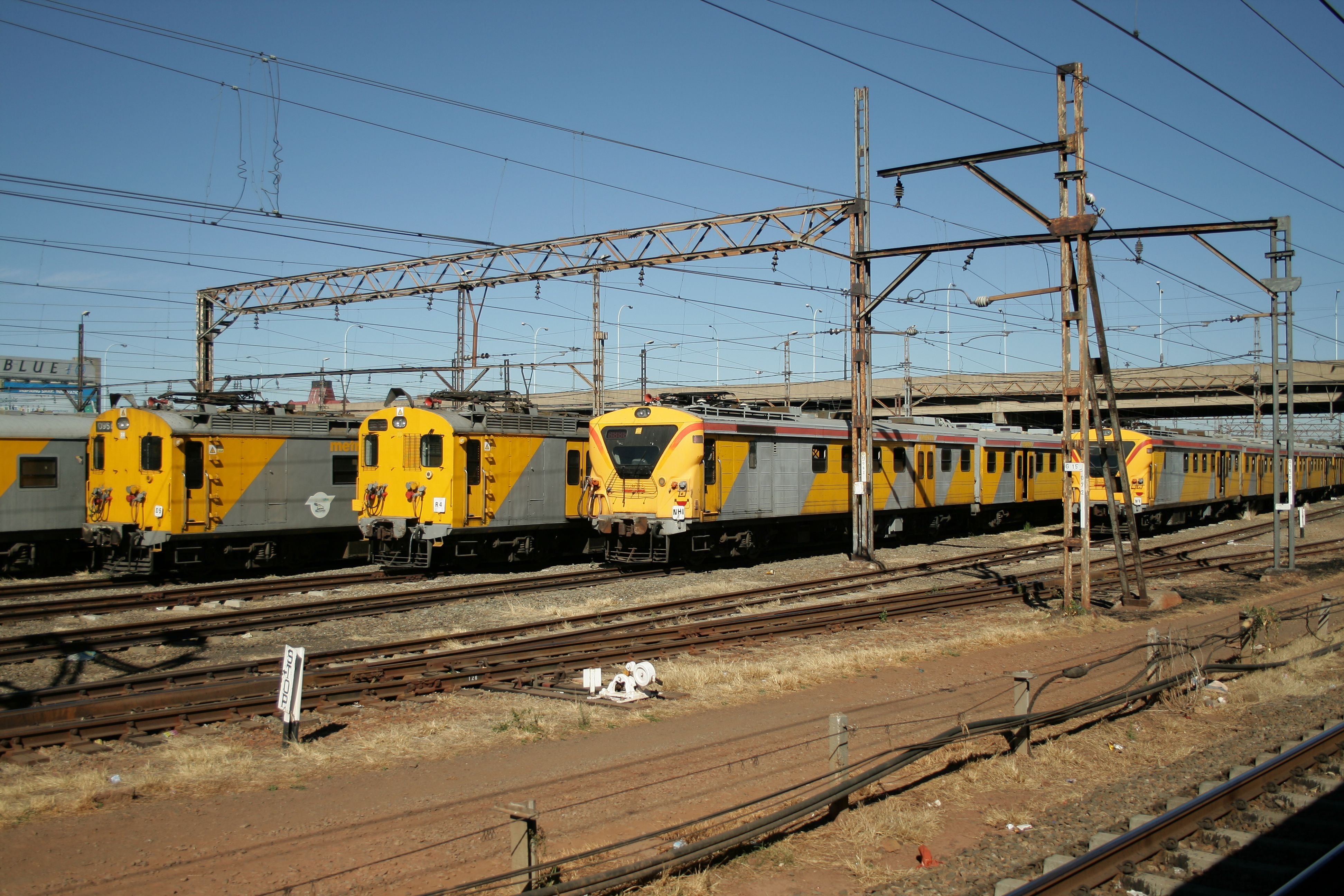
Kapspur-Züge der Metrorail Gauteng auf einem Abstellfeld bei Johannesburg.

Schmalspurbahnen sind in Afrika weit verbreitet und wurden dort von den jeweiligen Kolonialmächten erbaut. Im Südlichen Afrika ist die Kapspur (1067 mm, 3,5 Fuß) die vorherrschende Spurweite, in der ein hochwertiges Streckennetz errichtet wurde. Nebenstrecken wurden häufig in der Spurweite 610 mm errichtet; die Strecke von Port Elizabeth nach Avontuur ist mit 283 km die weltweit längste Strecke dieser Spurweite.

#### Kapspur
Im Südlichen Afrika von der Demokratischen Republik Kongo bis nach Südafrika und Daressalam in Tansania besteht ein zusammenhängendes Kapspurnetz.

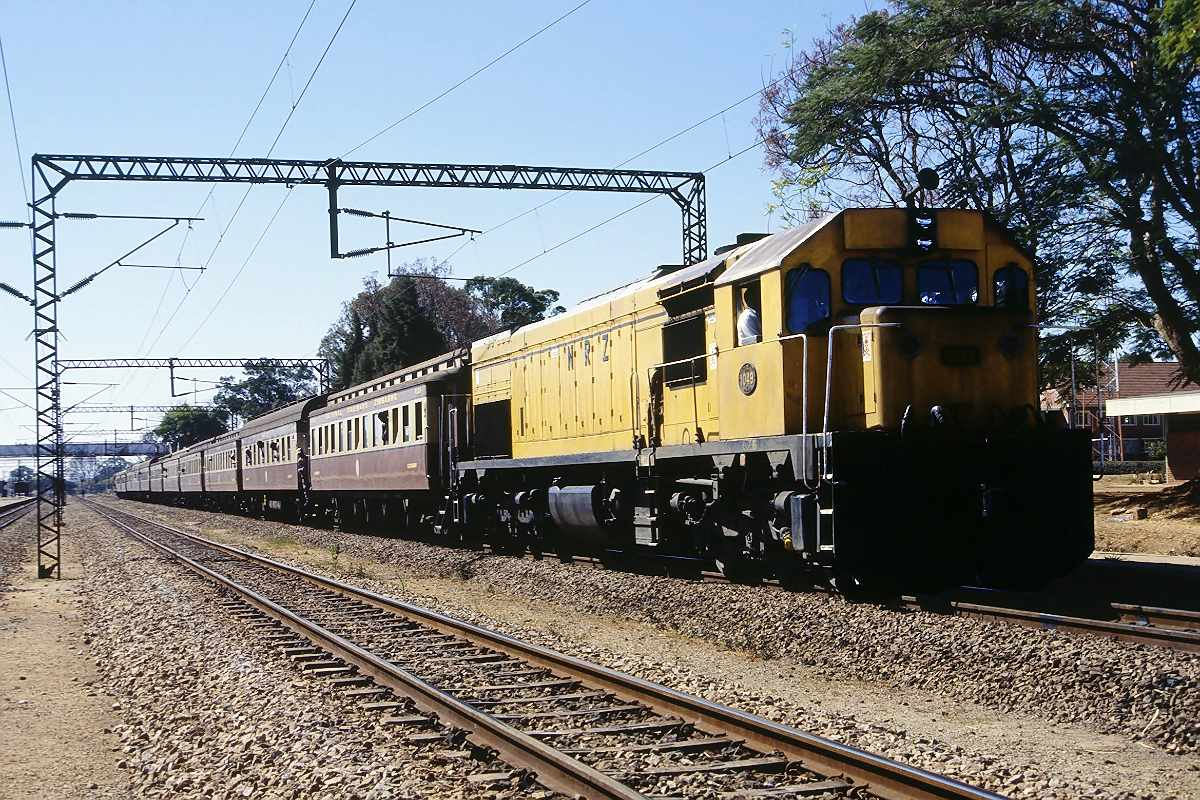
Personenzug mit EMD-Diesellokomotive in Simbabwe im Jahr 1990

Südafrika hat mit rund 20 000 Kilometer Kapspur das längste Schmalspurnetz der Erde. Daneben gab es 2008 122 Kilometer 750-Millimeter-Bahnen und 314 Kilometer 610-mm-Bahnen. Neben dem Güterverkehr spielt der Vorortverkehr in den Ballungsräumen eine wichtige Rolle. Daneben gibt es Fernzüge – meistens unter der Bezeichnung Shosholoza Meyl – mit teilweise langen Laufwegen. Lesotho verfügt lediglich über eine 1,6 Kilometer lange Anbindung der Hauptstadt Maseru an das Streckennetz Südafrikas. Der Schienenverkehr von Eswatini verfügt über eine West-Ost-Strecke und eine Nord-Süd-Strecke für den Güterverkehr, die mit Südafrika und Mosambik verbunden sind. In Mosambik bestehen mehrere voneinander unabhängige Teilnetze in Kapspur. Die Verbindung der Eisenbahnnetze von Beira und Nacala erfolgt über Malawi. Seit 2004 wird der Betrieb in Mosambik international ausgeschrieben. Es findet vor allem Güterverkehr von und zu den Häfen am Indischen Ozean statt.

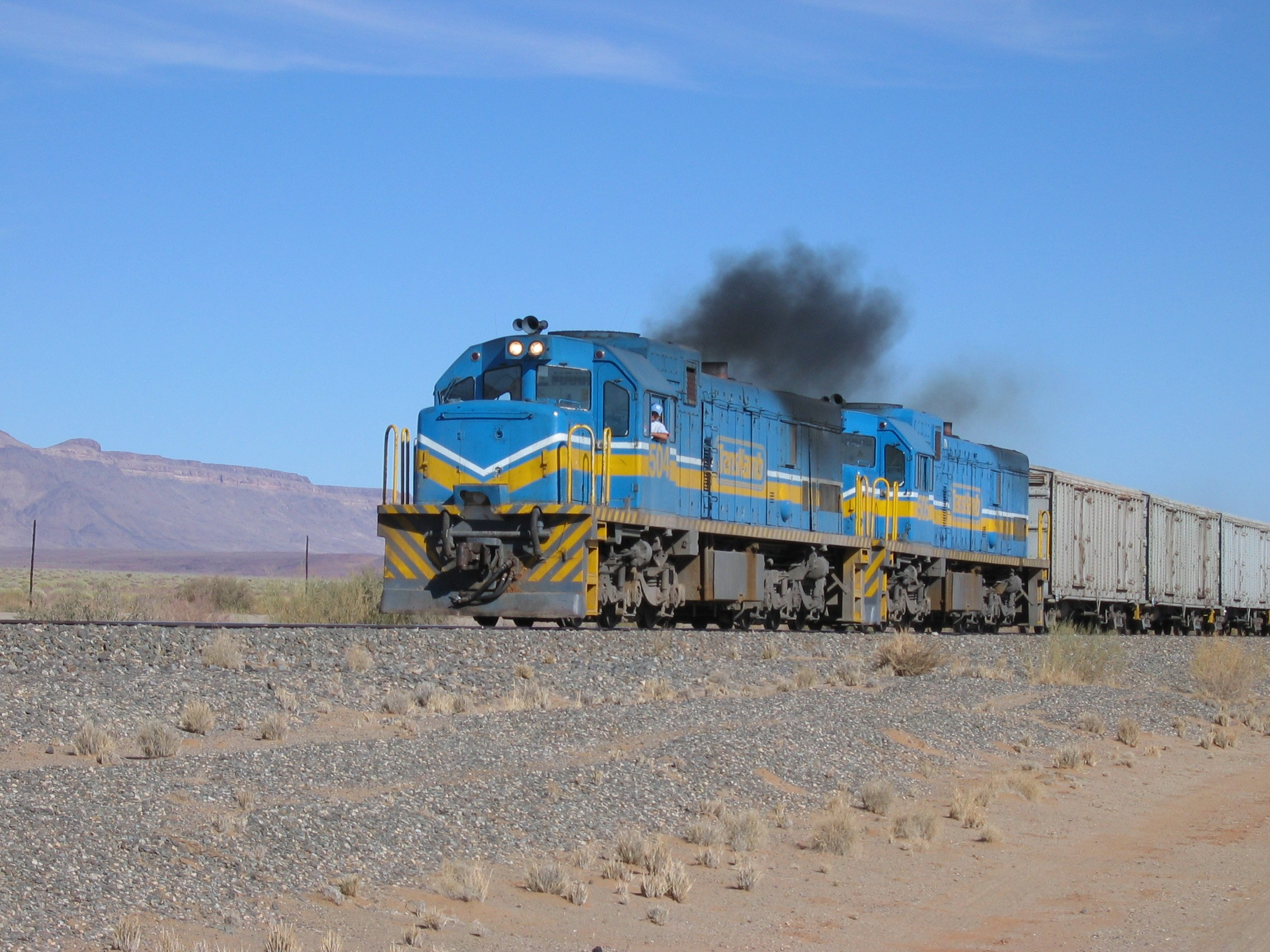
Güterzug der TransNamib mit den Karasbergen im Hintergrund

Alle heute noch betriebenen Strecken in Simbabwe sind in der im südlichen Afrika üblichen Kapspur gebaut. Betreiber der meisten Strecken sind die staatlichen NRZ. Durch die Wirtschaftskrise in Simbabwe ist der Eisenbahnbetrieb der NRZ stark eingeschränkt. Botswana ist über die von den Botswana Railways betriebenen Nord-Süd-Verbindung in Kapspur mit Südafrika und Simbabwe verbunden. Etwas mehr als die Hälfte des Güterverkehrs in Sambia dient dem Abtransport der Kupfererze aus der Bergbauregion Copperbelt. Auf der 1976 eröffneten TAZARA-Strecke nach Daressalam in Tansania herrscht nur wenig Verkehr, weil der Hafen von Daressalam nicht effizient funktioniert. Die aus politischen Gründen gebaute Strecke sollte die Abhängigkeit Sambias von Südafrika und Simbabwe vermindern.
Das weitmaschige Kapspurnetz Namibias wird von TransNamib betrieben, wobei vor allem die Güterbeförderung eine Rolle spielt. Seit Mitte der 1990er Jahre werden zahlreiche der mehr als 100 Jahre alten Streckenabschnitte saniert. Die von den Caminhos de Ferro de Angola betriebenen Bahnlinien Angolas wurden zum großen Teil in Kapspur erstellt und werden für Güter- und Personenverkehr genutzt. Die im angolanischen Bürgerkrieg zerstörte Benguelabahn wurde 2015 wiedereröffnet. Der Schienenverkehr in der Demokratischen Republik Kongo wird von der SNCC betrieben und findet auf mehreren voneinander unabhängigen Eisenbahnnetzen mit unterschiedlichen Spurweiten statt. Die Bahnen werden in erster Linie für den Abtransport von Bergbauprodukten genutzt. Das Südnetz in Kapspur ist an die aus Angola kommende Benguelabahn angeschlossen.
In weiteren Staaten bestehen isolierte Kapspurstrecken. Das von der Nigerian Railway Corporation betriebene Schienennetz in Nigeria beläuft sich auf 3505 Kilometer und befindet sich in einer guten Verfassung. Die Regierung will alle Hauptstrecken auf Normalspur umstellen. Die Kongo-Ozean-Bahn ist eine 510 Kilometer lange Kapspurstrecke in der Republik Kongo, eine Zweigstrecke führt an die Grenze zu Gabun. Die gesamte Strecke der Kongo-Ozean-Bahn ist in schlechtem Zustand. Der Unterhalt des Schienennetzes in Ghana wurde in den letzten Jahren stark vernachlässigt, so dass 2006 nur noch die Strecke zwischen Kumasi und Sekondi-Takoradi regelmäßig befahren wurde. Es gibt Planungen, das Schienennetz auf Normalspur umzubauen und zu erweitern. Der Bahnverkehr im Sudan und im Südsudan wurde durch den Straßenverkehr abgelöst und besitzt seit den 1990er Jahren nur noch eine untergeordnete Bedeutung. In Sierra Leone betreibt die Bergbaugesellschaft African Minerals eine Bahn für den Rohstoffstransport. Die Beförderung von Eisenerz auf der Mano-River-Railway in Liberia wurde wegen des Liberianischen Bürgerkriegs eingestellt.

#### Meterspur

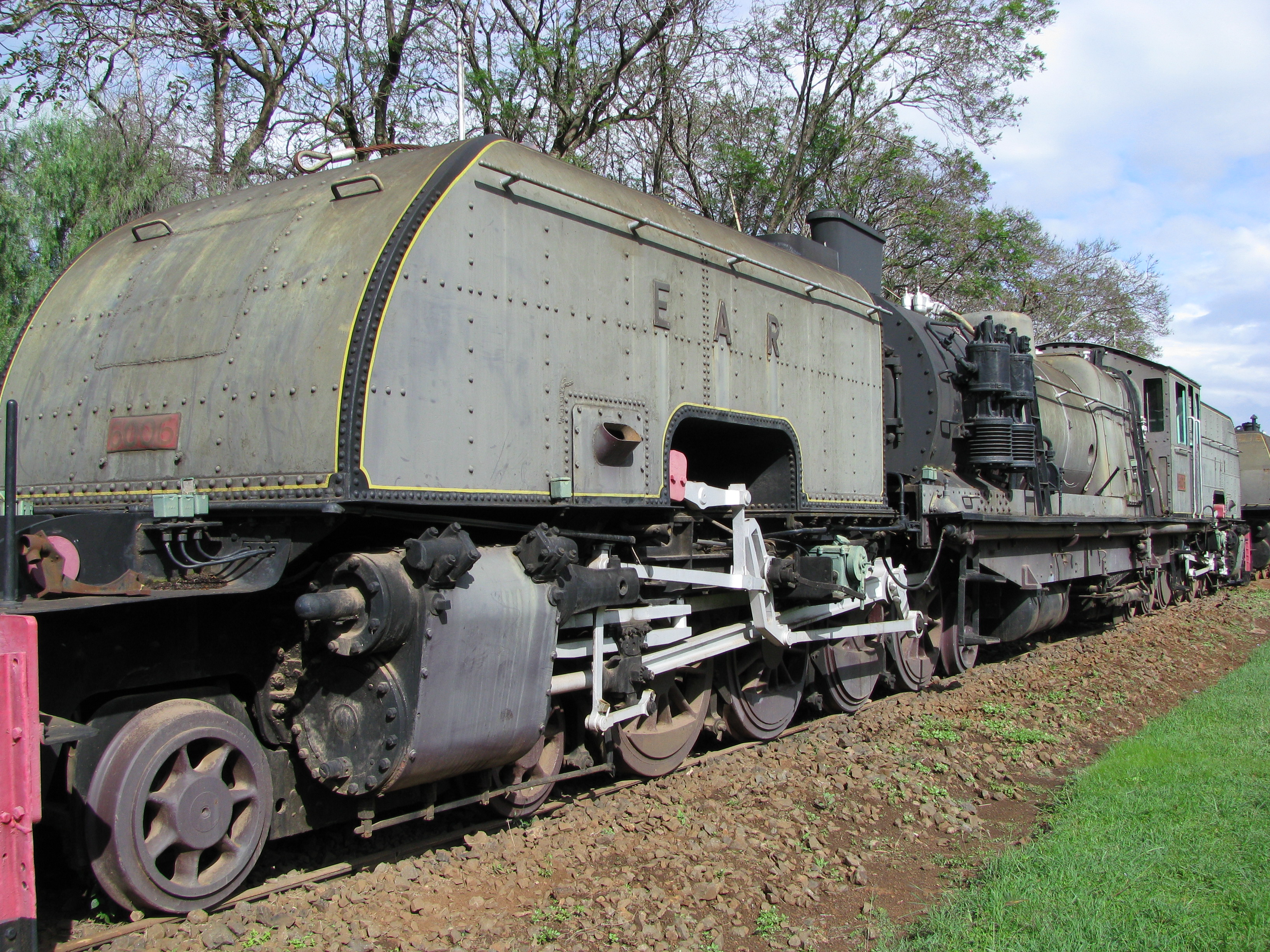
Bei den ehemaligen East African Railways fuhr die größte Meterspurlokomotive der Welt, die Klasse 59, eine Garratt-Gelenklokomotive.

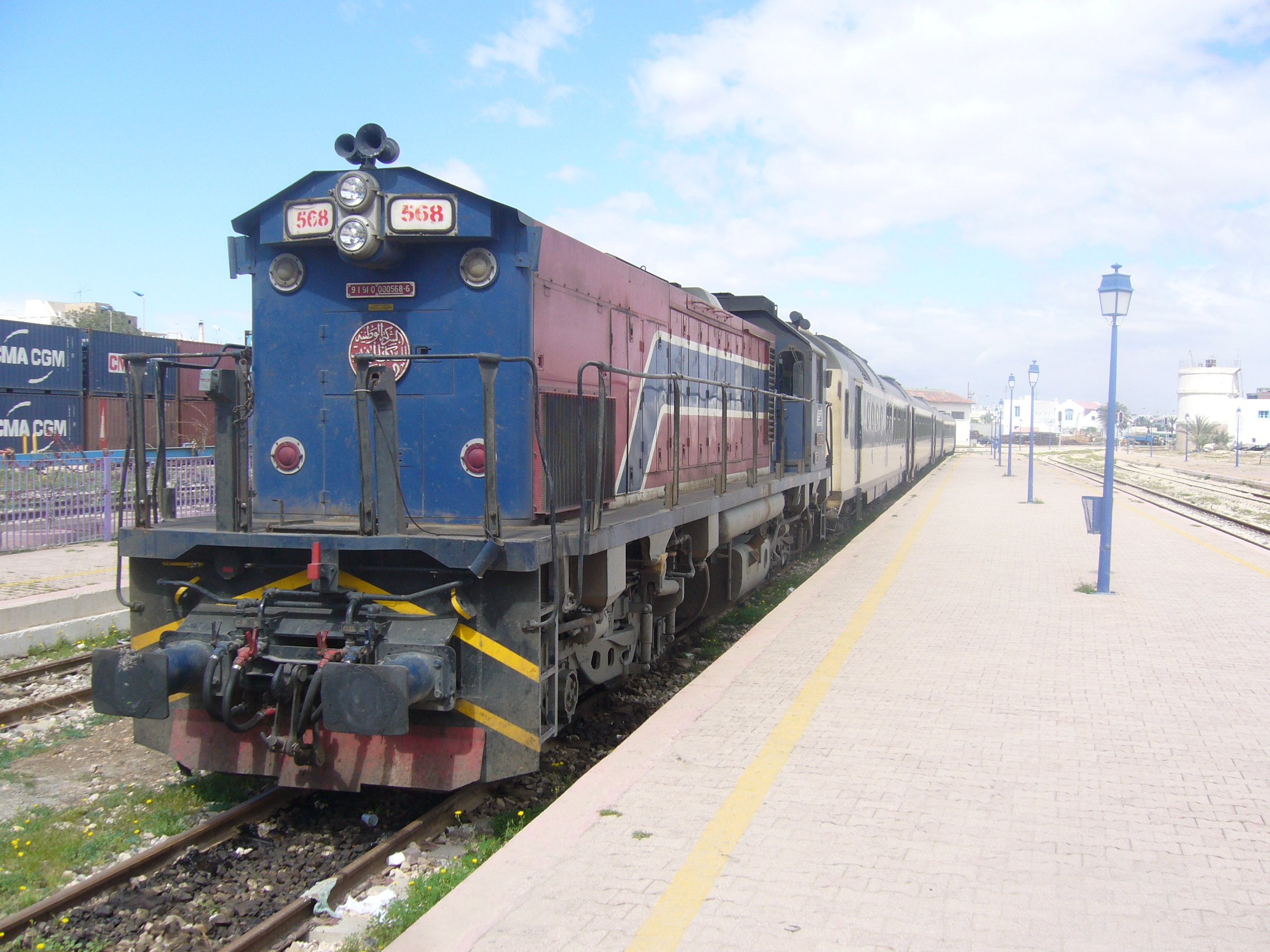
Dieselzug auf Meterspur im tunesischen Bahnhof Sfax

In Tunesien besteht ein Großteil des von den tunesischen Staatsbahnen SNCFT betriebenen Netzes aus Meterspurstrecken, unter anderem die Bahnstrecke Tunis–Sfax, die die Hauptachse im Nord–Süd-Verkehr ist. Mit Diesellokomotiven bespannte Personenzüge verkehren mit bis zu 130 km/h, was wahrscheinlich einem Rekord für Meterspur entspricht.
Ein zusammenhängendes Meterspurnetz gibt es in Tansania, Kenia und Uganda. Die Uganda-Bahn, die Mombasa in Kenia über Nairobi und Kampala mit Kasese in Uganda verband, ist noch bis Kampala in Betrieb. Ein grenzüberschreitender Verkehr von Tansania nach Uganda (Trajekt von Mwanza) und nach Kenia findet wegen politischer Differenzen und Unruhen seit Jahrzehnten nicht mehr statt.

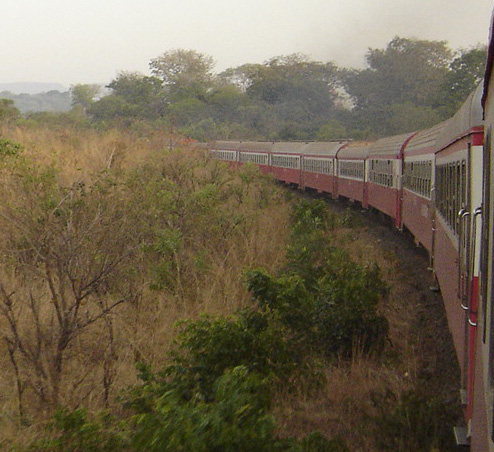
Nachtzug auf der Bahnstrecke Douala–Ngaoundéré in Kamerun

Die Abidjan-Niger-Bahn verbindet Abidjan in der Elfenbeinküste mit Ouagadougou in Burkina Faso. Die Bahnstrecke, auf der täglich Güter- und Personenzüge verkehren, ist eine der wichtigsten Lebensadern des Binnenstaates Burkina Faso.
Die Nord-Süd-Strecke in Benin wird seit 2014 nach Norden verlängert, um sie mit der seit kurzem bestehenden Strecke in Niger zu verbinden. Außerdem gab es in Benin früher zwei Schmalspurbahnen mit einer Spurweite von 600 mm. In Niger gab es bis 2009 gar keine Eisenbahn und inzwischen eine Neubaustrecke mit 140 Kilometer Länge.
Die Bahnen Kameruns werden sowohl im Personen- als auch im Güterverkehr betrieben. Es besteht eine Nachtzugverbindung mit Schlafwagen zwischen Jaunde und Ngaundere. Das Bahnnetz besitzt keine Verbindung zu benachbarten Staaten. Das Schienenverkehrsnetz in Guinea besteht aus normal- und meterspurigen Stichbahnen, die von der Küste ins Landesinnere führen. Die fortschreitende Erschließung der Rohstoffvorkommen führt zu einer Wiederbelebung der Eisenbahn in Guinea. Sanierungsbedürftig ist die Bahnstrecke Dakar–Niger, die Dakar in Senegal mit Koulikoro in Mali verbindet. Auch in Madagaskar sind seit der Unabhängigkeit die dortigen vier Meterspurlinien in einem schlechten Zustand.
Nach dem Verfall der Meterspurstrecke von Addis Abeba–Dschibuti verlor das Binnenland Äthiopien den Zugang zu den Seehäfen in Dschibuti. Die Bahnstrecke wird zurzeit in Normalspur neu aufgebaut. Vom Bahnnetz in Togo ist nur noch ein kleiner Teil in Betrieb. Der Schienenverkehr auf Réunion wurde aufgegeben, das Streckennetz ist aber größtenteils noch vorhanden.

#### Weitere Spurweiten

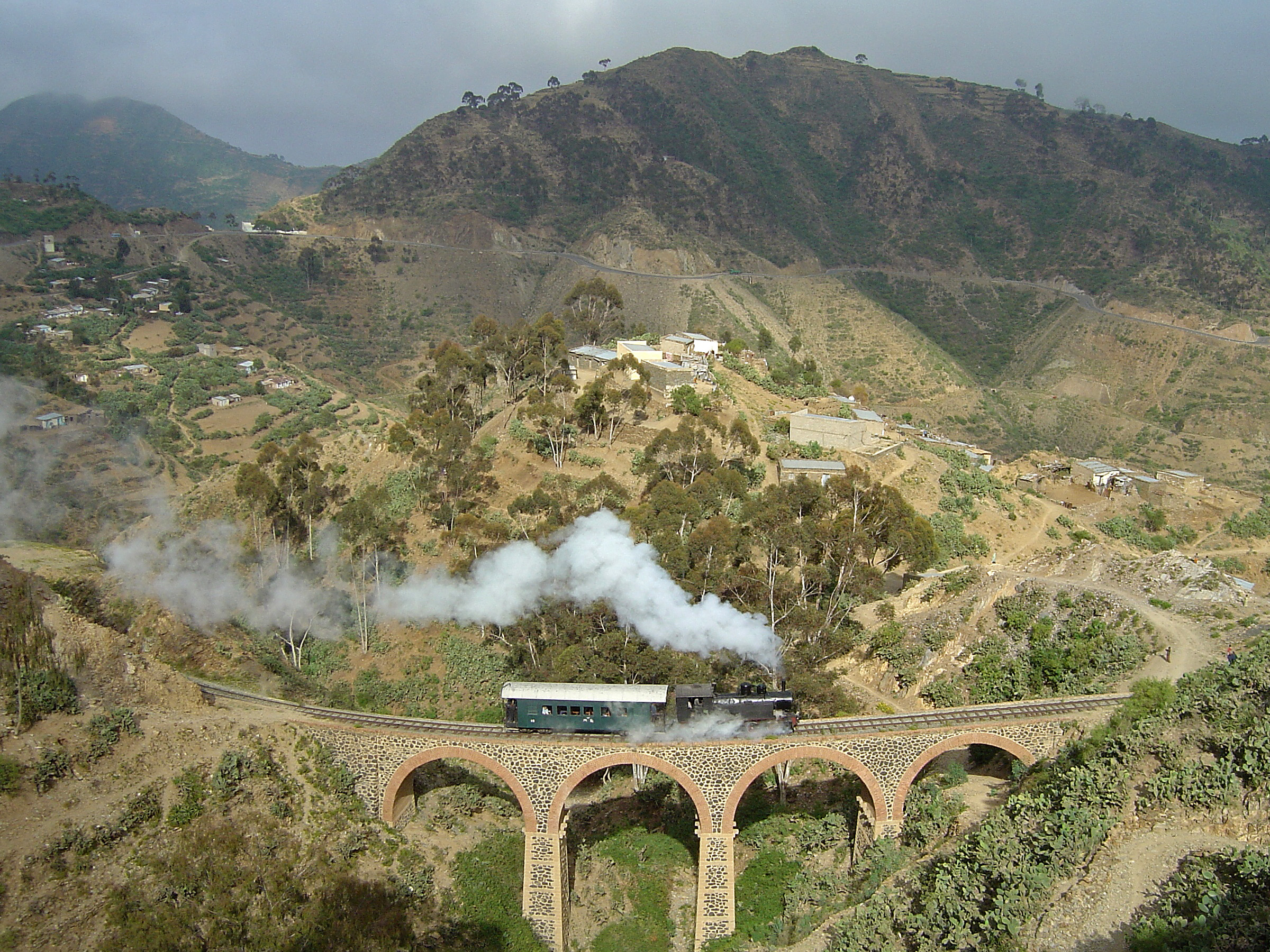
Eritreische Eisenbahn in italienischer Meterspur

Etwa ein Fünftel des Schienennetzes in Algerien, das von der SNTF betrieben wird, besteht aus Strecken mit 1050 mm Spurweite. Neben den beiden Hauptspurweiten, Normalspur und 1055 mm, entstanden im Laufe der Zeit Eisenbahnen in den Spurweiten 1000 mm, 800 mm, 750 mm und 600 mm, die inzwischen stillgelegt oder umgespurt wurden.
Im Sudan liegen 1400 Kilometer 600-mm-Gleise in Baumwollplantagen. Die Bahnstrecke Massaua–Biscia in Eritrea mit 950 mm Spurweite wird derzeit nur für touristische Zwecke genutzt. 1974 wurde der öffentliche Schienenverkehr in Sierra Leone auf einer Spurweite von 762 mm eingestellt. Der Eisenbahnbetrieb in Somalia auf drei unterschiedlichen Spurweiten wurde während des Zweiten Weltkriegs aufgegeben. In der Zentralafrikanischen Republik war bis um 1960 eine kurze Bahnstrecke mit 600 mm Spurweite in Betrieb. Der Schienenverkehr in Ruanda bestand aus lediglich drei werkseigenen Industriebahnen ebenfalls mit 600 mm Spurweite.

### Amerika (nach Spurweiten)
In Südamerika spielt die Meterspur in Argentinien, Bolivien und Brasilien eine wichtige Rolle. Daneben kommen weitere Spurweiten vor.

#### Meterspur

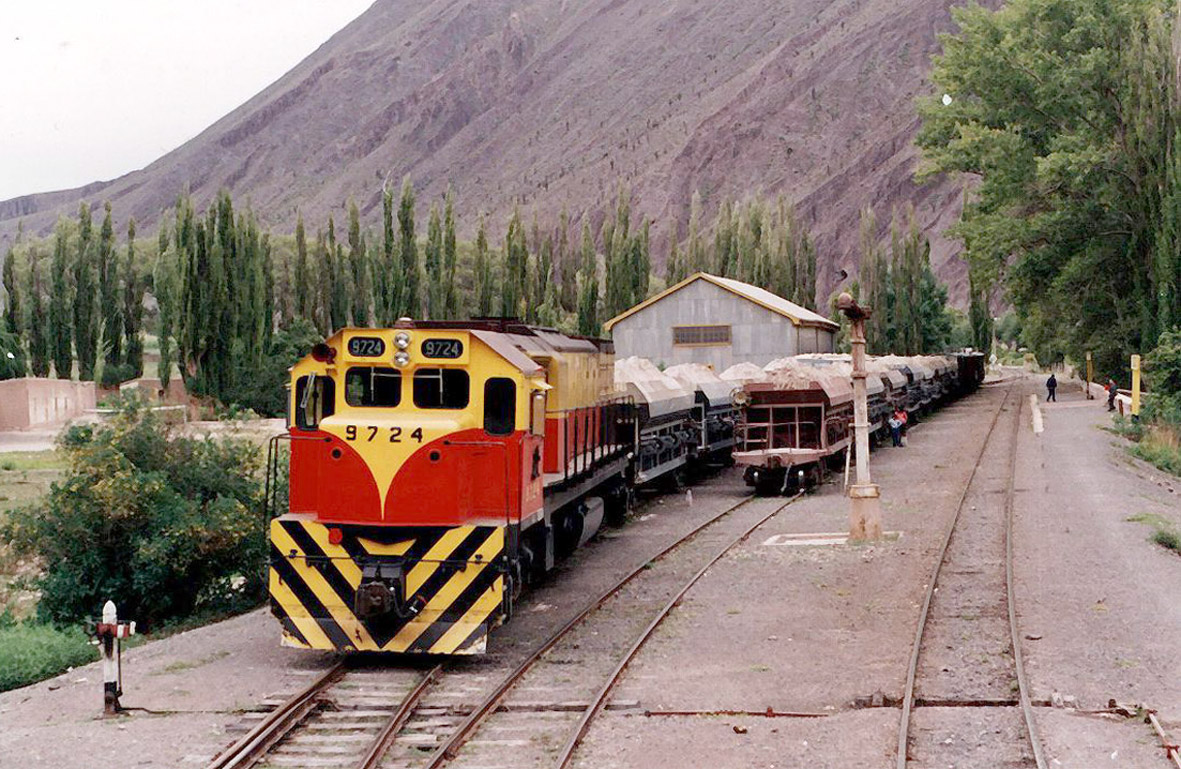
Güterzug auf Meterspur in der argentinischen Provinz Salta

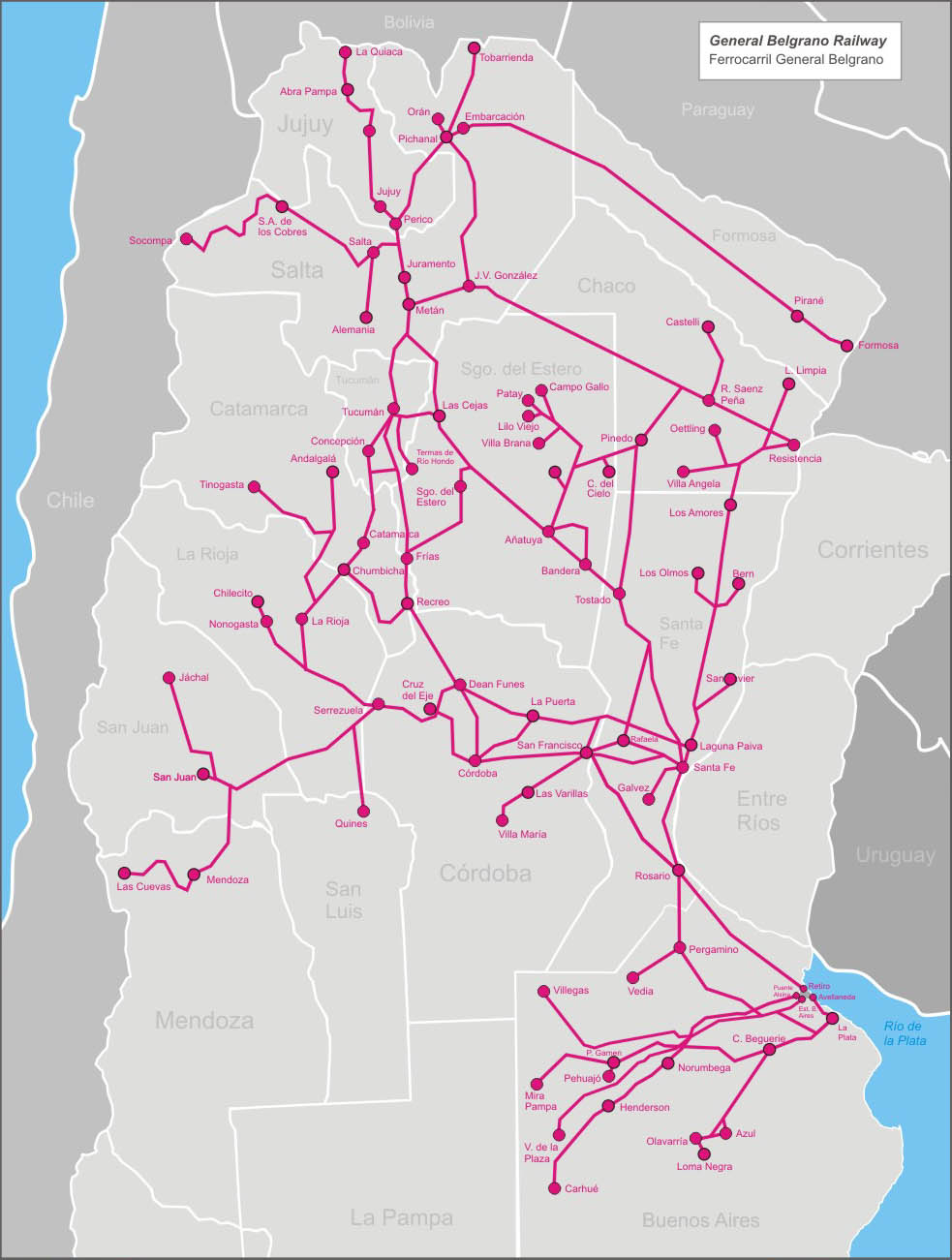
Netz der Belgrano-Bahn

In Argentinien hat das Schienennetz eine Länge von etwa 28 300 Kilometern in den drei Spurweiten 1676 mm, Normal- und Meterspur. Die längste Meterspurbahn ist die General-Manuel-Belgrano-Eisenbahn. Die von Buenos Aires ausgehenden Strecken führen ins Zentrum und in den Norden des Landes und früher bis nach Bolivien. Der Touristenzug Tren a las Nubes stellt die Verbindung nach Chile her. Bis 1984 gab es mit der Transandenbahn eine weitere meterspurige Bahnstrecke mit Zahnstangenabschnitten nach Chile. Im Fernverkehr spielt die Eisenbahn im Personentransport wegen der im Vergleich zu den Überlandbussen geringen Geschwindigkeit kaum noch eine Rolle. Die Touristenbahn FCAF auf Feuerland mit 600 mm Spurweite ist die südlichste Eisenbahn der Welt.

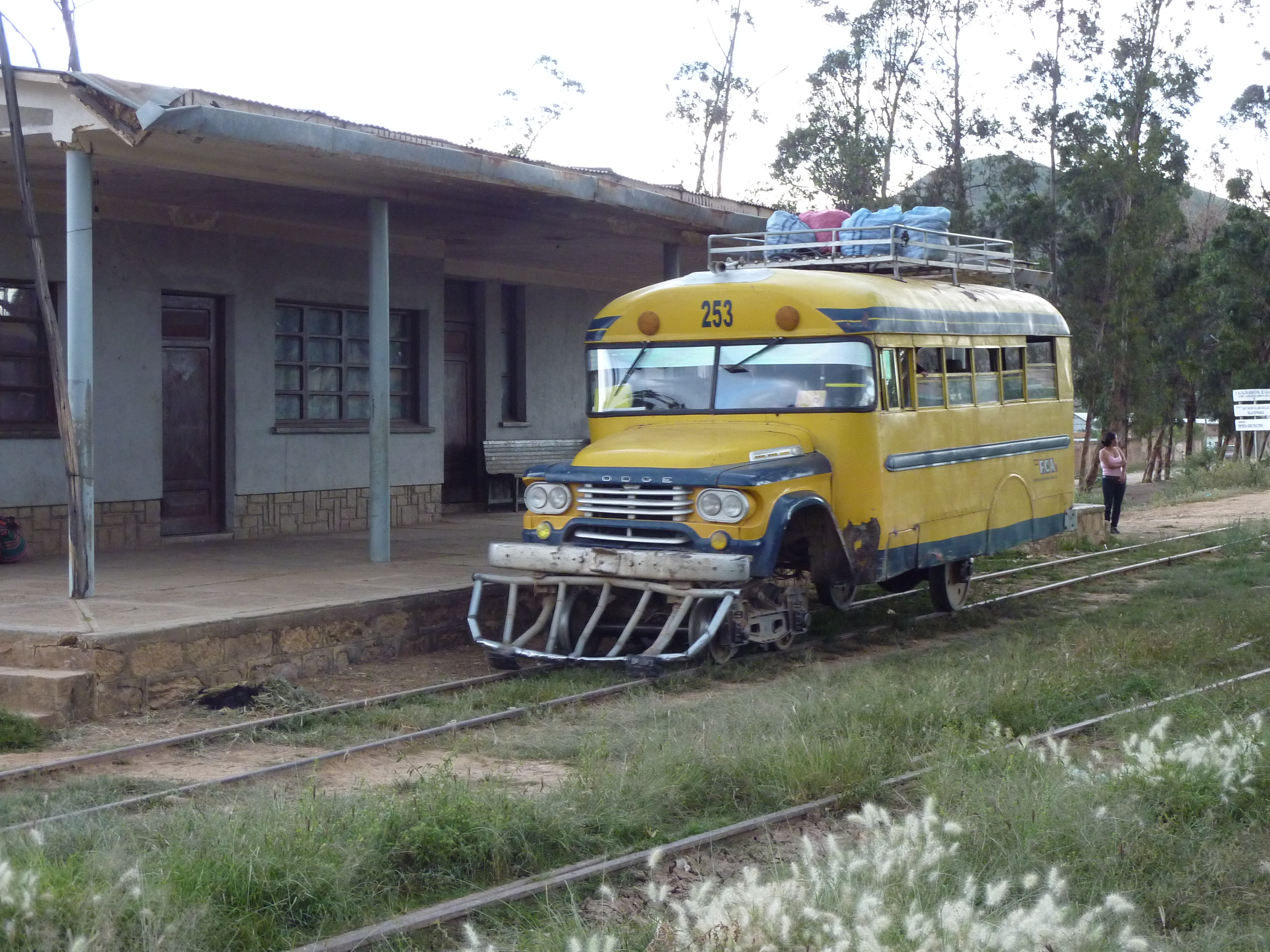
Ferrobús in Bolivien

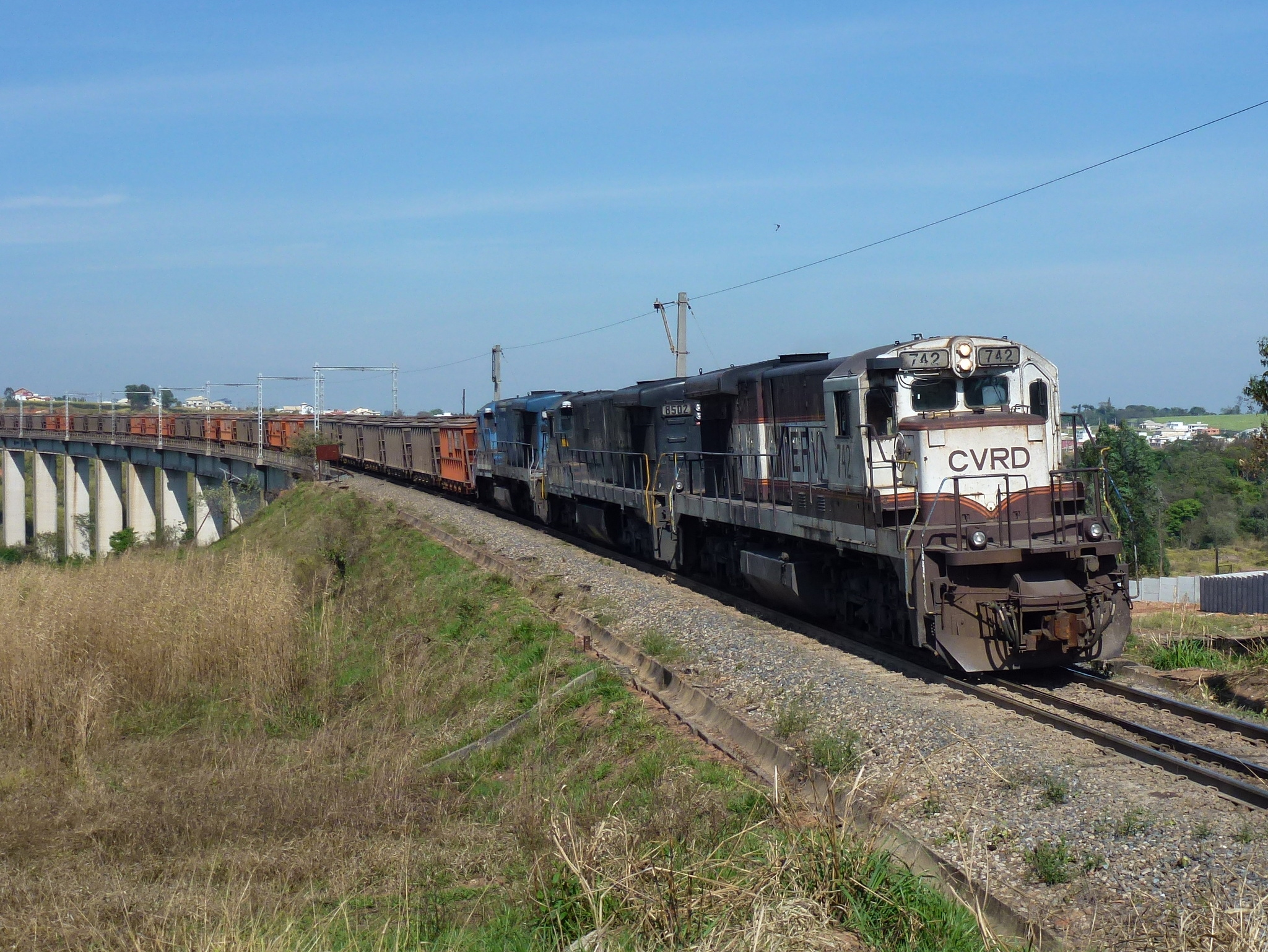
Brasilianische Bergbaugesellschaften sind auf den Bahnverkehr angewiesen. Meterspur-Diesellokomotiven der EFVM vor einem Güterzug.

Das veraltete Eisenbahnnetz in Bolivien umfasst 3700 Kilometer Strecken in Meterspur, ist zweigeteilt und wird von zwei Firmen betrieben, der FCA auf der Hochebene Altiplano und der FOSA im bolivianischen Tiefland. Auf von der Schließung bedrohten Strecken werden Ferrobússe eingesetzt. Die Fahrzeuge wurden ursprünglich für den Straßeneinsatz konzipiert und nachträglich mit einem Schienenfahrwerk versehen. Die Ferrocarril de Antofagasta a Bolivia und die Bahnstrecke Arica–La Paz verbinden Bolivien mit Chile. Das dortige Eisenbahnnetz besteht aufgrund verschiedener Spurweiten aus zwei Teilnetzen. Vom nördlich von Santiago bestehenden 2923 Kilometer langen Meterspurnetz werden 40 Kilometer elektrisch betrieben. Auf diesem Meterspurnetz findet kein Personenverkehr statt.
Das Bahnnetz in Brasilien umfasste 2008 30 247 Kilometer, davon 23 424 Kilometer Meterspur. Weitere Spurweiten sind 600, 760, 1435 und 1600 mm. Das Netz ist im Verhältnis zur Größe des Landes sehr klein und allgemein in einem schlechten Zustand. Passagierverkehr findet kaum noch statt. Der Güterverkehr dagegen nimmt wegen der Überlastung der Straßen in einigen Bereichen wieder zu, insbesondere sind die großen Bergbaugesellschaften auf den Eisenbahnverkehr angewiesen. Von den touristisch genutzten Meterspurbahnen sind die Corcovado-Bergbahn und die Estrada de Ferro Campos do Jordão erwähnenswert.
Nebst dem regulären Normalspurnetz auf Kuba entstand durch den Zuckerrohranbau ein weit verzweigtes Netz an normalspurigen und 160 Kilometer schmalspurige Strecken. Sie dienen dem Transport des frisch geernteten Zuckerrohrs in die Zuckerraffinerien und der Endprodukte zu den Häfen.

#### Andere Spurweiten

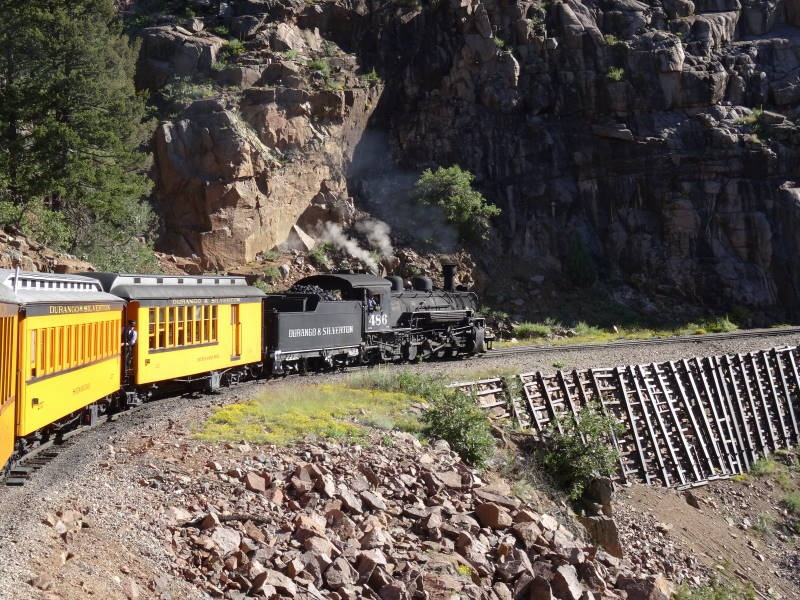
Schmalspur-Museumsbahn Durango and Silverton Narrow Gauge Railroad in den Rocky Mountains im US-Bundesstaat Colorado

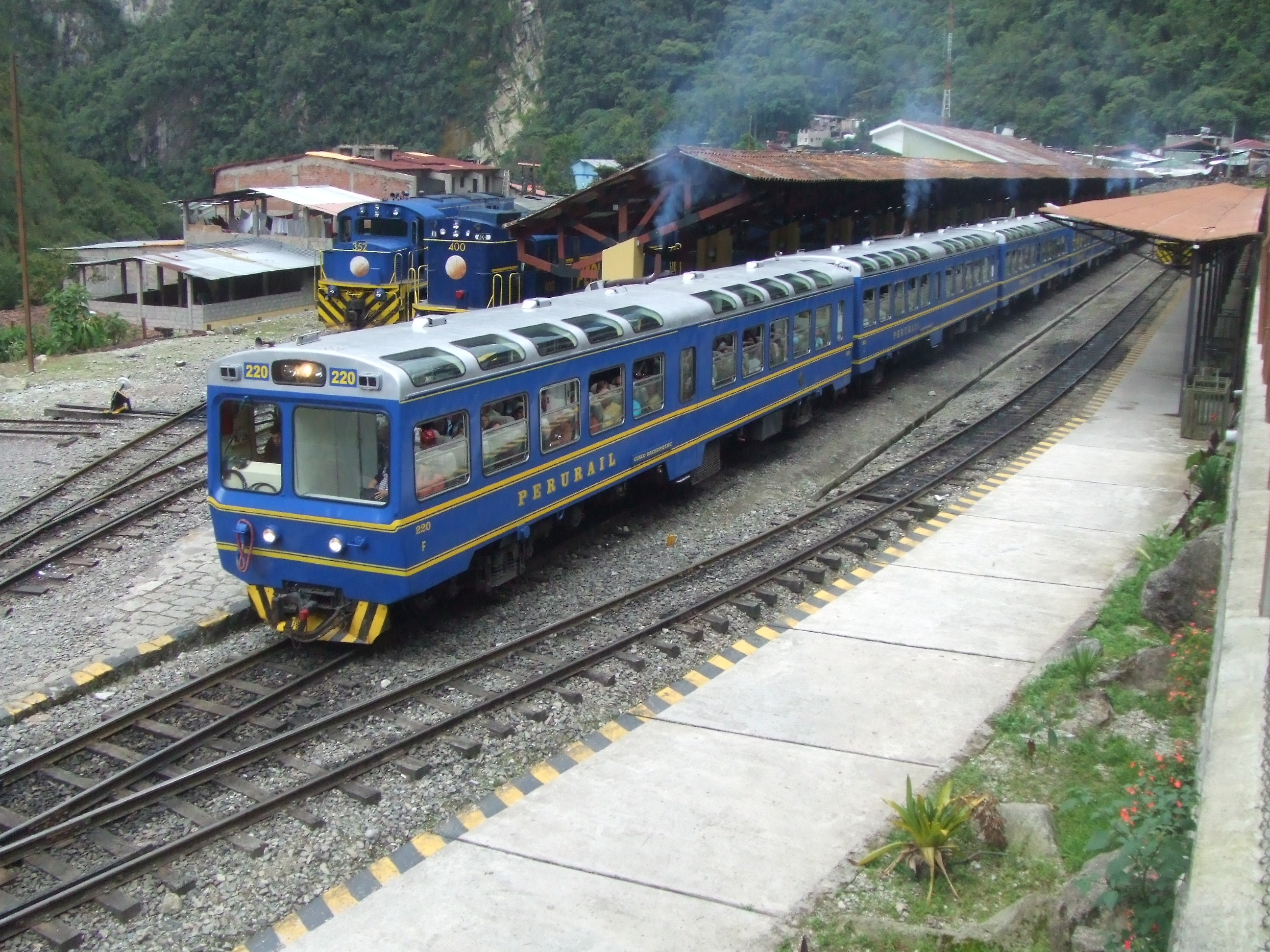
Züge mit 914 mm Spurweite der PeruRail bringen Touristen nach Machu Picchu

In den USA bestand ein umfangreiches Netz von Schmalspurbahnen mit der Spurweite 914 mm (3 Fuß). Zur Zeit der größten Ausdehnung um 1880 hatte es eine Länge von zirka 4500 Kilometer. Allerdings wurden die meisten Strecken später auf Normalspur umgebaut oder stillgelegt. So existieren heute nur noch wenige Schmalspurstrecken, die in aller Regel nur touristisch genutzt werden.
Kolumbien besitzt ein rund 2000 Kilometer langes Schienennetz in 914-mm-Spur. Sein Unterhalt wurde vernachlässigt und die Gütertransporte gingen stark zurück. Der Personenverkehr beschränkt sich auf drei kurze touristische Strecken im Raum Bogotá. Perus Eisenbahnen fahren mit Ausnahme der 914-mm-Strecke Cusco–Machu Picchu, die Touristen zur prähistorischen Inka-Siedlung Machu Picchu bringt, auf Normalspur. Guatemala besaß einst ein Eisenbahnnetz mit 914 mm Spurweite von 896 Kilometer Ausdehnung. 2007 wurde der Bahnbetrieb eingestellt und alle Transporte auf Lastwagen und Busse verlagert. Vom Netz in El Salvador mit der gleichen Spurweite werden noch 12½ Kilometer betrieben.
Die drei Bahnstrecken im Norden von Honduras, die hauptsächlich für den Bananentransport gebaut wurden, haben 1067 mm (Kapspur) und 914 mm Spurweite.
Ebenfalls auf Kapspur verkehren die Züge in Ecuador und Costa Rica. In Ecuador beschädigte 1998 El Niño weite Teile des Streckennetzes so stark, dass vom 965 Kilometer langen Streckennetz nur noch einige Abschnitte für Touristen in Betrieb blieben. Unter Präsident Rafael Correa wurde das Netz ab 2009 wieder hergerichtet. In Costa Rica wurde um das Jahr 2000 der Bahnverkehr komplett stillgelegt, seitdem wurden einige Strecken wieder reaktiviert.
Auf den 762-mm-Strecken der Dominikanischen Republik werden Zuckerrohr, Mais und Bananen transportiert. Eine 50 Kilometer lange Bahn in St. Kitts und Nevis mit 762 mm Spurweite dient dem Tourismus.

### Asien

#### Japan

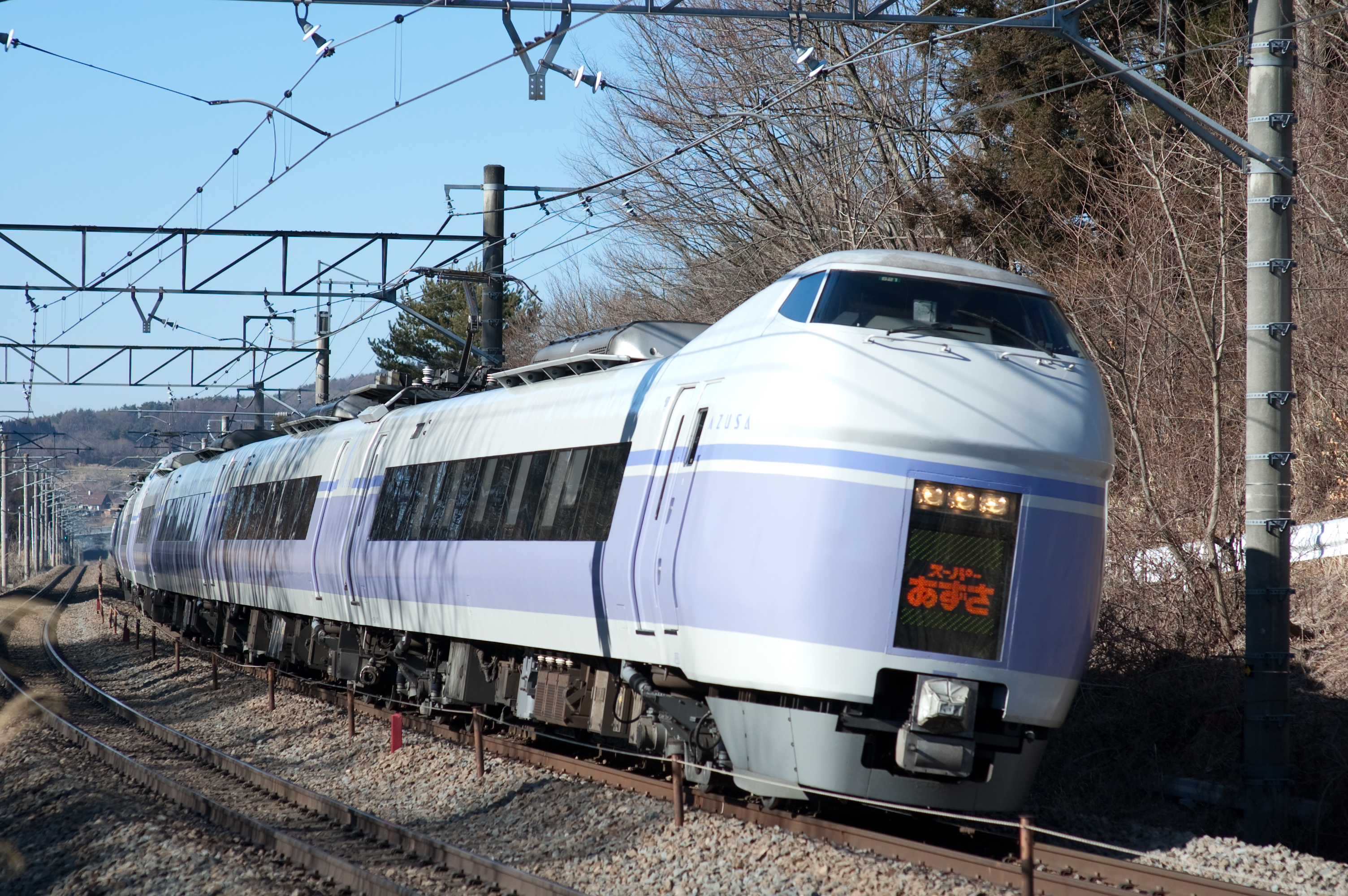
Triebzug E351 East Japan Railway Company als Express Super Azusa

Die meisten japanischen Bahnstrecken sind in Kapspur gebaut. Dadurch hat Japan eines der größten Schmalspurnetze der Welt. Weil diese Spurweite für richtigen Hochgeschwindigkeitsverkehr nicht geeignet ist, wurden ab den 1960er Jahren die Shinkansen-Schnellfahrstrecken in Normalspur gebaut.
Neben einigen nicht elektrifizierten Strecken gibt es bei den Kapspurbahnen Japans drei verschiedene Stromsysteme. Mit 1500 Volt Gleichstrom ist das Streckennetz auf der südlichen Insel Shikoku und bis auf wenige Ausnahmen auf der Hauptinsel Honshū elektrifiziert. Das Netz auf der nördlichen Insel Hokkaidō wird mit 20 000 Volt 50 Hertz Wechselstrom betrieben. Auf der westlichen Insel Kyushu kommt das gleiche Stromsystem, aber mit 60 Hertz Netzfrequenz zum Einsatz.
Bei der Eisenbahngesellschaft Keiō Dentetsu und der Metrostrecke Toei Shinjuku in Tokio wird die seltene Spurweite von 1372 mm verwendet. Diese sogenannte Schottische Spurweite kommt auch bei der Straßenbahn Tokio und der Straßenbahn Hakodate zum Einsatz. Die meisten Wald- und Industriebahnen mit 762 mm Spurweite sind inzwischen nicht mehr in Betrieb.

#### Naher Osten

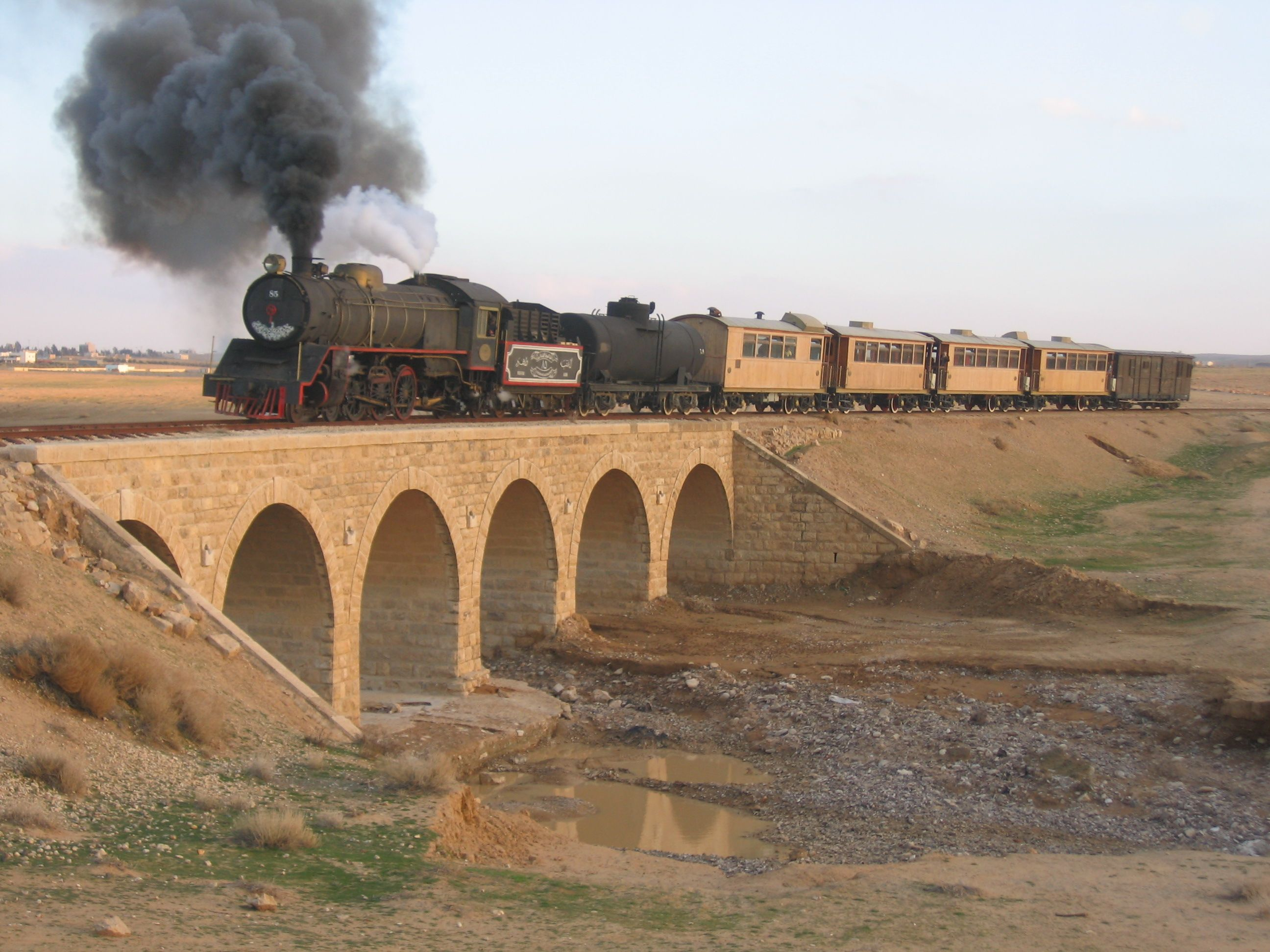
Dampfsonderzug auf der Hedschasbahn. Hinter der Lokomotive ist ein Wagen zum Transport von Wasser eingereiht.

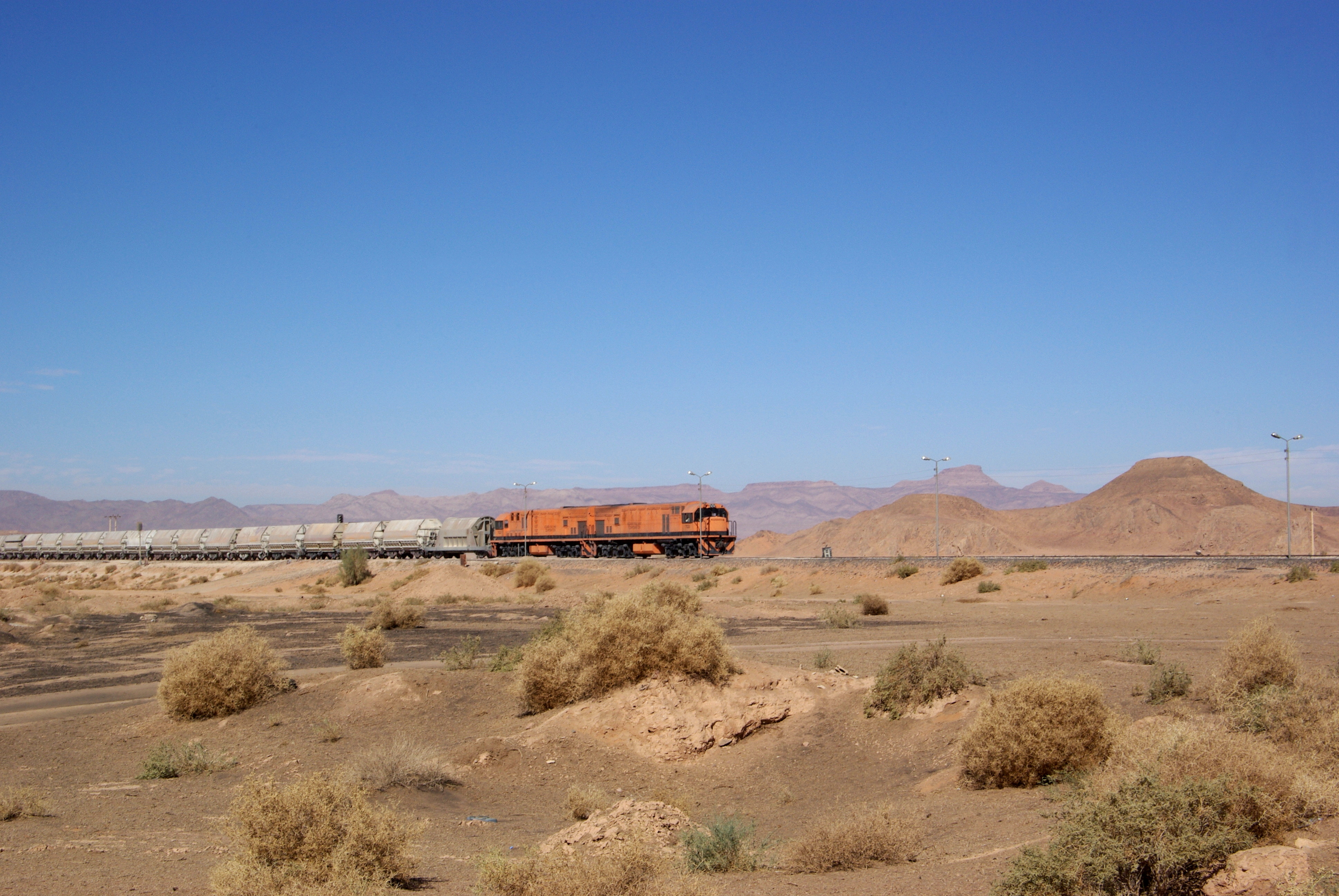
Güterzug der Aqababahn in Jordanien auf 1050-mm-Spurweite

(Die Ländernamen sind mit Artikel verlinkt, die den Schienenverkehr im entsprechenden Land beschreiben.)
Im Nahen Osten gab es mit der Hedschasbahn und den davon abzweigenden Stichstrecken ein Netz mit 1050 mm Spurweite. Die 1322 Kilometer lange Hauptstrecke führte von Damaskus in Syrien über Dar'a und Amman in Jordanien nach Medina im heutigen Saudi-Arabien. Eine Nebenstrecke zweigte von Dar'a in Syrien nach Haifa im heutigen Israel ab und wurde während des Ersten Weltkriegs bis zur Sinai-Halbinsel weitergebaut. Mit weiteren Zweigstrecken erreichte das Netz 1917 eine maximale Ausdehnung von 1585 Kilometern.
Die Libanonbahn und die mit ihr verbundene Hauranbahn führten von Beirut im Libanon über Damaskus in Syrien nach Muzairib. Trotz der gleichen Spurweite bestand keine Verbindung zur Hedschasbahn.
Von diesen Bahnstrecken sind nur noch sind nur Teilabschnitte der Hedschasbahn in Betrieb. Von Damaskus über Dar’a nach Bosra findet Gelegenheitsverkehr statt. In Jordanien sind sämtliche Bahnstrecken in Meterspur. Es verkehren Marktzüge von Amman nach Az Zarqa, und auf einem Abschnitt der Hedschasbahn und auf der Aqababahn wird Phosphat aus Abiad und Wadi el Hassa zum Hafen von Aqaba transportiert.

#### Südostasien

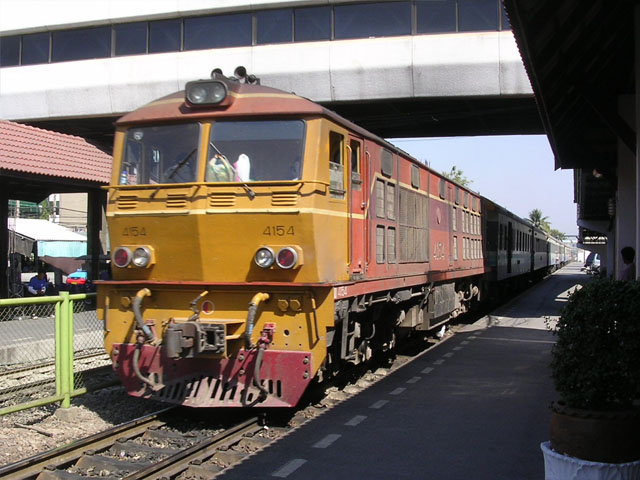
Von Alstom gebaute Meterspur-Diesellokomotive der State Railway of Thailand

Mit einer Gesamtlänge von über 13 000 Kilometern ebenfalls weit verbreitet sind Schmalspurbahnen in den Ländern der Hinterindischen Halbinsel. In Thailand, Myanmar und Kambodscha ist das gesamte Fernbahnnetz in Meterspur ausgeführt, ebenso in Vietnam und Malaysia, wo jeweils noch eine Normalspurstrecke existiert.
In Thailand betreibt die SRT ein Schienennetz von mehr als 4000 Kilometer in Meterspur, welches sternförmig von Bangkok ausgeht. Bekanntestes Bauwerk ist die Brücke über den Kwai der damaligen Thailand-Burma-Eisenbahn, heute gibt es keine Schienenverbindung nach Myanmar (Burma) mehr. Die thailändische Südbahn stellt den Anschluss zur Malaysischen Staatsbahn her. Ein kurzes thailändisches Gleisstück führt über den Mekong nach Laos. Es gibt hier kein eigenes laotisches Eisenbahnverkehrsunternehmen.

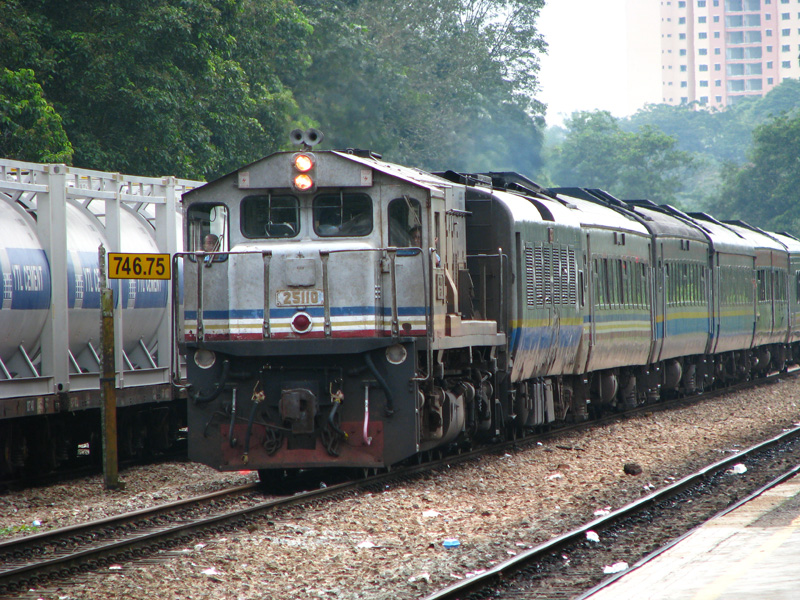
Ein von Singapur kommender Zug der malaysischen KTM

Das Meterspurnetz in Malaysia umfasst rund 1700 Kilometer, wobei der überwiegende Teil auf dem Festland verläuft und von der KTM betrieben wird. Eine Neubaustrecke wurde für 160 km/h ausgelegt. Im Süden führt eine Verbindung nach Singapur, wobei die gesamte Eisenbahnanlage im Eigentum Malaysias steht. Auf der Insel Borneo betreibt die Sabah State Railway eine 134 Kilometer lange Meterspurlinie.
Das Eisenbahnnetz in Vietnam besteht nebst einem kleineren Anteil Normalspur aus Meterspurstrecken von rund 2200 Kilometern Länge. Hauptstrecke ist die 1700 Kilometer lange Strecke von Hanoi nach Ho-Chi-Minh-Stadt. Im Norden Vietnams sind zwei Streckenabschnitte als Dreischienengleis ausgeführt. Die Yunnan-Bahn verbindet Hanoi nach Kunming in China. Der chinesische Abschnitt sollte auf Normalspur umgebaut werden. Es wurde jedoch eine neue Strecke in Normalspur zwischen Kunming und Hekou gebaut.
Der Bahnverkehr in Myanmar wird von der staatlichen Gesellschaft Myanma Railways abgewickelt. Das rund 5100 Kilometer lange Meterspurnetz befindet sich weitgehend in einem schlechten Zustand.
Das 602 Kilometer lange Eisenbahnnetz in Kambodscha besteht aus der Nordweststrecke und Südweststrecke. Grenzüberschreitende Linien existieren in beiden Ländern  nicht mehr. Seit 2018 wurde die Bahnstrecke Phnom Penh–Poipet reaktiviert und der grenzüberschreitende Güterverkehr nach Thailand neueröffnet.
Das Schienennetz in Indonesien mit rund 4000 Kilometer Länge ist vorwiegend in Kapspur erstellt und wird von der Kereta Api Indonesia betrieben. Bei Neubauten in Aceh und auf Sulawesi kommt Normalspur zum Zug. Die Strecken um Jakarta sind mit 1500 Volt Gleichstrom elektrifiziert. Die Spurweite von 1067 mm wird auch in den Philippinen verwendet. Die im Wesentlichen einzige Bahnstrecke wird von den PNR betrieben.

#### Weitere Länder

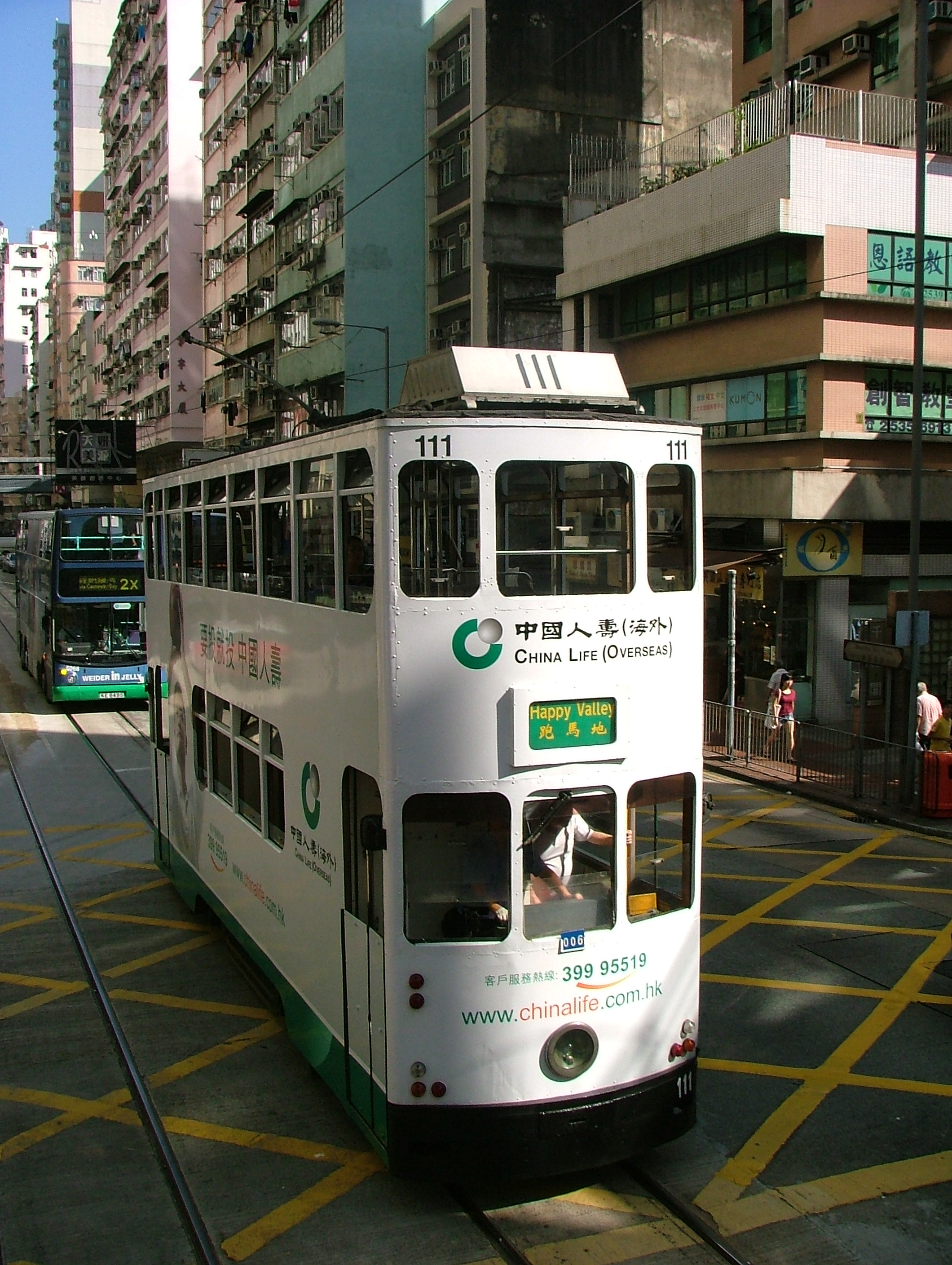
Die Doppelstockwagen der Straßenbahn Hongkong sind bei Touristen äußerst beliebt.

Die ersten Eisenbahnen in China wie die 1876 eröffnete Wusung-Bahn wurden mit 762 mm Spurweite erstellt. Heute sind dort die Schmalspurstrecken mit 670 Kilometer Meterspur und 500 Kilometer 762-mm-Spur im Vergleich zum Normalspurnetz kaum mehr von Bedeutung. Bei den Hongkonger Straßenbahnen mit 1067 mm Spurweite verkehren ausschließlich doppelstöckige Wagen. Taiwan war von 1895 bis 1945 eine Kolonie des Japanischen Kaiserreichs. Das ausgedehnte konventionelle taiwanische Eisenbahnnetz mit rund 1100 Kilometer Länge ist in Kapspur erstellt. Lediglich die Hochgeschwindigkeitszüge der Taiwan High Speed Rail und die Metro Taipei fahren auf Normalspur. Auf der schmalspurigen Hauptstrecke, die eine geschlossene Ringlinie um die Insel bildet, verkehren seit 2007 abschnittweise Fernschnellzüge, die auf der Basis des japanischen Shinkansen entwickelt wurden. Die Alishan-Waldbahn und die Zuckerbahnen in Taiwan mit 762 mm Spurweite werden heute touristisch genutzt.

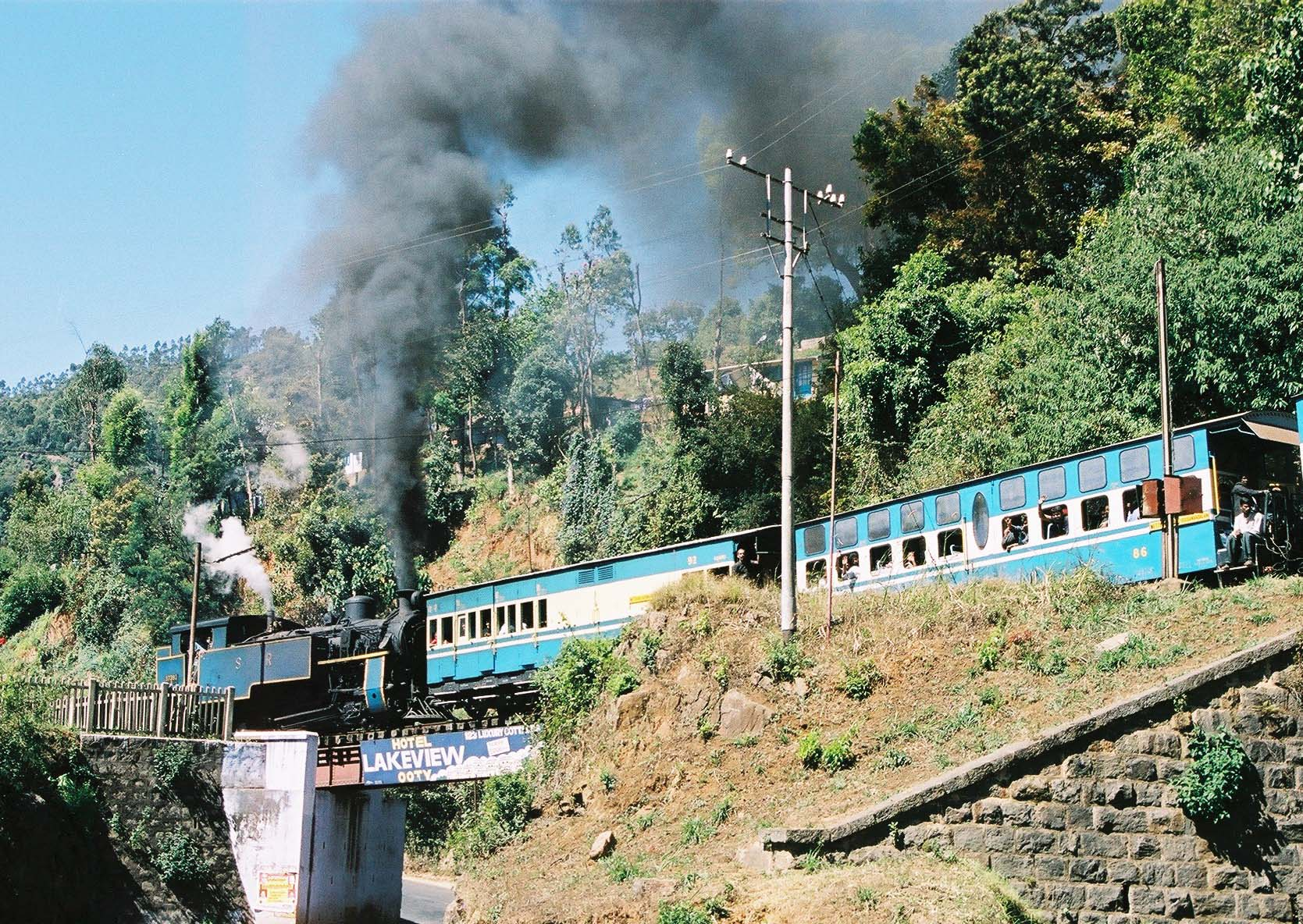
… und Nilgiri Mountain Railway, die einzige Zahnradbahn Indiens

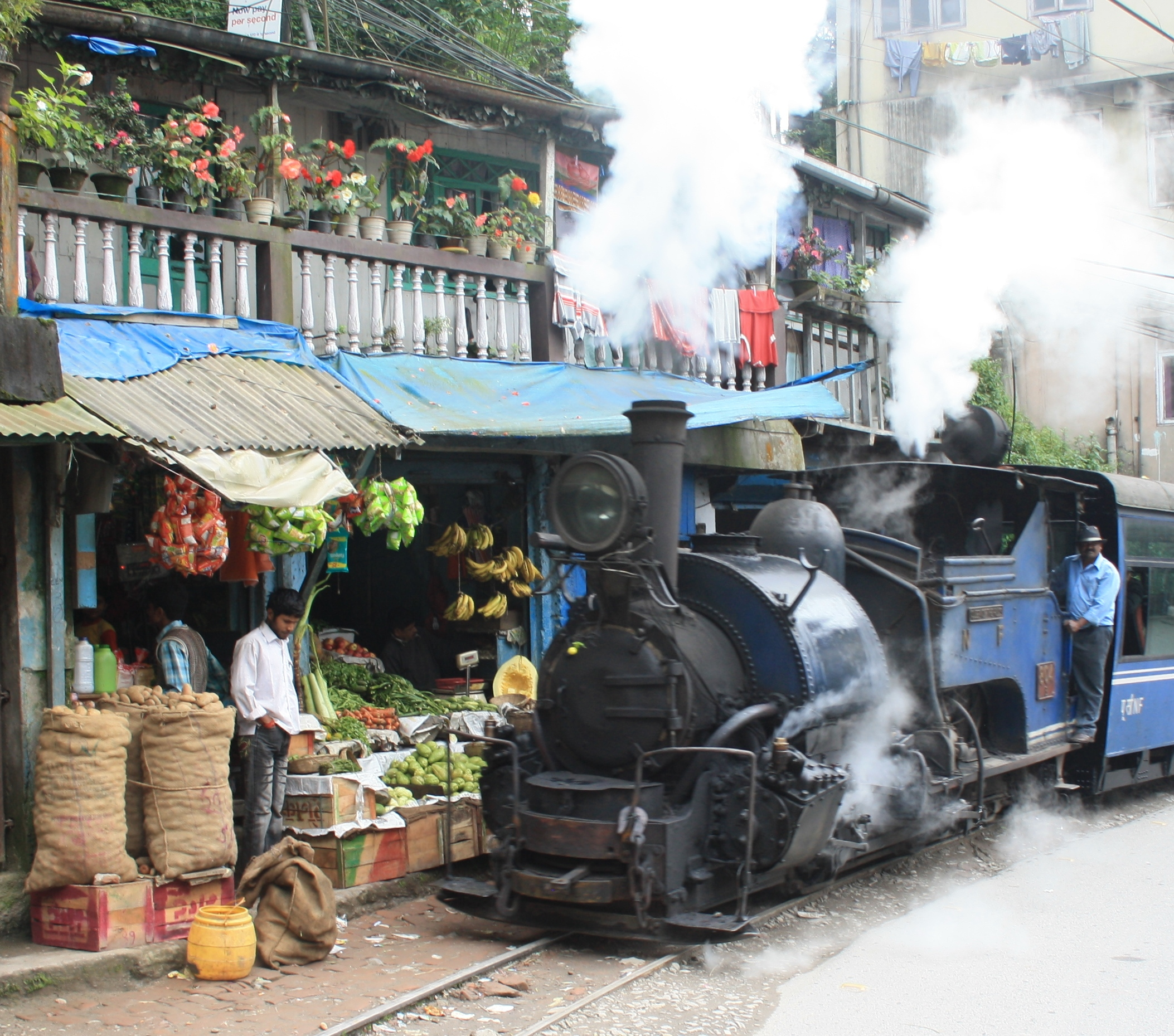
… Darjeeling Himalayan Railway bei der Vorbeifahrt an einem Obstladen…

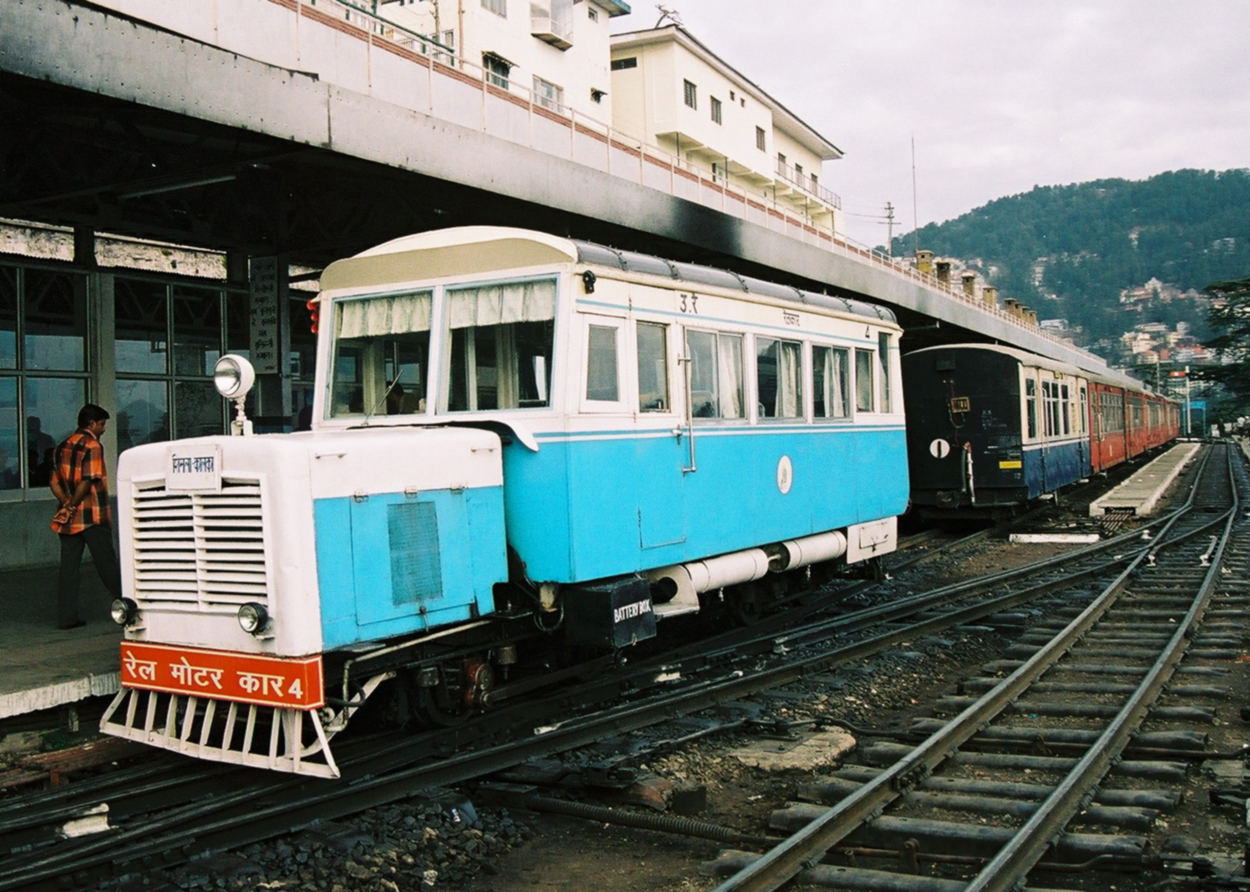
Drei indische Schmalspurbahnen gehören zum UNESCO-Welterbe: Schienenbus auf der Kalka-Shimla Railway, …

In Nordkorea gibt es neben der Normalspur ein etwa 375 Kilometer langes Netz mit einer Spurweite von 762 mm, das wie die Normalspurstrecken von der Koreanischen Staatsbahn betrieben wird.
In Indien werden nur Spurweiten, die schmaler als ein Meter sind, mit Schmalspur bezeichnet. Das Schmalspurnetz von rund 4000 Kilometer Länge hat Spurweiten von nur 610 mm und 762 mm. Wesentlich umfangreicher ist das dortige Meterspurnetz, das aber zunehmend auf die Indische Breitspur umgebaut wird. Drei schmalspurige Gebirgseisenbahnen in Indien wurden von der UNESCO in die Liste des Weltkulturerbes aufgenommen. Die noch bestehenden Meterspurlinien in Pakistan sollen ebenfalls auf Indische Breitspur umgespurt werden. Die einzige Bahnstrecke Nepals hat eine Spurweite von 762 mm und wird von den Nepal Railways betrieben.

### Australien und Ozeanien

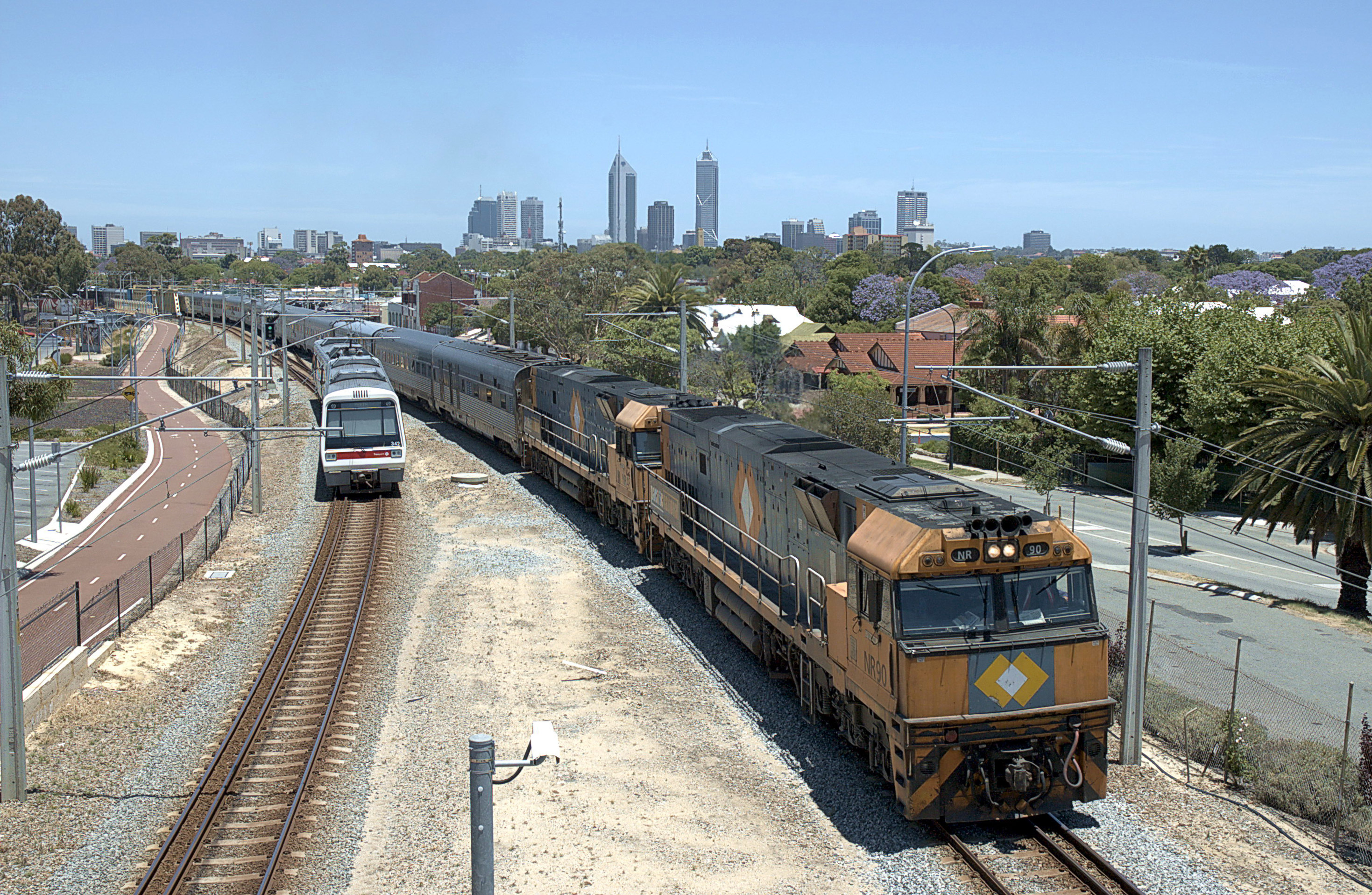
Ein kapspuriger Nahverkehrszug und der normalspurige Indian Pacific verlassen Perth. Beide Züge fahren auf Dreischienengleisen.

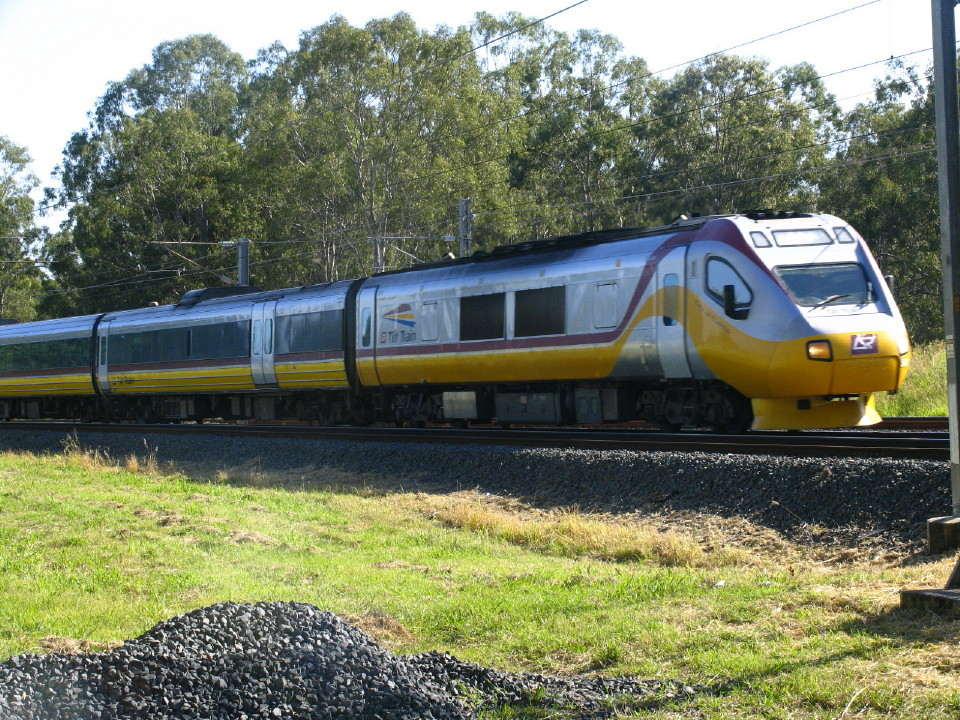
Die Neigezüge „QR Tilt Train“ in Queensland verkehren mit 160 km/h auf Kapspur.

Die Entscheidung über die Spurweite war in Australien vor 1901 eine Angelegenheit der einzelnen Kolonien. Queensland, Westaustralien, Tasmanien, Northern Territory sowie teilweise Südaustralien und die Bundeseisenbahnen entschieden sich für die preiswert zu errichtende Kapspur. Als die Netze zusammenwuchsen, führten die verschiedenen Spurweiten zu erheblichen betrieblichen Problemen. Es gab in Australien bis zu 36 Spurwechselbahnhöfe. 1921 wurde die Normalspur als Standard für Australien festgelegt. Dem wurde aus Kostengründen teilweise durch Dreischienengleise oder durch Umspurung gefolgt. Die Bundeseisenbahn baute letztendlich alle ihre Neubaustrecken in Normalspur.

Die Eisenbahn in Queensland besteht größtenteils aus Strecken mit Kapspur. Neigezüge („QR Tilt Train“) verkehren seit 1998 mit bis zu 160 km/h. Ein Zug dieser Bauart stellte 1999 mit 210 km/h den australischen Geschwindigkeitsrekord auf. Über 2000 Kilometer sind mit 25 000 Volt 50 Hertz Wechselstrom elektrifiziert. Zudem gibt es in Queensland etwa zwanzig Netze von Zuckerrohrbahnen, in der Regel mit der Spurweite von 610 mm. Diese haben zum Teil einen hohen technischen Standard mit durchgehender Zugbremse und abschnittsweise Strecken mit Betonschwellen. Auch das Gleisnetz in Westaustralien hat im Großraum Perth zum großen Teil eine Spurweite von 1067 mm. Zwischen Perth und Northam existiert ein Dreischienengleis, die Fortsetzung zur Transaustralischen Eisenbahn ist normalspurig. Die Vorortsstrecken von Perth sind mit 25 000 Volt 50 Hertz Wechselstrom elektrifiziert.

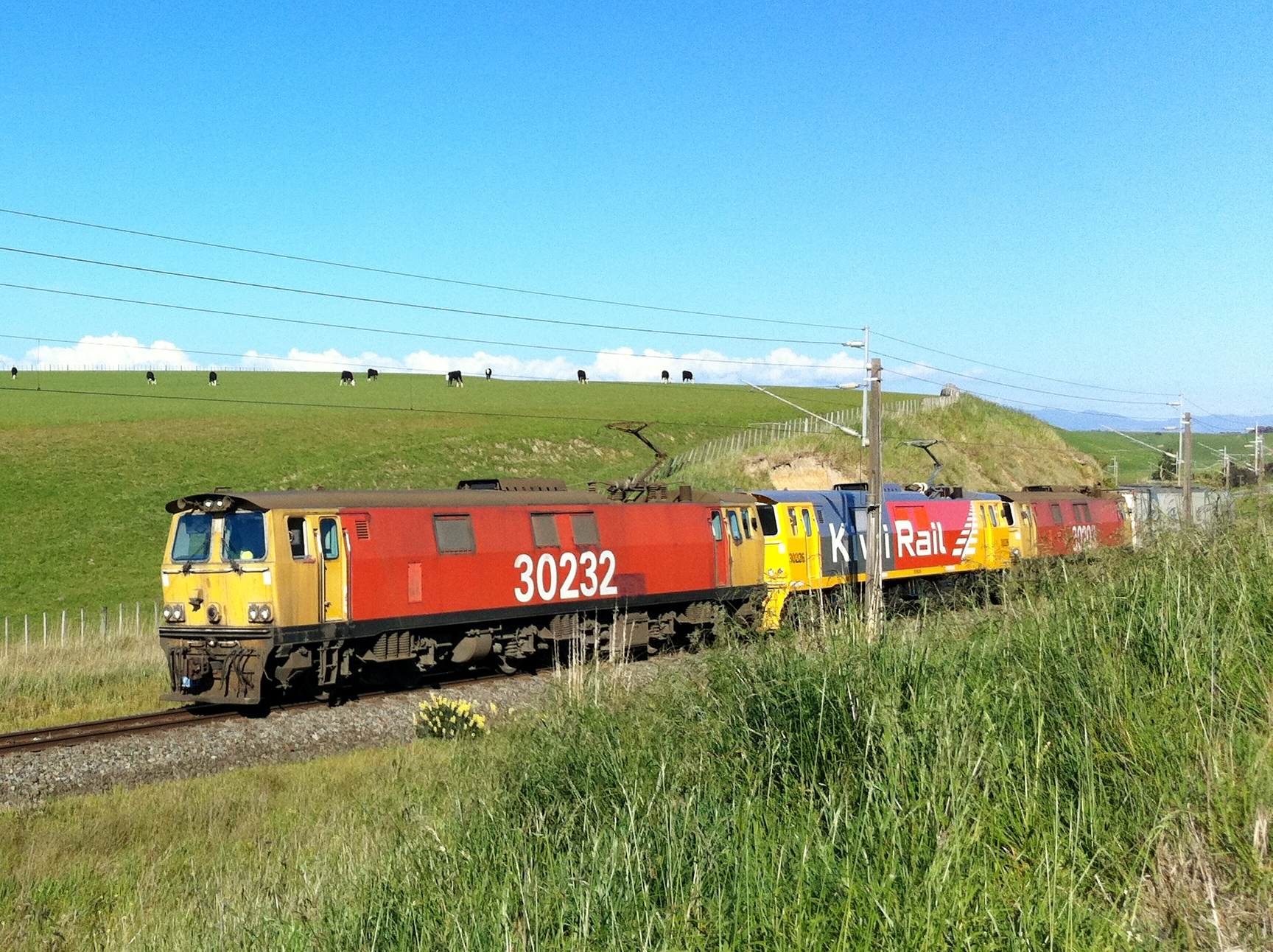
Güterzug mit zwei Lokomotiven der Baureihe EF auf der North Island Main Trunk Railway in Neuseeland

In Südaustralien waren ursprünglich Breit- und Schmalspur verbreitet, später kam noch Normalspur hinzu. Inzwischen ist die Normalspur dominant. Die meisten Schmalspurstrecken im Süden wurden zwischen 1953 und 1956 auf Breitspur umgespurt, im nördlichen Landesteil wurden sie teilweise durch Breit- oder Normalspurstrecken ersetzt oder der Betrieb eingestellt. Einzig die von Port Lincoln ausgehenden Strecken, die nie eine Verbindung zum übrigen Netz erhielten, blieben als größerer Netzbestand erhalten. Die Kapspurlinien in Tasmanien verbinden alle wichtigen Siedlungszentren der Insel. Heute verkehren nur noch Güterzüge, in der Regel als Ganzzüge. Der Personenverkehr wurde eingestellt, in einigen Abschnitten fahren jedoch Museumszüge. Im Northern Territory besteht eine einzige Normalspurstrecke, die Strecken mit 1067-mm-Spurweite sind nicht mehr in Betrieb.
In Victoria bauten die Victorian Railways Ende des 19. bis Anfang des 20. Jahrhunderts vier Schmalspurbahnen mit einer Spurweite von 762 mm, von denen heute die Strecke zwischen Belgrave und Gembrook als Museumseisenbahn Puffing Billy Railway betrieben wird. Außerdem wurde ein Teilstück der Strecke von Moe nach Walhalla als Walhalla Goldfields Railway wieder aufgebaut.
Neuseeland hat ein rund 4000 Kilometer langes Streckennetz in Kapspur, wovon ungefähr 500 Kilometer mit 1500 Volt Gleichstrom oder 25 000 Volt 50 Hertz Wechselstrom elektrifiziert ist. Die Spurweite von 1067 mm erleichterte die Trassierung im gebirgigen Gelände. Das Schienennetz verbindet die meisten großen Städte der Nordinsel und der Südinsel Neuseelands. Die Eisenbahn dient hauptsächlich dem Güterverkehr, der Personenverkehr spielt nur noch in den Ballungsräumen von Auckland und Wellington eine wichtige Rolle.
Das Eisenbahnnetz in Fidschi ist 595 Kilometer lang, beschränkt sich aber auf Bahnen mit 600 mm Spurweite zum Transport von Zuckerrohr zur Raffinerie in Lautoka.
Auf Nauru gibt es eine 3,9 km lange Schmalspurbahn. Sie wurde 1907 in der Spurweite 2′ (610 mm) errichtet und 1920 auf 3′ (914 mm) umgespurt.